# Liste von Luftfahrt-Zwischenfällen bis 1949
Dies ist eine Teilliste von Luftfahrt-Zwischenfällen der Jahre bis 1949 beim Betrieb von Verkehrsluftfahrzeugen. Für übrige Zeitspannen siehe Listen von Luftfahrt-Zwischenfällen.
Für militärische Zwischenfälle siehe Liste von Zwischenfällen (Militärluftfahrt) bis 1980.
Für Zwischenfälle von Luftfahrzeugen der Allgemeinen Luftfahrt siehe Liste von Zwischenfällen (Allgemeine Luftfahrt).
Einträge mit eigenem Artikel in Wikipedia sind mit (A) gekennzeichnet.

## Zwischenfälle bis 1930
- Abstürze von Ballonen und Luftschiffen sind farbig unterlegt.

| Datum         | Ort                                         | Fluggesellschaft / Flugnummer | Luftfahrzeugtyp                     | Opfer | Beschreibung |
| ------------- | ------------------------------------------- | ----------------------------- | ----------------------------------- | ----- | --- |
| 15. Juni 1785 | Wimereux, Frankreich                        |                               | Heißluft-Gas-Hybrid-Ballon          | 2     | Jean-François Pilâtre de Rozier und Pierre Romain stürzten mit ihrem Rozière-Ballon an der französischen Kanalküste ab und wurden die ersten Todesopfer der Luftfahrtgeschichte. |
| 7. Juli 1819  | Paris, Frankreich                           |                               |                                     | 1     | Sophie Blanchards Ballon wurde über Paris von einem Feuerwerkskörper in Brand gesetzt, die Ballonfahrerin stürzte zu Tode; sie war das erste weibliche Todesopfer eines Flugunfalls. |
| 15. Apr. 1875 | Ciron, Département Indre, Frankreich        |                               | Ballon Zénith                       | 2     | Bei einer Ballonhochfahrt kamen Joseph Crocé-Spinelli und Théodore Sivel in etwa 8000 Metern Höhe aufgrund des Sauerstoffmangels ums Leben. Gaston Tissandier überlebte. |
| 9. Aug. 1896  | Stölln (Brandenburg), Deutschland           |                               | Normalsegelapparat                  | 1     | Otto Lilienthal stürzte in den Rhinower Bergen ab und starb am nächsten Tag in Berlin. |
| 12. Juni 1897 | Tempelhof (Berlin), Deutschland             |                               | Luftschiff Deutschland              | 2     | Friedrich Hermann Wölfert stürzte zusammen mit seinem Mechaniker Knabe bei einer Vorführung brennend ab. |
| 1. Feb. 1902  | Zwijndrecht, Belgien                        |                               | Ballon Berson                       | 1     | Am Ende einer wissenschaftlichen Ballonfahrt verunglückte der Erfinder des Drachenballons, Hans Bartsch von Sigsfeld, bei der Sturmlandung auf gefrorenem Boden tödlich, während sein Mitfahrer Franz Linke nur leichte Verletzungen erlitt. |
| 17. Sep. 1908 | Fort Myer, Virginia, USA                    |                               | Wright Model A                      | 1     | Der erste Tote durch einen Flugunfall in den USA. Orville Wright und Thomas E. Selfridge verloren die Kontrolle über ihr Flugzeug. Selfridge starb, Wright wurde verletzt. |
| 7. Sep. 1909  | Juvisy (Port-Aviation), Frankreich          |                               | Wright Model A                      | 1     | Die Maschine stürzte aus 6 m Höhe ab. Der Pilot Eugène Lefebvre war der erste Pilot eines motorisierten Flächenflugzeuges, der ums Leben kam. |
| 22. Sep. 1909 | Boulogne-sur-Mer, Frankreich                |                               | Voisin Standard                     | 1     | Der Pilot Ferdinand Ferber kam ums Leben. Beim Kurvenflug in Bodennähe berührte eine Tragfläche seines Voisin-Doppeldeckers den Boden. |
| 4. Jan. 1910  | Bordeaux, Frankreich                        |                               | Blériot XI                          | 1     | Der Pilot Léon Delagrange starb beim Flugunfall seines Eindeckers in Croix d'Hins bei Bordeaux. Das Flugzeug verlor wegen widriger Winde eine Tragfläche und stürzte ab, wobei sich der Pilot nicht aus der Maschine retten konnte; sein Schädel wurde vom Motor der „Blériot XI“ zerquetscht.                                                                             |
| 12. Juli 1910 | Bournemouth, England, UK                    |                               | Wright Model A                      | 1     | Der erste britische Tote durch einen Flugunfall. Das Heck des Wright Model A (ein Lizenzbau der Short Brothers) brach ab und Charles Rolls, der Mitgründer von Rolls-Royce, stürzte aus ca. 15 m Höhe ab und verstarb am Unfallort. |
| 13. Juli 1910 | Pattscheid, Deutschland                     |                               | Luftschiff Erbslöh                  | 5     | Das Luftschiff stürzte ab, nachdem die Hülle geplatzt war und ausgetretener Wasserstoff sich durch einen Funken des Antriebs entzündet hatte. |
| 23. Sep. 1910 | Domodossola, Piemont, Italien               |                               | Blériot XI                          | 1     | Jorge Chávez’ Flugzeug brach beim Versuch, es aus einem Sturzflug nach erfolgreicher Alpenüberquerung abzufangen, auseinander, da die Konstruktion aus Eschenholz, Stahlrohren, Baumwoll- und Leinenstoff der Beanspruchung nicht standhielt. Chavez wurde bei dem Absturz aus 10–20 Meter Höhe schwer verletzt und starb am 27. September 1910 im Spital von Domodossola. |
| 29. Sep. 1911 | Flugplatz Johannisthal, Berlin, Deutschland |                               | Wright Model R                      | 1     | Paul Engelhard stürzte bei der Berliner Flugwoche 1911 mit einem Wright Model R („Baby Wright“) über dem Flugplatz Johannisthal ab und erlitt tödliche Verletzungen. Sein Flugschüler Gerhard Sedlmayr wurde dabei nur leicht verletzt. |
| 30. Juni 1912 | Langenfelde, Deutschland                    |                               | Eigenbau-Eindecker                  | 1     | Am 30. Juni 1912 überschlug sich die Maschine von Benno König nach einem Motorausfall über Langenfelde bei einer Außenlandung auf einer Chaussee. König wurde verletzt ins Altonaer Krankenhaus gebracht, wo er am Morgen des 1. Juli 1912 verstarb. |
| 2. Juli 1912  | Atlantic City, USA                          |                               | Luftschiff                          | 5     | Das erste amerikanische Luftschiff explodierte über der Stadt. |
| 20. Apr. 1913 | Kaufunger Wald bei Kassel, Deutschland      |                               | Ballon                              | 1     | Der Ballon stürzte bei einem Gewitter ab. |
| 21. Juli 1919 | Chicago, USA                                |                               | Luftschiff Wingfoot Air Express     | 13    | Das Luftschiff fing in der Luft Feuer und stürzte auf das Gebäude der Illinois Trust & Savings Bank. Am Boden starben 10 Personen, daneben noch zwei Passagiere und ein Besatzungsmitglied. Zwei weitere Besatzungsmitglieder retteten sich mit Fallschirmen. |
| 7. Sep. 1920  | Piz Urlaun, Zollikon, Schweiz               |                               | SIAI S.9                            | 4     | (A) Zwei Savoia S.9 stürzten auf ihrem Überflug von Italien nach Finnland in der Schweiz ab, alle vier Besatzungsmitglieder kamen ums Leben (siehe auch Absturz zweier Savoia S.9 1920). |
| 7. Apr. 1922  | Grandvilliers, Frankreich                   |                               | De Havilland DH-18A und Farman F.60 | 7     | Die beiden Flugzeuge kollidierten bei schlechter Sicht. Dieser Unfall gilt als die erste Kollision zweier Flugzeuge in der Luft. |
| 30. Okt. 1927 | New Brunswick, USA                          | Colonial Air Transport        | Fairchild FC-2                      | 4     | Stürzte beim Start ab. |
| 25. Mai 1928  | Nordpolarmeer nördlich von Spitzbergen      |                               | Luftschiff Italia                   | 7     | Auf dem Rückweg vom Nordpol stürzte das Luftschiff bei schlechtem Wetter auf das Packeis. Die Führergondel wurde durch den Aufprall vom Rumpf getrennt, wobei eine Person ums Leben kam. Sechs Expeditionsmitglieder wurden vom Sturm mit dem Luftschiff davongerissen und sind seitdem verschollen.                                                                       |
| 24. Aug. 1929 | Elm (Schlüchtern), Deutschland              | Luft Hansa                    | Fokker-Grulich F.II                 | 4     | Absturz der D-757 'Spree' der Luft Hansa auf dem Linienflug von Frankfurt nach Berlin-Tempelhof. Vier Tote. |
| 6. Nov. 1929  | Surrey, Großbritannien                      | Luft Hansa                    | Junkers G 24                        | 6     | Die Junkers explodierte über Surrey und stürzte ab. |
| 5. Okt. 1930  | Beauvais, Frankreich                        |                               | Starrluftschiff R101                | 48    | Bei einer versuchten Notlandung geriet das britische Starrluftschiff in Brand. Der Unfall forderte 48 Menschenleben und ist bis heute (Stand 2015) der verlustreichste Unfall in der zivilen Luftschifffahrt. Von den Insassen überlebten 6 Personen. |

## Zwischenfälle von 1931 bis 1936
- Abstürze von Ballonen und Luftschiffen sind farbig unterlegt.

| Datum         | Ort                                            | Fluggesellschaft / Flugnummer    | Luftfahrzeugtyp                   | Opfer | Beschreibung |
| ------------- | ---------------------------------------------- | -------------------------------- | --------------------------------- | ----- | --- |
| 31. März 1931 | Chase County, USA                              | Transcontinental and Western Air | Fokker F-10                       | 8     | (A) Eine Fokker F.10 stürzte auf dem Transcontinental-and-Western-Air-Flug 5 nach dem Abriss einer Tragfläche in ein Weizenfeld. Alle Insassen, unter ihnen der Footballtrainer Knute Rockne, starben. Der Absturz geriet durch den Tod Rocknes in den Fokus des Interesses und führte zu weitreichenden Änderungen im Flugzeugbau (Holzbauteile wurden durch Metall ersetzt) und der Unfalluntersuchung (Einbeziehung von Regierungsstellen, Veröffentlichung). |
| 10. Okt. 1933 | Chesterton, Indiana, USA                       | United Airlines                  | Boeing 247                        | 7     | (A) Die in Cleveland gestartete Maschine verlor durch eine Bombenexplosion im hinteren Kabinenbereich das Heck. Alle Insassen kamen beim Absturz ums Leben. Der/die Täter konnten nicht ermittelt werden (siehe auch United-Air-Lines-Flug 23). |
| 27. Juli 1934 | Wurmlingen (Landkreis Tuttlingen), Deutschland | Swissair                         | Curtiss AT-32C                    | 12    | (A) Ein auf dem Flughafen Zürich gestartetes Passagierflugzeug stürzte nahe Wurmlingen (Landkreis Tuttlingen) ab. Unter den zwölf Toten war die erste Stewardess Europas, Nelly Diener (siehe auch Flugzeugabsturz am 27. Juli 1934 bei Tuttlingen). |
| 20. Dez. 1934 | Rutbah Wells, Irak                             | KLM Royal Dutch Airlines         | Douglas DC-2                      | 7     | (A) Die auf dem Flughafen Kairo-Almaza gestartete Maschine befand sich auf einem Flug von Amsterdam nach Batavia (Niederländisch-Indien) (heute Jakarta). Der Absturz geschah während eines Gewitters. Es gab keine Überlebenden. Die Unfallursache blieb ungeklärt (siehe auch Flugzeugabsturz der KLM Douglas DC-2 „Uiver“). |
| 6. Apr. 1935  | Brilon (Sauerland)                             | KLM Royal Dutch Airlines         | Fokker F.XII                      | 7     | Auf dem Weg von Prag nach Amsterdam verunglückte die PH-AFL (Leeuwerik) in schlechtem Wetter bei Brilon. Alle 7 Insassen sterben bei dem Unfall. |
| 18. Mai 1935  | Moskau, Sowjetunion                            | Aeroflot                         | Polikarpow I-5 und Tupolew ANT-20 | 49    | Eine Polikarpow I-5 kollidierte während eines Formationsfluges mit dem Verkehrsflugzeug ANT-20. Beide Flugzeuge stürzten ab. |
| 10. Dez. 1935 | Tatsfield, Großbritannien                      | Sabena                           | Savoia-Marchetti SM.73            | 11    | Eine Savoia-Marchetti SM.73 stürzte nach Kontrollverlust auf dem Flug von Brüssel nach London ab. |
| 16. Juni 1936 | Berg Lihesten, nahe Hyllestad, Norwegen        | Det Norske Luftfartselskap (DNL) | Junkers Ju 52/3m                  | 7     | Eine Junkers Ju 52/3m der DNL (Luftfahrzeugkennzeichen LN-DAE) wurde in den Berg Lihesten, in der Nähe von Hyllestad, geflogen. Die Maschine war auf dem Weg vom damaligen Seeflughafen Bergen-Sandviken nach Tromsø. Alle sieben Personen an Bord (vier Besatzungsmitglieder, drei Passagiere) wurden getötet. Dies war der erste tödliche Luftverkehrsunfall in Norwegen.                                                                                      |
| 17. Nov. 1936 | Moritzberg, nahe Nürnberg, Deutschland         |                                  | Junkers Ju 52/3m                  | 3     | Auf dem Flug von Berlin nach München sollte in Nürnberg eine unplanmäßige Zwischenlandung eingelegt werden. Wegen Nebels gestaltete sich der Anflug auf den damaligen Flughafen Marienberg schwierig. Beim zweiten Umfliegen des Moritzberges berührte die linke Tragfläche gegen 15 Uhr die Baumwipfel und die Maschine mit dem Kennzeichen D-ASUI stürzte in den Nordhang des Moritzberges. Von den 18 Personen an Bord überlebten 15.                         |
| 19. Nov. 1936 | Gatwick Airport                                | British Airways                  | Fokker F.XII                      | 2/2   | Das Flugzeug befand sich im Landeanflug auf Gatwick, als es im dichten Nebel in einen Hügel flog. Es gab zwei Tote und zwei Verletzte. |

## Zwischenfälle 1937 bis 1949

### 1937
- (A) Am 26. Januar 1937 wurde eine Boeing 247 der US-amerikanischen Western Air Express (Luftfahrzeugkennzeichen NC13315) im Anflug auf den Flughafen Burbank (Kalifornien, USA) in einen Berg in den San Gabriel Mountains geflogen. Bei diesem CFIT (Controlled flight into terrain) wurden 5 der 13 Insassen getötet (siehe auch Western-Air-Express-Flug 7).[6]

- Am 26. Januar 1937 stürzte eine Sabca Savoia-Marchetti SM.73P der belgischen Sabena (OO-AGR) im Landeanflug auf den Flughafen Oran Es Sénia (Algerien) ab. Die Maschine war auf dem Rückflug aus Belgisch-Kongo nach Belgien. Augenzeugen berichteten, dass das Flugzeug in einer Höhe von ungefähr 1000 Metern plötzlich in einen Sturzflug überging. Der finale Grund wurde nicht gefunden, Wetterbedingungen und Triebwerksprobleme wurden aber ausgeschlossen. Alle zwölf Insassen kamen ums Leben.[7]

- Am 9. Februar 1937 stürzte eine Douglas DC-3A-197 der US-amerikanischen United Airlines (NC16073) 3 Kilometer nordöstlich des Zielflughafens San Francisco Municipal (Kalifornien, USA) in die Bucht von San Francisco. Dem Ersten Offizier war sein Mikrophon aus der Hand gefallen und hatte die Steuersäule verklemmt, so dass es nicht mehr möglich war, den Sinkflug zu beenden. Alle 11 Insassen, drei Besatzungsmitglieder und 8 Passagiere, kamen ums Leben.[8]

- Am 3. April 1937 wurde eine Douglas DC-3-194B der niederländischen KLM Royal Dutch Airlines (PH-ALP) rund 32 Kilometer nordwestlich von McNary (Arizona) (USA) in die Flanke des Mount Baldy geflogen. Die fabrikneue Maschine befand sich auf einem Auslieferungsflug von Burbank (Los Angeles County) aus. Bei diesem CFIT (Controlled flight into terrain) wurden alle 8 Insassen getötet, zwei Besatzungsmitglieder und 6 Passagiere.[9]

- Am 8. Mai 1937 fing der Zeppelin LZ 129 Hindenburg nach einer Atlantiküberquerung beim Landemanöver über dem Flugfeld Lakehurst (New Jersey, USA) Feuer und wurde zerstört. Der Unfall ist der bis heute (Stand 2023) fünftschwerste in der Geschichte der Luftschifffahrt. Von den Insassen wurden 36 getötet; es gab 62 Überlebende unter den Passagieren und Besatzungsmitgliedern.

- Am 6. Oktober 1937 stürzte eine Douglas DC-3-194B der niederländischen KLM Royal Dutch Airlines (PH-ALS) unmittelbar nach dem Start vom Flughafen Palembang (Indonesien) ab. Eine Pleuelstange im Triebwerk Nr. 1 (links) war gebrochen und hatte einen Brand ausgelöst. Der Kapitän unterbrach die Treibstoffzufuhr, aber das Flugzeug konnte mit einem Triebwerk nicht mehr an Höhe gewinnen. Es schlug auf dem Boden auf. Von den 12 Insassen kamen 4 ums Leben, drei Besatzungsmitglieder und ein Passagier.[10]

- Am 17. Oktober 1937 wurde eine Douglas DC-3A-197 der US-amerikanischen United Airlines (NC16074) 32 Kilometer südlich von Knight (Wyoming, USA) in einer Höhe von etwa 3050 Metern in den Berg Haydens Peak geflogen. Die Maschine befand sich auf dem Flug von Cheyenne (Wyoming) nach Salt Lake City und wurde unterhalb der sicheren Mindestflughöhe geflogen. Bei diesem CFIT (Controlled flight into terrain) wurden alle 19 Insassen getötet, drei Besatzungsmitglieder und 16 Passagiere.[11]

- (A) Am 12. November 1937 zerschellte eine Heinkel He 111 der Lufthansa (D-AXAV) auf einem Linienflug von Berlin nach Mannheim bei Schriesheim am Berg Weißer Stein (Odenwald) (10 km östlich von Mannheim). Von den zwölf Personen an Bord wurden 10 getötet (siehe auch Flugunfall der He-111 „Köln“ 1937).[12]

- (A) Am 16. November 1937 verunglückte eine Junkers Ju 52/3m der Sabena (OO-AUB) während einer außerplanmäßigen Zwischenlandung auf dem Flughafen Steene, in der Nähe von Ostende (Belgien). Die Maschine kollidierte bei schlechten Sichtverhältnissen mit einem Fabrikschornstein. Beim Controlled flight into terrain (CFIT) kamen alle elf Insassen ums Leben, darunter der deutsche Segelflugpionier und Propeller-Konstrukteur Arthur Martens und fast die gesamte Familie des früheren Erbgroßherzogs Georg Donatus von Hessen-Darmstadt (siehe auch Flugunfall von Ostende).[13]

- Am 23. November 1937 wurde eine Douglas DC-2-115D der polnischen LOT (SP-ASJ) auf dem Flug von Saloniki nach Sofia aufgrund eines Navigationsfehlers in das Pirin-Gebirge geflogen. Durch diesen CFIT (Controlled flight into terrain) wurden alle fünf Insassen getötet.[14]

### 1938
- (A) Am 13. August 1938 wurde eine Savoia-Marchetti SM.73 der tschechoslowakischen ČSA (Luftfahrzeugkennzeichen OK-BAG) in der Nähe von Oberkirch (Baden) (Deutschland) bei dichtem Nebel gegen einen Berg geflogen. Infolge dieses CFIT (Controlled flight into terrain) starben alle 17 Insassen, vier Besatzungsmitglieder und 13 Passagiere (siehe auch Flugunfall bei Durbach 1938).[15]

- (A) Am 10. Oktober 1938 brach bei Soest eine Sabca Savoia-Marchetti SM.73P der belgischen Sabena (OO-AGT) im Flug auseinander. Alle 20 Insassen starben (siehe auch Flugzeugabsturz bei Soest).[16]

- Am 14. November 1938 wurde eine Douglas DC-3-194D der niederländischen KLM Royal Dutch Airlines (PH-ARY) im Anflug auf den Flughafen Amsterdam Schiphol (Niederlande) mit unverminderter Reisegeschwindigkeit ins Gelände geflogen. Die vom Flughafen Berlin-Tempelhof kommende Maschine rutschte noch 125 Meter weiter, bis sie in einem Graben zum Stillstand kam. Durch diesen CFIT (Controlled flight into terrain) wurden 6 der 19 Insassen getötet, vier Besatzungsmitglieder und 2 Passagiere.[17]

### 1939
- Am 14. März 1939 stürzte eine Junkers Ju 52/3m der belgischen Sabena (Luftfahrzeugkennzeichen OO-AUA) beim Durchstarten am Flughafen Haren (Brüssel, Belgien) auf ein Feld. Dabei kamen alle 3 Besatzungsmitglieder ums Leben, die einzigen Insassen auf dem Nachtpostflug.[18]

### 1940
- Am 16. März 1940 wurde eine Savoia-Marchetti SM.73 der italienischen Avio Linee Italiane (Luftfahrzeugkennzeichen I-SUTO) bei widrigem Wetter in den Vulkan Stromboli (Italien) geflogen. Die Maschine befand sich auf einem Flug von Tripolis über Catania nach Rom. Bei diesem CFIT, Controlled flight into terrain, wurden alle 14 Insassen getötet, 5 Besatzungsmitglieder und 9 Passagiere.[19]

- Am 10. Mai 1940 wurden vier Douglas DC-3-194 der niederländischen KLM Royal Dutch Airlines (PH-ALU, PH-ARX, PH-ASP, PH-AST) auf dem Flughafen Amsterdam Schiphol (Niederlande) bei einem Bombenangriff der deutschen Luftwaffe irreparabel beschädigt. Personen kamen nicht zu Schaden.[20][21][22][23]

- Am 23. Mai 1940 wurde eine Sabca Savoia-Marchetti SM.73P der belgischen Sabena (OO-AGS) von deutschem Bodenfeuer während des Zweiten Weltkrieges nahe Arques (Pas-de-Calais) (Frankreich) abgeschossen. Das Flugzeug wurde im Auftrag der 271. Fliegerstaffel der Royal Air Force betrieben. Von den drei Insassen kamen zwei ums Leben.[24]

- Ebenfalls am 23. Mai 1940 wurde eine Douglas DC-3-227B der Sabena (OO-AUI) von Flugabwehrgeschossen getroffen. Die Piloten machten eine Notlandung nahe Arques (Pas-de-Calais) (Frankreich). Das Flugzeug war im Auftrag der britischen Royal Air Force (RAF) auf dem Weg von Merville nach London. Ein Insasse, der Navigator, kam ums Leben. Die anderen beiden Crewmitglieder und die Passagiere wurden gefangen genommen.[25]

- (A) Am 31. August 1940 stürzte eine Douglas DC-3A der US-amerikanischen Pennsylvania-Central Airlines (NC21789) bei Lovettsville, Virginia, USA, in ein Luzernenfeld. Von den 25 Personen an Bord überlebte niemand. Angenommene Ursache war ein Blitzschlag, als die Maschine in ein Gewitter flog (siehe Pennsylvania-Central-Airlines-Flug 19).[26]

- Am 21. September 1940 verunglückte eine Douglas DC-3-194B der British Overseas Airways Corporation (BOAC) (G-AGBC) bei der Landung auf dem Flugplatz Heston (England) im Nebel und wurde irreparabel beschädigt. Über Personenschäden ist nichts bekannt.[27]

- Am 29. Oktober 1940 kam es mit einer Douglas DC-3-220 der Lufthansa (D-AAIH) auf dem Flughafen Berlin-Tempelhof bei schlechtem Wetter zu einem Startunfall. Beide Piloten kamen ums Leben.; die 12 Passagiere überlebten den Unfall.[28]

- Am 8. November 1940 stürzte eine Junkers Ju 90 der Lufthansa (D-AVMF) auf dem Weg von Berlin nach Budapest bei Brauna, Sachsen, ab. Die 6 Besatzungsmitglieder sowie alle 23 Fluggäste kamen ums Leben. Absturzursache war Vereisung des Leitwerks. Es war der zu diesem Zeitpunkt schwerste Unfall der Deutschen Lufthansa.[29]

- Am 24. November 1940 wurde eine Douglas DC-3-194D der British Overseas Airways Corporation (BOAC) (G-AGBI), die sich auf dem Flughafen Bristol-Whitchurch (England) am Boden befand, irreparabel beschädigt. Personen kamen nicht zu Schaden.[30]

- Am 26. November 1940 machte die Fiat G.18 I-ELIO der italienischen Avio Linee Italiane/Regia Aeronautica bei der Landung auf dem Flughafen Mailand-Linate Totalbruch. Alle Insassen überlebten.[31]

- Am 4. Dezember 1940 stürzte eine Douglas DC-3A-197C der US-amerikanischen United Airlines (NC25678) im Anflug auf den Chicago Municipal Airport (dem heutigen Midway Airport) (Illinois, USA) 500 Meter vor der Landebahn ab. Aufgrund zu niedriger Geschwindigkeit und Eisbildung an den Tragflächen war es zum Strömungsabriss gekommen. Bei dem Unfall wurden 10 der 16 Insassen getötet, alle drei Besatzungsmitglieder und 7 Passagiere.[32]

### 1941
- Am 15. Januar 1941 musste die Flugbesatzung einer Savoia-Marchetti SM.75 der italienischen Linee Aeree Transcontinentali Italiane (LATI) (Luftfahrzeugkennzeichen I-BAYR) auf dem Flug vom Flughafen Natal-Parnamirim nach Sal, Kap Verde, notwassern. Nach Ausfall des mittleren Triebwerks konnte die Höhe nicht mehr gehalten werden. Alle acht Besatzungsmitglieder und zwei Passagiere kamen ums Leben.[33]
- Am 30. Oktober 1941 geriet eine Douglas DC-3-277B der US-amerikanischen American Airlines (NC25663) auf dem Flug von Buffalo (New York) nach Detroit (beide USA) in einen Spiralsturz. Beim Abfangversuch kam es dann in einer Höhe zwischen 60 und 150 Metern zum Strömungsabriss und Absturz bei St. Thomas (Ontario) (Kanada). Nach dem Aufschlag mit einer Längsneigung von etwa 70 Grad ging die Maschine sofort in Flammen auf. Alle 20 Insassen, drei Besatzungsmitglieder und 17 Passagiere, kamen ums Leben.[34]
- Am 30. Oktober 1941 stürzte eine Douglas DC-3A-269 der US-amerikanischen Northwest Airlines (NC21712) bei Moorhead (Minnesota) (USA) im Anflug auf den Flughafen Hector (North Dakota) ab, 6 Kilometer südöstlich des Zielflughafens. Der Anflug in dichtem Nebel wurde trotz starker Vereisung fortgesetzt, statt einen Ausweichflugplatz anzufliegen. Von den 15 Insassen kamen 14 ums Leben, zwei Besatzungsmitglieder und alle 12 Passagiere.[35]

### 1942
- (A) Am 16. Januar 1942 wurde eine Douglas DC-3 der Transcontinental and Western Air (Luftfahrzeugkennzeichen NC1946) nach dem Start vom damaligen Flughafen Las Vegas 53 km südwestlich desselben in den knapp 2400 m hohen Potosi Mountain geflogen. Der Unfall geschah aufgrund eines Navigationsfehlers sowie der aus Tarnungsgründen erfolgten Abschaltung fast aller Funkfeuer. Alle 22 Menschen an Bord kamen ums Leben, darunter die Filmschauspielerin Carole Lombard (siehe Transcontinental-and-Western-Air-Flug 3).[36]

- Am 14. März 1942 stürzte eine Douglas DC-2-221 der China National Aviation Corporation (CNAC) (31) zwei Kilometer vom Startflugplatz Kunming (China) entfernt ab. Als Ursachen wurden Überladung, der Start von einer nassen, weichen Startbahn und mögliche Triebwerksprobleme ermittelt. Von den 17 Insassen kamen 13 ums Leben, alle 3 US-amerikanische Besatzungsmitglieder und 10 der 14 Passagiere.[37]

- Am 1. Mai 1942 wurde eine Douglas DC-3 DST-A-207A der US-amerikanischen United Airlines (NC18146) 6 Kilometer nordöstlich des Flughafens Salt Lake City (Utah, USA) in einer Höhe von 1540 Metern gegen die Seite eines Hügels geflogen, nachdem die Piloten vom korrekten Anflugkurs abgewichen waren. Bei diesem CFIT (Controlled flight into terrain) wurden alle 17 Insassen getötet, drei Besatzungsmitglieder und 14 Passagiere.[38]

- Am 7. September 1942 wurde eine Douglas DC-3A-228 der Mexicana de Aviación (XA-CAB) am Flughafen Nuevo Laredo (Mexiko) irreparabel beschädigt. Über Personenschäden ist nichts bekannt.[39]

- (A) Am 23. Oktober 1942 wurde eine Douglas DC-3-178 der US-amerikanischen American Airlines (NC16017) in ihrer Reiseflughöhe von 9000 Fuß (2700 Meter) durch den Kommandanten eines leichten Bombers des Typs Lockheed Ventura der USAAF (41-38116) mehrfach scharf angeflogen, überholt und gekreuzt, um die Aufmerksamkeit des Ersten Offiziers der DC-3, eines Freundes, zu erregen. Schließlich rammte er die DC-3 und brachte sie damit zum Absturz, 5 Kilometer nördlich des Flughafens Palm Springs (Kalifornien, USA). Die B-34 landete sicher auf dem Flughafen Palm Springs. Als Ursache wurde festgestellt: „Rücksichtsloses und unverantwortliches Verhalten von Leutnant [Name] beim absichtlichen Manövrieren eines Bombers in gefährlicher Nähe zu einem Verkehrsflugzeug, in dem ungerechtfertigten Versuch, die Aufmerksamkeit des Ersten Offiziers des letzteren Flugzeugs auf sich zu ziehen.“ Alle 12 Insassen der DC-3 wurden getötet, drei Besatzungsmitglieder und 9 Passagiere (siehe auch American-Airlines-Trip 28).[40]

- Am 16. November 1942 verbrannte die Fiat G.18 I-ETNA der Avio Linee Italiane SA (ALI)/Regia Aeronautica nach einer Bruchlandung nahe Mailand. Bei Nebel war der Treibstoff ausgegangen, und die Maschine wurde notgelandet. Die gesamte Besatzung, die einzigen Insassen, überlebte.[41]

- Am 9. Dezember 1942 streifte eine Douglas DC-3-194F der Lufthansa (D-ABBF) im Nebel kurz vor der Landung auf dem Flughafen Madrid-Barajas (Spanien) Bäume und stürzte zu Boden. Alle 24 Insassen überlebten den Unfall.[42]

- (A) Am 14. Dezember 1942 stürzte die im Dienst der Aeroflot befindliche Tupolew ANT-20bis auf dem Flug von Tschardschou nach Taschkent ab, wobei alle 36 Insassen ums Leben kamen (siehe Flugunfall der Tupolew ANT-20bis der Aeroflot 1942).[43]

- (A) Am 15. Dezember 1942 wurde eine Douglas DC-3A-191 der US-amerikanischen Western Air Lines (NC16060) in einer Höhe von etwa 10.200 Fuß (3100 Metern) derart abrupt hochgezogen, dass die Struktur überlastet wurde und die Maschine auseinanderbrach. Sie schlug nahe Fairfield (Utah, USA) auf dem Boden auf. Der Kapitän befand sich nicht in seinem Sitz; das Flugzeug wurde vom Ersten Offizier und einem Kopiloten in Ausbildung gesteuert. Von den 19 Insassen wurden 17 getötet, alle vier Besatzungsmitglieder und 13 Passagiere (siehe auch Western-Air-Lines-Trip 1).[44]

### 1943
- Im Jahr 1943 (genaues Datum unbekannt) wurde eine Douglas DC-3-220A der Lufthansa (Luftfahrzeugkennzeichen D-AAIF) an einem unbekannten Ort während eines Luftangriffs zerstört. Personen kamen nicht zu Schaden.[45]
- Am 1. Januar 1943 verunglückte eine Junkers Ju 52/3m der belgischen Sabena (OO-AUG) 128 Kilometer vom Flughafen Bangui (Französisch-Äquatorialafrika) entfernt. Nähere Einzelheiten sind derzeit nicht verfügbar. Alle Insassen, Besatzungsmitglieder und Passagiere, überlebten den Unfall. Das Flugzeug wurde irreparabel beschädigt.[46]
- Am 22. Januar 1943 absolvierte eine Douglas DC-3A-399 der Pan American-Grace Airways (Panagra) (NC33645) einen Linienflug zwischen dem Flughafen Arequipa und Lima, Peru. Etwa fünfzig Minuten nach dem Start meldete die Besatzung, dass sie den Río Ocoña überflogen, als die DC-3 kurz danach auf einem 13.000 Fuß hohen Berggipfel des Guayuri Grande Hill in der Provinz Caraveli, Departement Arequipa, aufschlug. Als Ursache wurde der Weiterflug unter Instrumentenflugbedingungen angegeben, was gegen die Vorschriften verstieß. Bei diesem CFIT (Controlled flight into terrain) wurden 14 Insassen getötet, vier Besatzungsmitglieder und 10 der 15 Passagiere.[47]
- Am 29. Januar 1943 wurde die Fiat G.18 V (I-EURE) der Avio Linee Italiane/Regia Aeronautica bei einem Flug von Belgrad nach Venedig bei einer Flughöhe von 30 m in Nebelfeldern 500 Meter vor dem Flughafen Venedig ins Meer geflogen, wobei die vierköpfige Besatzung und eine weitere Person ums Leben kamen.[48]
- Am 20. Mai 1943 verunglückte eine Douglas DC-3/C-49H (39-2168), die von der US-amerikanischen Pennsylvania-Central Airlines im Auftrag der US Air Force betrieben wurde, in Macon (Georgia). Das Flugzeug wurde irreparabel beschädigt. Über Personenschäden ist nichts bekannt.[49]
- Am 1. Juni 1943 wurde eine Douglas DC-3-194 der British Overseas Airways Corporation (BOAC) (G-AGBB) auf dem Flug vom Flughafen Lissabon zum Flughafen Bristol-Whitchurch (England) über dem Golf von Biskaya von deutschen Junkers Ju 88 abgeschossen, etwa 350 km nördlich von La Coruna. Auf dieser Strecke wurden häufig Spione und entkommene Kriegsgefangene transportiert. Daher geht eine von mehreren Theorien davon aus, dass der Abschuss gezielt wegen Spionen an Bord erfolgt sei. Alle 17 Insassen, vier Besatzungsmitglieder und 13 Passagiere, kamen ums Leben.[50]
- Am 6. Juni 1943 verunglückte eine Douglas DC-3-196A der sowjetisch/chinesischen Hamiata (URSS-N) auf einem Inlandsflug in der Wüste zwischen dem Flughafen Ürumqi (China) und dem Flughafen Hami. Alle Insassen, Besatzungsmitglieder und Passagiere, kamen ums Leben; die Anzahl ist nicht bekannt.[51]
- Am 9. Juni 1943 stürzte eine Douglas DC-3-196A der sowjetisch/chinesischen Hamiata (URSS-N) auf einem Inlandsflug zwischen dem Flughafen Ürumqi (China) und dem Flughafen Hami ab, 20 Kilometer nordöstlich des Kreises Yanchi. Beim Flug entlang der Straße von Ürümqi nach Hami geriet die Maschine in einen starken Abwind und schlug in einer Höhe von 2000 Metern auf dem Berghang auf. Das Flugzeug wurde erst 6 Tage später gefunden. Alle 32 Insassen, vier Besatzungsmitglieder und 28 Passagiere, kamen ums Leben.[52]
- Am 28. Juli 1943 geriet eine Douglas DC-3-178 der US-amerikanischen American Airlines (NC16014) in der Nähe eines schweren Gewitters vermutlich in ungewöhnlich starke Turbulenzen, wobei die Piloten die Kontrolle verloren und die Maschine bei Trammel (Kentucky) mit Bäumen kollidierte und auf ein Feld stürzte. Die Unfallstelle befand sich 79 Kilometer nordnordöstlich des Flughafens Nashville (Tennessee, USA), dem Ziel dieses Fluges. Von den 22 Insassen kamen 20 ums Leben, alle vier Besatzungsmitglieder und 16 Passagiere.[53]
- Am 27. August 1943 verschwand eine Douglas DC-3-268 der schwedischen AB Aerotransport (SE-BAF) über der Nordsee etwa 70 km westlich von Hirtshals (Dänemark). Die Maschine war auf dem Flug von Aberdeen (Schottland) zum Flughafen Stockholm/Bromma (Schweden). Alle 7 Insassen, vier Besatzungsmitglieder und 3 Passagiere, kamen ums Leben.[54]
- Am 23. September 1943 fiel an einer Curtiss C-46A-10-CU Commando der US-amerikanischen Northwest Orient Airlines, betrieben für die United States Army Air Forces (USAAF) (41-12356) im Steigflug nach dem Start von der McClellan Air Force Base (Kalifornien, USA) das Triebwerk Nr. 2 (rechts) aus. Bald danach fiel auch das Triebwerk Nr. 1 aus. Ein Besatzungsmitglied konnte noch mit dem Fallschirm abspringen, bevor die Maschine bei McCloud (Kalifornien) abstürzte. Von den 6 Insassen kamen 5 Besatzungsmitglieder ums Leben.[55]
- Am 15. Oktober 1943 sank eine Douglas DC-3-178 der US-amerikanischen American Airlines (NC16008) bei sehr starker Vereisung in der Nähe von Centerville (Tennessee, USA) in den dicht bewaldeten Südhang eines Hügels, der sich bis zu einer Höhe von etwa 20 Metern erhob. Alle 11 Insassen, drei Besatzungsmitglieder und 8 Passagiere, kamen ums Leben.[56]
- Am 22. Oktober 1943 wurde eine Douglas DC-3-268 der schwedischen AB Aerotransport (SE-BAG) von einer Junkers Ju-88 der deutschen Luftwaffe beschossen. Die Piloten versuchten, eine Notwasserung bei der Insel Hållö (Västra Götalands län, Schweden) durchzuführen. Das Flugzeug schlug jedoch in Klippen der Insel ein und wurde zerstört. Die Maschine war auf dem Flug von Aberdeen (Schottland) zum Flughafen Stockholm/Bromma (Schweden). Von den 15 Insassen wurden 13 getötet. Der Flugtechniker und ein Passagier im Heck wurden herausgeschleudert und überlebten.[57]
- Im November 1943 (genaues Datum unbekannt) wurde eine Curtiss C-46 Commando der US-amerikanischen Northwest Airlines, betrieben für die United States Army Air Forces (USAAF) (41-5183), an einem unbekannten Ort irreparabel beschädigt. Über Personenschäden liegen keine Informationen vor.[58]
- Am 18. Dezember 1943 stürzte eine Douglas DC-3/C-47A-25-DL der sowjetischen Aeroflot (CCCP-L825) bei Schneefall und niedrigen Wolken einen Kilometer südwestlich von Ramenye (Region Kalinin, Sowjetunion) auf eine Wiese. Von der Maschine aus sollten Versorgungsgüter für Partisanen abgeworfen werden, jedoch wurde das Zielgebiet in schlechtem Wetter nicht gefunden. Alle 14 Insassen, fünf Besatzungsmitglieder und 9 Passagiere, wurden getötet.[59]

### 1944
- Am 15. Januar 1944 flog eine von Thessaloniki kommende Junkers Ju 52/3m der Lufthansa (Luftfahrzeugkennzeichen D-ADQW) beim Anflug auf den Flughafen Belgrad-Zemun in einen Hügel. Das Wetter war durch tiefe Wolken in etwa 200 m Höhe bestimmt. Alle drei Besatzungsmitglieder und 2 Passagiere wurden getötet.[60]

- Am 20. Januar 1944 stürzte eine Lockheed 18-56-23 Lodestar der LAN Chile (CC-CLC-0072) kurz nach dem Start vom Flughafen Mendoza (Argentinien) ab. Alle elf Insassen starben.[61]

- Am 2. Februar 1944 schlug eine Douglas DC-2-115J der spanischen Iberia (EC-AAC) im Anflug auf den Flughafen Barcelona-El Prat (Spanien) in ein Haus ein. Von den 10 Insassen wurden 7 getötet. Das Flugzeug wurde zerstört.[62]

- Am 10. Februar 1944 schlug eine Douglas DC-3-277A der American Airlines (NC21767) in einem Längsneigungswinkel von etwa 20 Grad und leichtem Rollwinkel nach rechts mit der Tragfläche zuerst auf dem Fluss Mississippi auf. Der Unfall geschah im Anflug auf den Flughafen Memphis (Tennessee, USA), 29 Kilometer südwestlich davon entfernt. Alle 24 Insassen, drei Besatzungsmitglieder und 21 Passagiere, kamen ums Leben.[63]

- Am 20. Februar 1944 wurde eine Curtiss C-46A-10-CU Commando der US-amerikanischen Western Airlines, betrieben für die United States Army Air Forces (USAAF) (41-12363) bei einem Übungsanflug auf den Flughafen Long Beach (Kalifornien, USA) 32 Kilometer südöstlich von Palmdale in einer Höhe von 7300 Fuß (2225 Metern) in die Flanke des Pallet Mountain geflogen. Bei diesem CFIT (Controlled flight into terrain) wurden alle 4 Besatzungsmitglieder getötet, die einzigen Insassen.[64]

- Am 25. März 1944 verunglückte eine Junkers Ju 52/3m der belgischen Sabena (OO-AGU) bei Costermansville (Kongo-Freistaat). Das Flugzeug wurde irreparabel beschädigt. Nähere Einzelheiten sind derzeit nicht verfügbar. Über Personenschäden ist nichts bekannt.[65]

- Am 3. April 1944 verunglückte eine Junkers Ju 52/3m der belgischen Sabena (OO-AUF) in der Nähe von Mongena (Kongo-Freistaat). Nähere Einzelheiten sind derzeit nicht verfügbar. Das Flugzeug wurde irreparabel beschädigt. Über Personenschäden ist nichts bekannt.[66]

- (A) Am 21. April 1944 musste mit einer Douglas DC-3-220B der Lufthansa (D-AAIG) etwa 72 Kilometer südlich des Zielflughafens Oslo-Fornebu (Norwegen) eine Notwasserung im Oslofjord durchgeführt werden. Grund waren Rauch und Feuer von einer Signalfackel, die im Cockpit aktiviert worden war. Von den 20 Insassen kamen 9 ums Leben, alle drei Besatzungsmitglieder und 6 Passagiere (siehe auch Flugunfall der Deutsche Lufthansa bei Fredrikstad).[67]

- Am 21. April 1944 wurde eine Douglas DC-3/C-47-DL der British Overseas Airways Corporation (BOAC) (G-AGFZ) bei der Landung auf dem Flughafen Stockholm/Bromma (Schweden) irreparabel beschädigt. Alle Insassen überlebten den Unfall.[68]

- Am 30. April 1944 wurde das Transportflugzeug Fiat G.18 V der Regia Aeronautica mit dem Luftfahrzeugkennzeichen I-ELCE bei einem Bombenangriff auf den Flugplatz Mailand-Bresso zerstört.[69]

- Am 5. Mai 1944 kollidierte eine Douglas DC-3/C-49H der US-amerikanischen Pennsylvania-Central Airlines (NC21768) 10 Kilometer südöstlich von Lake Worth Florida während eines militärischen Charterflugs mit einer Consolidated B-24D Liberator der US Air Force. Beide Maschinen stürzten ins Meer; die vier Insassen der DC-3 kamen beim Absturz ums Leben, ebenso die vier an Bord der Liberator.[70]

- Am 26. Mai 1944 flog eine Douglas DC-3/C-47A-45-DL der China National Aviation Corporation (CNAC) (82) in sehr schlechtem Wetter an ihrem Zielort, dem Flugplatz Dinjan (Britisch-Indien), vorbei und wurde in einen 22.000 Fuß (6700 Meter) hohen Berg im südlichen Tibet geflogen. Durch diesen CFIT (Controlled flight into terrain) wurden alle 12 Insassen getötet, beide Besatzungsmitglieder und 10 Passagiere.[71]

- Am 14. August 1944 wurde eine Douglas DC-3-220A der Lufthansa (D-AAIE) am Flughafen Stuttgart bei einem Tagesangriff eines USAAF-Bombers des Typs Boeing B-17 Flying Fortress irreparabel beschädigt. Personen kamen nicht zu Schaden.[72]

- Am 28. August 1944 verunglückte eine Douglas DC-3/C-47A-1-DK der British Overseas Airways Corporation (BOAC) (G-AGIR) bei Talmest (Marokko). Nähere Informationen liegen derzeit nicht vor. Über Personenschäden ist nichts bekannt.[73]

- (A) Am 31. August 1944 verloren an einer Douglas DC-3/C-47A-90-DL der China National Aviation Corporation (CNAC) (97) beide Triebwerke an Leistung. Da eine Notlandung unmöglich erschien, ordnete der Kapitän bei Shimbuwang (China) den Fallschirmabsprung der Besatzung an, der einzigen Insassen auf dem Frachtflug. Diesen überlebte nur der Kapitän, da ein Besatzungsmitglied seinen Schirm bereits beim Ausstieg auslöste und sich sein Fallschirm im Leitwerk der Maschine verfing. Das dritte Besatzungsmitglied öffnete seinen Fallschirm sogar schon im Inneren der Maschine, was natürlich ebenfalls schief ging. Von den drei Besatzungsmitgliedern kamen zwei ums Leben (siehe auch Flugunfall der CNAC bei Shimbuwang).[74]

- Am 18. September 1944 wurde eine Douglas DC-3/C-47A-90-DL der US-amerikanischen Northwest Airlines, betrieben von den United States Army Air Forces (USAAF) (43-15738) aus einer Flughöhe von 3650 Metern heraus gegen den Mount Deception (Alaska) (USA) geflogen, möglicherweise begünstigt durch einen Abwind. Die Piloten waren auf dem Flug von Anchorage nach Fairbanks (beides in Alaska) 56 Kilometer vom Kurs abgewichen. Durch diesen CFIT (Controlled flight into terrain) wurden alle 19 Insassen getötet, drei Besatzungsmitglieder und 16 Passagiere.[75]

- Am 4. November 1944 geriet eine Douglas DC-3-454 der US-amerikanischen Trans World Airlines (TWA) (NC28310) in einer Flughöhe von 10.000 Fuß (3.050 Metern) in eine rasch wachsende Cumulonimbus-Gewitterwolke. In der extremen Turbulenz wurde das Flugzeug auf den Rücken geschleudert, zerbrach in der Luft und schlug in der Nähe von Hanford (Kalifornien) (USA) auf. Die Maschine hatte sich auf dem Flug von San Francisco nach Burbank (Los Angeles County) befunden. Alle 24 Insassen, 3 Besatzungsmitglieder und 21 Passagiere, kamen ums Leben.[76]

- Am 29. Dezember 1944 verschwand eine Avro Lancastrian XPP des kanadischen Trans-Atlantic Air Service (CGTAS) (CF-CMU) im Atlantik auf dem Flug vom Flughafen Montréal-Dorval (Kanada) zum Flughafen Prestwick (Schottland). Alle 4 Besatzungsmitglieder blieben vermisst. Es war der erste Totalverlust unter den 91 zu Lancastrians umgebauten Lancaster.[77]

### 1945
- 10. Januar – Eine Douglas DC-3-277B der US-amerikanischen American Airlines (Luftfahrzeugkennzeichen NC25684) wurde in das Vorgebirge 4,4 Kilometer vom Flughafen Burbank (Kalifornien, USA) entfernt geflogen, als bei schlechtem Wetter durchgestartet und dabei das vorgeschriebene Verfahren nicht eingehalten wurde. Ein beitragender Faktor war das Unterlassen jeglicher Wettermeldungen an die Piloten durch das Bodenpersonal der Gesellschaft. Das Flugzeug kam vom Flughafen Phoenix Sky Harbor (Arizona). Durch diesen CFIT (Controlled flight into terrain) wurden alle 24 Insassen getötet, drei Besatzungsmitglieder und 21 Passagiere.[78]

- 23. Februar – Eine Douglas DC-3-277 der American Airlines (NC18142) wurde in einer Höhe von 1190 Metern in den Glade Mountain (Virginia, USA) geflogen, 9 Kilometer südwestlich der Ortschaft Rural Retreat, da die Sicherheitsflughöhe nicht eingehalten wurde. Bei diesem CFIT (Controlled flight into terrain) wurden von den 22 Insassen 17 getötet, zwei Besatzungsmitglieder und 15 Passagiere.[79]

- 8. April – Eine Douglas DC-3/C-47B-10-DK der British Overseas Airways Corporation (BOAC) (G-AGKM) wurde an der Luftwaffenbasis RAF El Adem (Libyen) irreparabel beschädigt. Über Personenschäden ist nichts bekannt.[80]

- 14. April – Die Piloten einer Douglas DC-3-313A der US-amerikanischen Pennsylvania-Central Airlines (NC25692) unterschritten im Anflug auf den Flugplatz Morgantown (West Virginia) die Sicherheitsflughöhe. Die Maschine, in der sich 20 Personen befanden, wurde gegen einen Berg in den Allegheny Mountains geflogen. Bei diesem CFIT (Controlled flight into terrain) wurden alle 20 Insassen, drei Besatzungsmitglieder und 17 Passagiere, getötet.[81]

- 20. April – Eine JU-52 der Lufthansa wurde auf dem letzten planmäßigen Linienflug während des Zweiten Weltkrieges von Berlin-Tempelhof nach Enns mit Zwischenstopp in Prag ca. 70 km südlich von Berlin im Raum Glienig von sowjetischen Streitkräften abgeschossen. An Bord befanden sich 15 Passagiere und 3 Besatzungsmitglieder. Den Absturz selbst überlebten 2 Passagiere, wobei einer am 22. April durch russische Truppen zu Tode kam. Einziger Überlebender war Kurt Runge.[82]

- 21. April – Eine Douglas DC-4/C-54A-5-DO der US-amerikanischen American Export Airlines, betrieben für die United States Army Air Forces (USAAF) (41-107452), stürzte nach einem Triebwerksausfall ab. Der Unfall auf dem Frachtflug ereignete sich nahe dem Bermuda-Kindley Field. Über Personenschäden ist nichts bekannt.[83]

- 1. Mai – Eine Douglas DC-3/C-47B der British Overseas Airways Corporation (BOAC) (G-AGNA) wurde auf dem Flughafen Basra (Irak) irreparabel beschädigt. Nähere Informationen liegen derzeit nicht vor. Über Personenschäden ist nichts bekannt.[84]

- 24. Mai – Eine Curtiss C-46D-5-CU Commando der C. R. Vose Company, betrieben für die United States Army Air Forces (USAAF) (42-101181), wurde 72 Kilometer südöstlich des Militärflugplatzes Cox’s Bazar (Britisch-Indien, heute Bangladesch) irreparabel beschädigt. Über Personenschäden liegen keine Informationen vor.[85]

- 1. Juni – Eine Avro Lancastrian X der kanadischen Victory Aircraft (CF-CMS) verunglückte beim Start zu einem Testflug vom Flughafen Montréal-Dorval (Kanada). Die Maschine schlug wieder auf der Startbahn auf und brannte aus. Die Tests dienten der Erprobung mit vier Merlin-85-Motoren in den Triebwerksverkleidungen der Avro Lincoln. Es gab keine Verletzten.[86]

- 11. August – Eine Douglas DC-2-243 der Mexicana (XA-DOT) verunglückte bei schlechtem Wetter am Vulkan Iztaccíhuatl. Alle 16 Menschen an Bord wurden getötet, 4 Besatzungsmitglieder und 12 Passagiere (nach anderer Quelle 4+11, total 15).[87][88]

- 25. August – Eine Budd RB-1 Conestoga der US-amerikanischen National Skyways Freight (NC45357) stürzte auf einem Frachtflug am Flugplatz Detroit Romulus Army Air Field (Michigan, USA) in einen Friedhof. Das Flugzeug wurde zerstört. Über Personenschäden ist nichts bekannt, es gab jedoch keine Todesfälle.[89]

- 7. September – In einer Douglas DC-3-201G der Eastern Air Lines (NC33631) entstand während des Fluges ein Brand im hinteren Frachtraum. Noch bevor eine bereits eingeleitete Notlandung erfolgen konnte, kam es zum Kontrollverlust und Absturz 10 km entfernt von Florence (South Carolina). Alle 22 Menschen an Bord kamen ums Leben.[90]

- 10. September – Eine Amiot AAC.1 (Junkers Ju 52) der Air France (F-BAJP) wurde auf dem Flughafen Paris-Le Bourget aus nicht bekannten Gründen irreparabel beschädigt. Über Personenschäden ist nichts bekannt.[91]

- 13. September – Eine Lockheed 18-50 Lodestar der US-amerikanischen National Airlines (NC33349) kam bei einer Landung auf dem Flughafen Tampa-Peter O. Knight in Tampa von der Bahn ab. Alle 14 Insassen überlebten. Die Maschine wurde als Totalverlust abgeschrieben.[92]

- 18. September – Mit einer Lockheed L-049/C-69 Constellation der United States Army Air Forces (USAAF) (42-94551), die jedoch von der US-amerikanischen Pan American World Airways (Pan Am) für die USAAF betrieben wurde, kam es zu einer Bauchlandung auf dem Topeka Army Airfield (Kansas, USA). Während des Reiseflugs war ein Brand im Triebwerk Nr. 1 (links außen) entstanden. Beim eingeleiteten Notsinkflug fiel das Triebwerk ab. Alle 29 Insassen, zehn Besatzungsmitglieder und 19 Passagiere, überlebten den Unfall.[93][94]

- Im Oktober 1945 wurde eine Douglas DC-2-115D der spanischen Iberia (EC-AAB) bei einem Unfall an einem unbekannten Ort zerstört. Nähere Einzelheiten sind derzeit nicht verfügbar. Es gab keine Todesfälle.[95]

- 5. Oktober – Die Besatzung einer Lockheed 18-50 Lodestar der US-amerikanischen National Airlines (NC18199) verlor im Endanflug auf den Lakeland Municipal Airport den Sichtkontakt zur Landebahn. Die Maschine schlug 300 Meter hinter der Bahn in einem See auf und versank, wobei zwei Passagiere ums Leben kamen. Die anderen 13 Insassen überlebten.[96]

- 11. Oktober – Eine Lockheed 18-50 Lodestar der US-amerikanischen National Airlines (NC15555) verunglückte nach einem Triebwerksausfall beim Versuch, während einer Notlandung auf der Banana River Naval Air Station durchzustarten. Alle 16 Insassen überlebten den Zwischenfall.[97]

- 20. Oktober – Eine Douglas DC-3C der China National Aviation Corporation (CNAC) (104) stürzte 20 Kilometer südlich von Suichang (China) in ein Dorf. Alle 13 Insassen, sechs Besatzungsmitglieder und 7 Passagiere, wurden getötet, ebenso wie 7 Dorfeinwohner.[98]

- 24. Oktober – Die Triebwerksleistung einer Douglas DC-3/C-47A-50-DL der British Overseas Airways Corporation (BOAC) (G-AGHR) ging beim Start vom Flughafen Malta-Luqa zurück. Das Flugzeug geriet ins Schleudern, prallte auf einen Grat und fing Feuer. Die Maschine wurde irreparabel beschädigt. Alle Insassen überlebten den Unfall.[99]

- (A) 31. Oktober – An einem französischen Großflugboot Latécoère 631 der Air France (F-BANT) löste sich in der Laguna de Rocha (Uruguay) der Propeller vom linken Triebwerk Nr. 3 und schlitzte den Rumpf auf fast 3 m Länge auf. Dabei wurden zwei Passagiere getötet. Da auch ein kleines Feuer ausbrach, wurde eine Notlandung in der Lagune durchgeführt (siehe auch Flugunfall der Air France in der Laguna de Rocha).[100]

- Am 7. November 1945 (in der Aviation Safety Network WikiBase fälschlich als 7. November 1946 angegeben) verunglückte eine Budd RB-1 Conestoga der US-amerikanischen National Skyways Freight (NC45353) 11 Kilometer südwestlich von San Rafael (New Mexico, USA), nahe Alameda. Das Flugzeug befand sich auf einem Frachtflug mit einer Ladung Newsweek-Zeitschriften von Dayton, Ohio, nach Los Angeles, Kalifornien. Nach dem Überfliegen der Acomita-Luftstraße ging das Flugzeug in einen steilen Sturzflug über. Bei dem Versuch, aus dem Sturzflug herauszukommen, versuchten der Pilot und der Kopilot eine Bauchlandung. Das Flugzeug stürzte jedoch am Rande der San Rafael Mesa in New Mexico ab. Der Kapitän und der Kopilot kamen ums Leben, der Mechaniker wurde schwer verletzt.[101][102][103]

- 10. November – Eine Amiot AAC.1 (Junkers Ju 52) der Air France (F-BANO) wurde auf dem Flughafen Paris-Le Bourget aus nicht bekannten Gründen irreparabel beschädigt. Über Personenschäden ist nichts bekannt.[104]

- 13. November – Mit einer Douglas DC-3/C-49A der Australian National Airways, betrieben für die United States Army Air Forces (USAAF) (VH-CDC), wurde versucht, trotz eines heftigen Gewitters eine Landung auf dem Flughafen Tacloban (Philippinen) zu erzwingen. Nach dem notwendigen Durchstarten verschwand das Flugzeug und stürzte in die Bucht, knapp 4 Kilometer nordöstlich des Flughafens. Mit mehr als eineinhalb Stunden Treibstoffreserve wären auch Ausweichlandungen in Samar, Leyte oder Manila möglich gewesen. Von den 17 Insassen kamen 16 ums Leben, drei Besatzungsmitglieder und 13 Passagiere.[105]

- 17. November – Eine Douglas DC-3/C-47A-5-DK der Royal Canadian Air Force (RCAF) (KG310) streifte im Anflug auf den Flughafen Wien-Schwechat bei schlechter Sicht mit einer Tragfläche den Boden und stürzte kurz vor der Landebahn ab. Alle Insassen überlebten.[106]

- 23. November – Eine Amiot AAC.1 (Junkers Ju 52) der Air France (F-BAKL) wurde auf dem Flugplatz Toulouse-Montaudran (Département Haute-Garonne) irreparabel beschädigt.[107] Einzelheiten sind nicht verfügbar. Über Personenschäden ist nichts bekannt.[108]

- 2. Dezember – Der Prototyp der Handley Page Hermes 1 des britischen Herstellers Handley Page Aircraft Company (G-AGSS) stürzte bei seinem Erstflug ab. Die Maschine schlug 5 Kilometer vom Werksflugplatz Radlett (England) entfernt auf. Ursache war eine falsche Ausbalancierung des Höhenruders, die zu taumelnden Flugbedingungen führte, welche die Piloten die Kontrolle verlieren ließen. Beide Piloten, die einzigen Insassen auf dem Testflug, kamen ums Leben.[109]

- 4. Dezember – Eine Douglas DC-3/C-47B-10-DK der sowjetischen Aeroflot (CCCP-L950) wurde während eines nächtlichen Anflugs bei Nebel und niedrigen Wolken gegen den Mast eines Radiosenders geflogen. Die Maschine stürzte nahe dem Flughafen Nowosibirsk-Severny (Sowjetunion) ab. Bei diesem CFIT (Controlled flight into terrain) wurden alle 16 Insassen getötet, vier Besatzungsmitglieder und 12 Passagiere.[110]

- 4. Dezember – Eine Boeing B-17G der schwedischen AB Aerotransport (SE-BAM) verunglückte im Anflug auf den Flughafen Stockholm/Bromma (Schweden) bei Stallarholmen, rund 40 Kilometer westlich des Zielflughafens. Die Maschine befand sich auf einem Positionierungsflug vom Flughafen Göteborg/Torslanda. Alle 6 Besatzungsmitglieder, die einzigen Insassen, wurden getötet.[111]

- 8. Dezember – Eine Douglas DC-3/C-47B-45-DK der US-amerikanischen Northwest Airlines, betrieben von den United States Army Air Forces (USAAF) (45-922) wurde während des Anflugs auf den Billings Municipal Airport (Montana, USA) 400 Meter südlich davon in Bäume geflogen, stürzte ab und brannte aus. Der Nachtanflug fand bei Schneefall statt. Von den 23 Insassen kamen 19 ums Leben, beide Besatzungsmitglieder und 17 Passagiere.[112]

- 14. Dezember – Mit einer Lockheed C-60A-1-LO Lodestar der belgischen Sabena (OO-CAK) musste nahe Kouandé (Kolonie Dahomey) eine Notlandung in offenem Gelände durchgeführt werden. Das Flugzeug fing Feuer und wurde zerstört. Alle Insassen, Besatzungsmitglieder und Passagiere, überlebten den Unfall.[113]

### 1946
- Am 1. Januar 1946 geriet eine Budd RB-1 Conestoga der US-amerikanischen National Skyways Freight (Luftfahrzeugkennzeichen NC45347) auf dem Flug von Washington, D.C. bei Knoxville in sehr schlechte Sicht und Vereisungsbedingungen. Deshalb wurde auf eine Ausweichlandung auf dem Ausgangsflugplatz entschieden. Da der Treibstoff in einem starken Schneesturm knapp wurde, versuchte der Kapitän eine Notlandung. Das Flugzeug kam bei Bluefield, Virginia (USA) mit einer Bauchlandung auf einem Golfplatz nieder. Alle acht Insassen, Besatzungsmitglieder und Passagiere, die einzigen Insassen auf dem Frachtflug, überlebten den Unfall. Das Flugzeug wurde irreparabel beschädigt.[114]

- 6. Januar – Eine Douglas DC-3-392 der US-amerikanischen Pennsylvania-Central Airlines (NC21786) überrollte das Landebahnende auf dem Birmingham Municipal Airport. Die Maschine war viel zu hoch und zu schnell angeflogen worden und hatte erst sehr spät aufgesetzt. Hinter dem Landebahnende durchbrach sie einen Zaun und kam in einem Bach zum Stehen. Drei Crewmitglieder starben, alle sieben Passagiere sowie ein weiteres Besatzungsmitglied überlebten.[115]

- 13. Januar – Eine Amiot AAC.1 (Junkers Ju 52) der Air France (F-BANP) stürzte in Le Bouscat, 8 Kilometer nordöstlich des Flughafens Bordeaux-Mérignac (Département Gironde), in ein Haus, nachdem sie einen Kirchturm gestreift und dabei einen Teil der Tragfläche verloren hatte. Die Maschine befand sich auf einem Nachtluftpostflug von Paris mit mehreren Zwischenlandungen nach Bordeaux und kam zuletzt vom Flughafen Pau-Pont-Long. Wegen der schlechten Sicht überflogen die Piloten den Platz und hatten sich offenbar entschieden, dort nicht zu landen. Die beiden Piloten, die einzigen Insassen auf dem Postflug, kamen ums Leben.[116]

- 18. Januar – An einer Douglas DC-3-201E der US-amerikanischen Eastern Air Lines (NC19970) entstand während des Fluges vom Flughafen New York-LaGuardia nach Boston ein Brand im linken Triebwerk. Das Feuer breitete sich derart stark aus, dass die linke Tragfläche nach oben und hinten abbrach und die Maschine bei Cheshire (Connecticut) (USA) abstürzte. Auslöser war eine schadhafte Kraftstoffleitungsverbindung, aus der Benzin austrat. Alle 17 Insassen, drei Besatzungsmitglieder und 14 Passagiere, kamen ums Leben.[117]

- 23. Januar – Eine Douglas DC-3/C-47A-1-DK der British Overseas Airways Corporation (BOAC) (G-AGIY) verunglückte an der Luftwaffenbasis RAF El Adem (Libyen) und wurde irreparabel beschädigt. Über Personenschäden ist nichts bekannt.[118]

- 30. Januar – Die Boeing B-17G der dänischen Det Danske Luftfartselskab (DDL) (OY-DFE, früher SE-BAR) kam bei der Landung auf dem Flughafen Kopenhagen von der Bahn ab, raste in das Vorfeld und prallte gegen die geparkte Douglas DC-3 (KG427) der Royal Air Force. Beide Maschinen wurden zerstört; es gab keine Personenschäden.[119][120]

- 31. Januar – Eine Douglas DC-3-194H der US-amerikanischen United Airlines (NC25675) wurde in einer Höhe von 3300 Metern in den Elk Mountain (Wyoming, USA) geflogen. Die Piloten wollten die Flugstrecke abkürzen und waren an diesem Punkt gut 7 Kilometer südlich außerhalb der vorgeschriebenen Luftstraße. Durch diesen CFIT (Controlled flight into terrain) wurden alle 21 Insassen getötet, drei Besatzungsmitglieder und 18 Passagiere.[121]

- 2. Februar – Eine Amiot AAC.1 (Junkers Ju 52) der Air France (F-BALK) wurde beim Start vom Flughafen in Belo sur Tsiribihina (Madagaskar) irreparabel beschädigt. Alle Insassen überlebten den Unfall.[122]

- 4. Februar – Eine Amiot AAC.1 (Junkers Ju 52) der Air France (F-BAKO) verunglückte am Flugplatz San Luis (Menorca) (Balearen, Spanien) nach einem Triebwerksausfall. Die Maschine befand sich auf einem Flug von Marseille nach Algier mit Zwischenlandung auf Menorca. Alle 19 Insassen, drei Besatzungsmitglieder und 16 Passagiere, überlebten den Unfall. Das Flugzeug wurde irreparabel beschädigt.[123]

- 3. März – Eine Douglas DC-3-277B der American Airlines (NC21799) wurde im Anflug auf den Flughafen San Diego (Kalifornien, USA) in einer Höhe von 4860 Fuß (1480 Metern) gegen den Berg Thing Mountain geflogen. Durch diesen CFIT (Controlled flight into terrain) wurden alle 25 Insassen getötet, drei Besatzungsmitglieder und 22 Passagiere.[124]

- 10. März – Eine Douglas DC-3/C-47-DL der Australian National Airways (VH-AET) stürzte 10 Minuten nach dem Start vom Flughafen Hobart (Tasmanien, Australien) in das Mündungsgebiet des Flusses Derwent. Statt die Treibstoffversorgung umzuschalten, hatten die Piloten den Autopiloten eingeschaltet. Alle 25 Insassen, vier Besatzungsmitglieder und 21 Passagiere, wurden getötet.[125]

- 18. März – Eine Curtiss C-46 Commando der China National Aviation Corporation (CNAC) (139) wurde im Ebian Yi Autonomous County, Leshan (Provinz Sichuan China) in einen Berg geflogen. Bei diesem CFIT (Controlled flight into terrain) wurden alle 33 Insassen getötet, Besatzungsmitglieder und Passagiere.[126]

- 23. März – Eine Avro Lancastrian C.1 der Qantas Airways, geleast von British Overseas Airways Corporation (BOAC) (G-AGLX) verschwand auf dem Flug vom Militärflugplatz RAF Negombo (Britisch-Ceylon) zum Flugplatz Cocos (Keeling) Islands (Kokosinseln). Das Flugzeug war auf dem Weg vom Vereinigten Königreich nach Perth (Australien). Der Punkt, von dem die Lancastrian sich zuletzt gemeldet hatte, lag nördlich der Cocos-Inseln in einem intertropischen Gebiet, in dem die Wetterfront wahrscheinlich auf der gesamten Strecke am schlimmsten war. Alle 10 Insassen, vier Besatzungsmitglieder und 6 Passagiere, werden bis heute vermisst.[127]

- 29. März – Eine Lockheed L-049 Constellation der US-amerikanischen Trans World Airlines (TWA) (NC86510) wurde bei der Landung auf dem Flughafen Washington National (USA) mit viel zu hoher Geschwindigkeit aufgesetzt. Auch waren die Landeklappen noch nicht vollständig ausgefahren. Die Maschine geriet von der Landebahn ab, kollidierte mit einem Transformatorgebäude aus Beton und kam in einem Entwässerungsgraben zum Liegen. Alle 12 Insassen überlebten den Unfall. Das Flugzeug wurde irreparabel beschädigt.[128]

- 17. April – Eine Douglas DC-3/C-47A-25-DL der British Overseas Airways Corporation (BOAC) (G-AGHK) überrollte das Landebahnende auf dem Flughafen Asturias (Spanien) bei einer Landung mit einem ausgefallenen Triebwerk. Das Flugzeug wurde irreparabel beschädigt. Alle 13 Insassen, vier Besatzungsmitglieder und 9 Passagiere, überlebten den Unfall.[129]

- 23. April – In einer Vickers Viking 1A der britischen Herstellers Vickers-Armstrongs (G-AGOK) wurde das Triebwerk Nr. 2 (rechts) zu Erprobungszwecken abgestellt. Vier Minuten später fiel das Triebwerk Nr. 1 (links) aus und konnte nicht mehr angelassen werden. In der Nähe des Flugplatzes Wisley (England) wurde eine Bauchlandung durchgeführt. Dabei wurde das Flugzeug irreparabel beschädigt. Alle vier Besatzungsmitglieder, die einzigen Insassen auf dem Testflug, überlebten den Unfall. Es war der erste Totalverlust einer Viking.[130]

- 24. April – An einer Douglas DC-3A-367 der US-amerikanischen Western Air Lines (NC33621) fiel während eines Testfluges ein Triebwerk aus. Bei der Rückkehr zum Flughafen Burbank (Kalifornien, USA) kollidierte das Flugzeug im Nebel mit Bäumen, stürzte ab und explodierte. Die drei Besatzungsmitglieder, die einzigen Insassen, kamen ums Leben.[131]

- 2. Mai – Eine Avro Lancastrian C.1 der British Overseas Airways Corporation (BOAC) (G-AGMC) wurde bei der Landung auf dem Flughafen Sydney-Mascot (Australien) irreparabel beschädigt, als das Fahrwerk zusammenbrach. Über Personenschäden ist nichts bekannt, es gab jedoch keine Todesfälle.[132]

- 15. Mai – Eine Budd RB-1 Conestoga der Shell Company of Ecuador (HC-SBE) wurde auf dem Flughafen Río Amazonas (Ecuador) bei einer Bauchlandung irreparabel beschädigt. Über Personenschäden ist nichts bekannt, es gab jedoch keine Todesfälle.[133]

- 16. Mai – Eine Douglas DC-3/C-47A-80-DL der US-amerikanischen Viking Air Transport (NC53218) stürzte zehn Kilometer südlich des Flughafens Richmond (Virginia, USA) ab. Die Piloten waren trotz Triebwerksproblemen dort gestartet, mussten aber wegen noch schlechter werdender Triebwerksleistung zurückkehren. Wegen eines schlecht durchgeführten Anflugs musste durchgestartet werden, wobei ein Triebwerk sehr rau lief. Daraufhin wurde das Triebwerk Nr. 2 (rechts) abgestellt, obwohl Nr. 1 (links) defekt war. Auch wurde das Fahrwerk nicht eingefahren. Die Piloten verloren die Kontrolle über das Flugzeug, es kam zum Strömungsabriss und Absturz. Alle 27 Insassen, zwei Besatzungsmitglieder und 25 Passagiere, wurden getötet.[134]

- 17. Mai – Eine Avro Lancastrian C.1 der British Overseas Airways Corporation (BOAC) (G-AGMH) wurde auf dem Militärflugplatz Karatschi-Mauripur (Pakistan) derart hart gelandet, dass sie irreparabel beschädigt wurde. Es gab keine Todesfälle.[135]

- 22. Mai – Bei einer Junkers Ju 52/3m2e der norwegischen Det Norske Luftfartselskap (DNL) (LN-LAB) fiel kurz nach dem Start vom Flughafen Oslo-Fornebu der linke Motor aus. Beim Versuch einer Umkehrkurve kam es zum Strömungsabriss, die Maschine streifte Baumwipfel und stürzte in ein Haus am Südrand des Flughafens. Alle 12 Insassen bis auf einen Passagier kamen ums Leben.[136][137]

- 29. Mai – Eine Douglas DC-4/C-54A-15-DC der US-amerikanischen United Airlines (NC30065) wurde bei einem Prüfungsflug auf dem Chicago Municipal Airport (dem heutigen Midway Airport) (Illinois, USA) derart hart gelandet, dass die Tragflächen und das Fahrwerk brachen. Es war der erste Totalverlust einer zivil betriebenen DC-4. Alle vier Besatzungsmitglieder, die einzigen Insassen, überlebten den Totalschaden. Über das Prüfungsergebnis ist nichts bekannt.[138]

- 12. Juni – An einer Douglas DC-3/C-53-DO der spanischen Iberia (EC-CAZ) fing kurz nach dem Start vom Flughafen Madrid-Barajas (Spanien) ein Triebwerk Feuer. Bei Alameda de Osuna, 4 Kilometer südsüdwestlich des Flughafens, wurde eine Notlandung durchgeführt. Alle 26 Insassen konnten das Flugzeug rechtzeitig verlassen, bevor es ausbrannte, und überlebten den Unfall.[139]

- 18. Juni – Bei einer Douglas DC-3-268B der irischen Aer Lingus (EI-ACA) kam es kurz nach dem Start vom Flughafen Shannon (Irland) zu einem Motorbrand am Triebwerk Nr. 1 (links). Die Piloten waren gezwungen, 1600 Meter vom Startflugplatz entfernt eine Notlandung in sumpfigem Gelände durchzuführen. Alle 19 Insassen, vier Besatzungsmitglieder und 15 Passagiere, überlebten den Unfall. Das Flugzeug wurde irreparabel beschädigt.[140]

- 25. Juni – Eine Douglas DC-4 der Mexicana de Aviación (XA-FOW) verunglückte in der Nähe des Flughafens Mexiko-Stadt (Mexiko), nachdem im Flug ein Feuer ausgebrochen war. Alle 47 Insassen, fünf Besatzungsmitglieder und 42 Passagiere, überlebten den Unfall. Das Flugzeug wurde irreparabel beschädigt.[141]

- 28. Juni – Eine Junkers Ju 52/Amiot AAC.1 der Air France (F-BAJS) streifte im Anflug auf den Flughafen Pau-Pont Long-Uzein (Département Pyrénées-Atlantiques) Stromleitungen und stürzte ab. Von den drei Besatzungsmitgliedern des Postfluges kamen 2 ums Leben.[142]

- 4. Juli – Eine fabrikneue Bristol 170 Mk.IIA Wayfarer der Bristol Aeroplane Company, vorgesehen für die brasilianische REAL Transportes Aéreos (PP-YPF/G-AHJB), musste auf dem Überführungsflug zwischen Bathurst (heute Banjul) und Natal im Atlantik 200 Kilometer östlich von Aracaju (Brasilien) notgewassert werden. Man konnte ein Funkfeuer nicht orten und der Treibstoff war ausgegangen. Es war die erste Passagierversion der Bristol 170. Alle fünf Besatzungsmitglieder überlebten. Dies war der erste Totalschaden mit einer Bristol 170.[143][144]

- (A) 11. Juli – Wegen eines elektrischen Defekts in einer Lockheed L-049 Constellation der US-amerikanischen Trans World Airlines (TWA) (NC86513) kam es zu einem Brand mit extrem starker Rauchbildung. Trotz geöffneter Dachluke und Cockpitfenster konnte der Kapitän weder die Instrumente noch das Gelände sehen. Er versuchte, ohne Sicht eine Notlandung im Gelände 4,5 Kilometer nordwestlich des Reading Municipal Airport (Pennsylvania, USA) durchzuführen. Nach einer Kollision mit Stromleitungen stürzte die Maschine, die sich auf einem Trainingsflug befand, zu Boden und wurde zerstört. Von den sechs Besatzungsmitgliedern kamen 5 ums Leben (siehe auch Transcontinental-and-Western-Air-Flug 513).[145]

- 13. Juli – An einer Curtiss C-46 Commando der chinesischen Central Air Transport (Luftfahrzeugkennzeichen unbekannt) fiel unmittelbar nach dem Start vom alten Flughafen Jinan (Shandong, China) ein Triebwerk aus. Das Flugzeug schlug 1,6 Kilometer hinter dem Flughafen auf dem Boden auf und wurde irreparabel beschädigt. Von den 49 Insassen kamen 13 ums Leben, zwei Besatzungsmitglieder und 11 Passagiere.[146][147]

- 17. Juli – Eine Curtiss C-46D der ecuadorianischen ANDESA (HC-SCA) flog beim Durchstartversuch nach einem missglückten Anflug auf den Flughafen Cuenca (Ecuador) 1,6 Kilometer hinter dem Flughafen in einen Hügel. Die aus Guayaquil kommende Maschine wurde von zwei angeheuerten US-amerikanischen Piloten geflogen.[148] Alle 30 Insassen, 3 Besatzungsmitglieder und 27 Passagiere, wurden getötet.[149]

- 22. Juli – Einer Douglas DC-3/C-47A-50-DL der belgischen Sabena (OO-CBH) ging bei Kinvara (Irland) der Treibstoff aus. Die Maschine befand sich auf einem Überführungsflug, als eine Notlandung erforderlich wurde. Das Flugzeug wurde irreparabel beschädigt. Alle Insassen überlebten den Unfall.[150]

- 27. Juli – Der Prototyp der Sud-Ouest SO.93 Corse des Herstellers SNCASO (F-BBAP) stürzte nahe General Pacheco Gran Buenos Aires (Argentinien) ab. Auf einem Demonstrationsflug brach eine der Tragflächen ab. Es kam zum Kontrollverlust und Absturz. Beide Insassen, der Testpilot und der Flugingenieur, wurden getötet.[151][152]

- 28. Juli – An einer Douglas DC-3A-228E der Mexicana de Aviación (XA-DEE) entzündete sich auf dem Flughafen Mexiko-Stadt bei Arbeiten am Treibstoffsystem das Flugbenzin, woraufhin durch das sich ausbreitende Feuer der Flugzeugrumpf zerstört wurde. Personen kamen nicht zu Schaden.[153]

- 7. August – Eine Douglas DC-3 der British European Airways (G-AHCS) kollidierte im Anflug auf den Flughafen Oslo-Gardermoen, Norwegen, mit dem Mistberget, 19 km nördlich des Flughafens. Die Kollision mit Bäumen überlebten 13 der 16 Insassen; 3 Besatzungsmitglieder wurden getötet.[154]
- 8. August – Eine Amiot AAC.1 (Junkers Ju 52) der Air France (F-BAJT) wurde auf dem Flughafen Paris-Le Bourget aus unbekannten Gründen irreparabel beschädigt. Über Personenschäden ist nichts bekannt.[155]

- (A) 14. August – An einer Douglas DC-3/C-47A-50-DL der British Overseas Airways Corporation (BOAC) (G-AGHT) fiel kurz nach dem Start vom Flughafen Malta-Luqa das Triebwerk Nr. 1 (links) aus. Bei der Rückkehr verlor auch das Triebwerk Nr. 2 (rechts) im Endanflug an Leistung. Der Kapitän versuchte, die Landebahn durch eine Steilkurve noch zu erreichen. Das Flugzeug schlug hart auf, sprang wieder hoch, rutschte dann weiter, fing Feuer und brannte aus. Die Triebwerke waren wegen fehlender Treibstoffzufuhr ausgefallen, da der Tankwahlschalter versehentlich auf den fast leeren Reservetank gedreht worden war. Von den fünf Insassen des Frachtfluges wurde einer getötet (siehe auch Flugunfall einer Douglas DC-3 der BOAC in Malta 1946).[156]

- 15. August – Eine Avro Lancastrian C.1 der British Overseas Airways Corporation (BOAC) (G-AGLU) geriet beim Start vom Flughafen Bournemouth (England) von der Startbahn herunter. Dabei brach das Fahrwerk zusammen. Das Flugzeug wurde irreparabel beschädigt. Alle vier Insassen überlebten den Unfall.[157]

- 16. August – Eine Lockheed 14-H2 Super Electra der belgischen Sabena (OO-CAG) verunglückte auf dem Flughafen N’Dolo (Belgisch Kongo) und wurde irreparabel beschädigt. Nähere Einzelheiten sind derzeit nicht verfügbar. Über Personenschäden ist nichts bekannt.[158]

- 20. August – Eine Avro Lancastrian C.1 der British Overseas Airways Corporation (BOAC) (G-AGMF) wurde nahe dem Flughafen Rouen (Département Seine-Maritime, Frankreich) auf einem Trainingsflug in den Boden geflogen, als die Besatzung durch die Wolken sank, ohne ihre Position richtig bestimmt zu haben. Durch diesen CFIT (Controlled flight into terrain) wurden 8 der 9 Insassen getötet.[159]

- 30. August – Eine Avro 691 Lancastrian C.3 der British South American Airways (G-AGWJ) schwenkte bei der Landung auf dem Flugplatz Jeshwang (Bathurst, Britisch-Westafrika) von der Landebahn herunter und wurde irreparabel beschädigt. Alle 6 Insassen, Besatzungsmitglieder und Passagiere, überlebten den Unfall.[160]

- 3. September – Eine Douglas DC-3A der Air France (F-BAOB) stürzte nach dem Start vom Flughafen Kopenhagen etwa 40 km südwestlich davon bei Køge ab. Alle 22 Insassen, 5 Besatzungsmitglieder und 17 Passagiere kamen ums Leben. Als Ursache wird eine Treibstoffleckage angenommen, die zu einem Triebwerksbrand führte.[161][162]

- 4. September – Die Focke-Wulf Fw 200 Jutlandia der dänischen Det Danske Luftfartselskab (DDL) (OY-DEM) wurde bei einer Seitenwindlandung auf dem britischen Flugplatz Northolt irreparabel beschädigt. Personen kamen nicht zu Schaden.[163]

- 4. September – Eine Douglas DC-3D der Air France (F-BAXD) stürzte nach dem Start vom Flughafen Le Bourget wenige Kilometer entfernt in eine Fabrik im Ort Le Blanc-Mesnil. Von den 26 Insassen kamen 4 Besatzungsmitglieder und 15 Passagiere sowie eine Person am Boden ums Leben.[164][165]

- 5. September – Eine Douglas DC-3/C-47A-5-DL der US-amerikanischen Trans-Luxury Airlines (NC57850) wurde im Anflug 4 Kilometer westlich des Zielflughafens Elko (Nevada, USA) ins Gelände geflogen. Es herrschte Nebel bei einer Wolkenuntergrenze zwischen 30 und 60 Metern, als die Piloten die Bodensicht verloren hatten, aber den Sinkflug fortsetzten. Durch diesen CFIT (Controlled flight into terrain) wurden von den 21 Insassen 20 getötet, drei Besatzungsmitglieder und 17 Passagiere.[166]

- 7. September – Eine Avro York der British South American Airways (BSAA) (G-AHEW) stürzte auf dem Flug nach Natal (Brasilien) kurz nach dem Start drei Kilometer südlich des Flughafens Bathurst, Gambia ab und explodierte. Alle 24 Menschen an Bord kamen ums Leben.[167]

- 12. September – An einer Douglas DC-4/C-54A der US-amerikanischen Pennsylvania-Central Airlines (NX91068) geriet ein Triebwerk in Brand. Die Besatzung, die einen Trainingsflug absolvierte, führte eine Notlandung auf dem Flughafen Washington-National durch, wobei das beschädigte Triebwerk kurz vor dem Aufsetzen von der Tragfläche abriss. Das Flugzeug wurde irreparabel beschädigt. Alle vier Insassen überlebten.[168]

- 17. September – Eine Douglas DC-3/C-47-DL der belgischen Sabena (OO-AUR) stürzte beim Start vom Flughafen Haren (Brüssel) in Hangars am Flughafen. Als wahrscheinliche Unfallursache wurde ein Geschwindigkeitsverlust angegeben. Von den sieben Insassen kam einer, ein Crewmitglied, ums Leben.[169]

- 18. September – Eine Douglas DC-4-1009 der belgischen Sabena (OO-CBG) kollidierte im Landeanflug auf den Flughafen Gander (Kanada) mit Bäumen und stürzte ab. Berichten zufolge wollte der Kapitän einen Sichtanflug durchführen und dafür unter die Wolkendecke sinken. Da sich diese nur knapp oberhalb des Bodens befand, kollidierte das Flugzeug mit Bäumen und brach auseinander. Von den 44 Insassen kamen 27 ums Leben, sechs Crewmitglieder und 21 Passagiere.[170]

- 20. September – Eine Curtiss C-46 Commando der China National Aviation Corporation (CNAC) (81) wurde in der Nähe des Dorfes Hsichia beim Anflug auf den Flughafen Xichang Qingshan (China) in die Flanke des 14.000 Fuß (4.270 Meter) hohen Bergs Lochi geflogen. Durch diesen CFIT (Controlled flight into terrain) wurden alle 31 Insassen getötet, drei Besatzungsmitglieder (darunter der britische Kapitän) und 21 Passagiere.[171]

- 24. September – Der Kopilot einer Lockheed L-049 Constellation der US-amerikanischen Pan American World Airways (Pan Am) (NC88831) fuhr das Fahrwerk bei der Landung auf dem Flughafen Shannon (Irland) versehentlich ein, was zum Totalverlust der Maschine führte. Alle 36 Insassen überlebten den Unfall.[172]

- 27. September – Eine Douglas DC-3A-228D der Panair do Brasil (PP-PCH) flog im Anflug auf den Flughafen Rio de Janeiro–Santos Dumont (Brasilien) in einen Berg. Alle 25 Insassen, drei Besatzungsmitglieder und 22 Passagiere, wurden getötet.[173]

- 1. Oktober – Mit einer Douglas DC-3 der Philippine Airlines (PI-C59 ??) wurde in einem abgelegenen Sumpf bei Bulusan (Philippinen) eine Bauchlandung gemacht, nachdem die Piloten die Orientierung verloren hatten. Alle 5 Insassen, drei Besatzungsmitglieder und zwei Passagiere, überlebten den Unfall. Das Flugzeug wurde irreparabel beschädigt.[174]

- 3. Oktober – Eine Douglas DC-4/C-54E der US-amerikanischen American Overseas Airlines (NC90904) wurde 11 Kilometer nordöstlich des Startflughafens Ernest Harmon Air Force Base (heute Stephenville) (Neufundland, Kanada) in einer Höhe von 350 Metern ins Gelände geflogen. Die Piloten waren auf dem Flug nach Shannon (Irland) nach dem nächtlichen Abheben geradeaus geflogen statt gleich rechts abzubiegen. Bei diesem CFIT (Controlled flight into terrain) wurden alle 39 Insassen getötet, acht Besatzungsmitglieder und 31 Passagiere.[175]

- 8. Oktober – Eine Douglas DC-4 der US-amerikanischen United Airlines (NC30051) wurde beim dritten Anflugversuch auf den Flughafen Cheyenne (Wyoming, USA) in den Boden geflogen. Bei einer sehr tiefen Wolkendecke wurde versucht, in niedrigster Höhe eine Kurve zu fliegen, wobei eine Tragfläche den Boden berührte. Bei diesem CFIT (Controlled flight into terrain) wurden von den 41 Insassen 2 Passagiere getötet.[176]

- 11. Oktober – Eine Douglas DC-4/C-54B-15-DO der US-amerikanischen Eastern Air Lines (NC88729) wurde beim zweiten Anflugversuch auf den Flughafen Washington National (USA) knapp 10 Kilometer vom Ziel entfernt in den Boden geflogen. Die Maschine kollidierte mit einem gerade einmal 60 Meter hohen Hügel, sprang wieder hoch und schlug mehrfach auf, wobei sie sich in alle wesentlichen Teile zerlegte und auf dem Rücken zu liegen kam. Bei diesem CFIT (Controlled flight into terrain) überlebten erstaunlicherweise alle 26 Insassen, vier Besatzungsmitglieder und 22 Passagiere, den Unfall, nachdem ein Feuer ausgebrochen war.[177]

- 12. Oktober – Eine Lockheed L-049-46-28 Constellation der US-amerikanischen Trans World Airlines (TWA) (NC86512) auf einem Positionierungsflug wurde am Flughafen Wilmington (Delaware) (Delaware, USA) zerstört, als versucht wurde, sie während des Durchzugs einer Gewitterfront zu landen. Die Flugsicherung hatte davon abgeraten, ebenso wie dann von der Nutzung der nassen und ungeeigneten Landebahn 14. Trotz 14 Knoten Rückenwind bestand der Kapitän darauf. Als er bemerkte, dass die Landebahnlänge nicht ausreichte, wollte er zunächst durchstarten und gab Vollgas. Dann aber brach er auch dies wieder ab und zog das Gas heraus. Das Flugzeug verließ die Bahn, raste durch Bäume und rutschte über eine Landstraße, wobei es mit zwei Autos kollidierte. Es rutschte noch 650 Meter weiter, bis es in Flammen aufging. Erstaunlicherweise überlebten alle acht Besatzungsmitglieder, die einzigen Insassen, den Unfall.[178]

- 16. Oktober – Eine Douglas DC-3 der philippinischen Far East Air Transport (PI-C92) wurde auf dem Flugplatz Manila-Nielson Field (Philippinen) irreparabel beschädigt. Nähere Einzelheiten sind derzeit nicht verfügbar. Über Personenschäden ist nichts bekannt.[179]

- 17. Oktober – Eine Douglas DC-3/C-47A-20-DK des US-amerikanischen National Air Transport Service (NATS) (NC38942) wurde nahe dem Flughafen von Laramie (Wyoming) (USA) ins Gelände geflogen, als in niedrigster Höhe bei einer Kurve mit 70° Schräglage der Boden berührt wurde. Die gemeldete Wolkenuntergrenze war unbestimmbar und in 400 Fuß bedeckt. Der Unfall geschah auf einem Ausweichflug vom 72 Kilometer entfernten Flughafen Cheyenne, ebenfalls in Wyoming. Durch diesen CFIT (Controlled flight into terrain) wurden alle 13 Insassen getötet, die drei Besatzungsmitglieder und 10 Passagiere.[180]

- 26. Oktober – Eine Amiot AAC.1 der französischen Transports Aériens Intercontinentaux (TAI) (F-BBYL) wurde am Flughafen Marseille, Frankreich, irreparabel beschädigt. Über Personenschäden ist nichts bekannt.[181]

- (A) 5. November – Bei Schlechtwetterverhältnissen und chaotischen Zuständen bei der Flugsicherung am Flughafen Moskau-Wnukowo kam es binnen weniger als 50 Minuten zu drei Abstürzen von Passagiermaschinen der sowjetischen Aeroflot (Li-2 CCCP-L4181, DC-3 CCCP-L946, Li-2 CCCP-L4207). Dies geschah, nachdem die Flugzeuge jeweils mehr als 2 Stunden um den Flughafen flogen und ihnen der Treibstoff ausging (siehe auch Flugunfall der Douglas DC-3 CCCP-L946 der Aeroflot, Flugunfall der Lissunow Li-2 CCCP-L4181 der Aeroflot, Flugunfall der Lissunow Li-2 CCCP-L4207 der Aeroflot).[182][183][184]

- 6. November – Eine vom Flughafen Amsterdam Schiphol kommende Douglas DC-3 (PH-TBO) der niederländischen KLM Royal Dutch Airlines flog beim Landeanflug auf den Flughafen Croydon (England) in Bäume und zerbrach. Ursachen waren eine falsche Höhenmessereinstellung und mangelhafte Flugvorbereitung. Alle 15 Passagiere und 5 Besatzungsmitglieder überlebten diesen Controlled flight into terrain.[185][186]

- 9. November – In einer Douglas DC-3/C-47A-80-DL der tschechoslowakischen CSA (OK-XDG) ging in der Warteschleife am Flughafen Prag-Ruzyne (Tschechoslowakei) nach vier vergeblichen Anflugversuchen der Treibstoff aus. Es wurde eine Notlandung in einem Feld durchgeführt, wobei das Flugzeug irreparabel beschädigt wurde. Alle 18 Insassen, fünf Besatzungsmitglieder und 13 Passagiere, überlebten den Unfall; der Flugingenieur und der amerikanische Kapitän wurden verletzt.[187]

- 13. November – Eine Douglas DC-3 der mexikanischen Communicaciones Aéreas de Veracruz (XA-FOZ) wurde in 11000 Fuß (3350 Metern) Höhe gegen einen wolkenverhangenen Berg geflogen. Das Flugzeug war über bergigem Gelände vom Kurs abgekommen. Der Unfall ereignete sich 20 Kilometer östlich von Perote (Mexiko), 116 Kilometer nordwestlich vom Ziel, dem Flughafen Veracruz. Durch diesen CFIT (Controlled flight into terrain) wurden alle 15 Insassen getötet, drei Besatzungsmitglieder und 12 Passagiere.[188]

- 13. November – Eine Douglas DC-3A der US-amerikanischen Western Air Lines (NC18645) wurde 66 Kilometer nordwestlich des Flughafens Burbank (Kalifornien, USA) gegen einen Berg geflogen. Bei diesem CFIT (Controlled flight into terrain) wurden alle 11 Insassen getötet, drei Besatzungsmitglieder und 8 Passagiere.[189]

- 14. November – Eine vom Flughafen Croydon (England) kommende Douglas DC-3 (PH-TBW) der KLM Royal Dutch Airlines stürzte in schwierigen Wetterbedingungen beim dritten Landeversuch am Flughafen Amsterdam Schiphol ab und explodierte. Alle 21 Passagiere und 5 Besatzungsmitglieder wurden getötet.[190][191]

- 18. November – Eine Douglas DC-3-194D der britischen Skyways Limited (G-AGBE) wurde bei einer Notlandung in Lons-le-Saunier (Département Jura) irreparabel beschädigt. Alle vier Insassen überlebten den Unfall.[192]

- 27. November – Eine Douglas DC-3/C-47A-90-DL der costa-ricanischen Lacsa (RX-76) kollidierte bei schlechter Sicht im Landeanflug auf den Flughafen San José-La Sabana (San José (Costa Rica)) mit einem Berg. Alle 23 Insassen starben.[193]

- 2. Dezember – Eine Douglas DC-4/C-54B-5-DO der US-amerikanischen Willis Air Service (NC56743) wurde bei einer sehr harten Landung auf dem Flughafen San Juan-Isla Grande (Puerto Rico, USA) irreparabel beschädigt. Über Personenschäden ist nichts bekannt.[194]

- 10. Dezember – Eine Curtiss C-46E Commando der US-amerikanischen Slick Airways (N....) verunglückte auf einem unbekannten Flugplatz im Raum Dallas (Texas, USA). Die C-46 landete lang und geriet auf der nassen Bahn ins Aquaplaning. Sie geriet über das Landebahnende hinaus, durchbrach den Begrenzungszaun und überquerte einen Graben, wobei das Fahrwerk abgeschert wurde, bevor sie zum Stillstand kam. Beide Piloten, die einzigen Insassen auf dem Frachtflug, überlebten den Unfall. Das Flugzeug wurde eventuell irreparabel beschädigt.[195]

- 14. Dezember – Eine Douglas DC-3/C-47B-1-DK der philippinischen Far East Air Transport (PI-C1) wurde im Anflug auf den Flugplatz Lucena (Philippinen) 19 Kilometer nordwestlich davon am Mount Banahaw in Baumgipfel geflogen und stürzte in einer Höhe von 2650 Fuß (810 Metern) ab. Bei diesem CFIT (Controlled flight into terrain) wurden von den 14 Insassen 12 getötet, drei Besatzungsmitglieder und 12 Passagiere.[196]

- 19. Dezember – Eine Douglas DC-3/C-47A-10-DK der britischen Railway Air Services (G-AGZA) wurde auf dem Flugplatz Northolt (England) nach mehr als einstündiger Wartezeit bei Schneefall gestartet. Trotz Start mit Vollgas stieg die Maschine nach dem Abheben nicht, sondern schlug auf dem Dach eines Hauses auf und wurde zerstört. Der Kapitän war gestartet, obwohl das Flugzeug nahezu vollständig mit Schnee bedeckt war. Alle 5 Insassen, vier Besatzungsmitglieder und ein Passagier, überlebten den Unfall.[197]

- 23. Dezember – Eine aus Natal (Brasilien) kommende Avro York der argentinischen Flota Aérea Mercante Argentina (FAMA) (LV-XIG) kollidierte im Anflug auf den Flughafen Rio de Janeiro–Santos Dumont, Rio de Janeiro, Brasilien, mit dem 990 m hohen Berg Pico de Papagaio. Alle 21 Insassen wurden getötet.[198]

- 23. Dezember – Eine Douglas DC-3/C-47B-1-DK der British Overseas Airways Corporation (BOAC) (G-AGKD) wurde auf dem Flughafen Malta-Luqa aus unbekannten Gründen irreparabel beschädigt. Über Personenschäden ist nichts bekannt.[199]

- 24. Dezember – Eine Douglas DC-3A der US-amerikanischen Western Air Lines (NC45395) wurde nahe dem heutigen Mount Laguna Observatory 80 Kilometer östlich des Flughafens San Diego (Kalifornien, USA) in die Ostflanke des Mount Cuyapaipe geflogen, da die Piloten zu früh den Sinkflug eingeleitet hatten. Durch diesen CFIT (Controlled flight into terrain) wurden alle 12 Insassen getötet, drei Besatzungsmitglieder und 9 Passagiere.[200]

- 24. Dezember – Eine Douglas DC-4 der US-amerikanischen United Airlines (NC30050) wurde am Flughafen Los Angeles (Kalifornien, USA) mit einer Höhe von 75 Fuß und einer Geschwindigkeit von 100 Knoten über der Landebahnschwelle viel zu hoch und zu schnell angeflogen. Beim sehr späten Aufsetzen reichte die verbliebene Landebahnlänge nicht mehr zum Abbremsen aus und die Maschine überrollte das Landebahnende um 60 Meter. Das Flugzeug wurde irreparabel beschädigt. Alle 45 Insassen, vier Besatzungsmitglieder und 41 Passagiere, überlebten den Unfall.[201]

- 24. Dezember – Eine Douglas DC-3/C-47A-70-DL der tschechoslowakischen CSA (OK-WDD) wurde bei einer Notlandung nahe dem Flughafen Paris-Le Bourget (Frankreich) irreparabel beschädigt. Alle 15 Insassen, fünf Besatzungsmitglieder und 10 Passagiere, überlebten den Unfall.[202]

- 25. Dezember – Eine Curtiss C-46 Commando der China National Aviation Corporation (CNAC) (B-115) verunglückte im Anflug auf den Flughafen Shanghai Longhua bei dichtem Nebel. Dabei kamen von den 36 Insassen 31 ums Leben (ein Besatzungsmitglied und drei Passagiere). An diesem Tag verunglückten insgesamt drei Flugzeuge im Bereich Shanghai bei sehr schlechter Sicht, zwei DC-3 und eine C-46.[203]

- 25. Dezember – Eine Douglas DC-3/C-47 der China National Aviation Corporation (CNAC) (140) stürzte beim Anflug auf den Flughafen Shanghai-Jiangwan (auch: Kiangwan) (China) im Nebel ab. Von den 30 Insassen kamen 19 ums Leben, zwei Besatzungsmitglieder und 17 Passagiere, zwei DC-3 und eine C-46.[204]

- 25. Dezember – Eine Douglas DC-3/C-47 der chinesischen Central Air Transport (48) stürzte im Anflug auf den Flughafen Shanghai-Jiangwan (auch: Kiangwan) (China) im Nebel auf ein Bauernhaus. Alle 11 Insassen, vier Besatzungsmitglieder und 7 Passagiere, kamen ums Leben, außerdem eine Person am Boden., zwei DC-3 und eine C-46[205]

- (A) 28. Dezember – Eine Lockheed L-049 Constellation der US-amerikanischen Trans World Airlines (TWA) (NC86505) kollidierte im Anflug auf den Flughafen Shannon (Irland) 1500 Meter westnordwestlich des Flughafens mit dem Gelände. Auslöser war eine fehlerhafte Höhenanzeige, die durch das Vertauschen zweier Leitungen durch das Wartungspersonal bedingt war. Dieses hatte außerdem die nach einer solchen Reparatur vorgeschriebenen Tests zwar bescheinigt, aber nicht durchgeführt. Durch diesen Wartungsfehler wurden 9 der 23 Insassen getötet, vier Besatzungsmitglieder und 5 Passagiere (siehe auch Transcontinental-and-Western-Air-Flug 6963).[206]

### 1947
- 3. Januar – Eine Douglas DC-3/C-47A-1-DK der British Overseas Airways Corporation (BOAC) (Luftfahrzeugkennzeichen G-AGJU) machte bei der Landung auf dem Flughafen Bristol-Whitchurch (England) einen Ringelpiez und wurde irreparabel beschädigt. Alle drei Besatzungsmitglieder, die einzigen Insassen auf dem Überführungsflug, überlebten den Unfall.[207]

- 4. Januar – Die einzige Budd RB-1 Conestoga der brasilianischen Viação Aérea Santos Dumont (VASD) (PP-SDC) musste auf dem Militärflugplatz Campo dos Afonsos (Brasilien) mit einer nicht ausgefahrenen Fahrwerksseite notgelandet werden. Das Flugzeug wurde zerstört. Über Personenschäden ist nichts bekannt, es gab jedoch keine Todesfälle.[208]

- 5. Januar – Eine Curtiss C-46 Commando der China National Aviation Corporation (CNAC) (XT-T51/121) wurde im Anflug auf den Flughafen Qingdao-Liuting (China) westlich davon gegen einen Berg geflogen. Bei diesem CFIT (Controlled flight into terrain) wurden alle 43 Insassen getötet, fünf Besatzungsmitglieder und 38 Passagiere.[209]

- 6. Januar – Eine aus Marseille kommende, als Frachtmaschine eingesetzte Amiot AAC.1 (Junkers Ju 52) der Transports Aériens Intercontinentaux (TAI) (F-BBYK) geriet aufgrund stark geänderter Windverhältnisse vom Kurs ab und flog in 1800 Meter Höhe in eine schneebedeckte Flanke des Berges Mont Ventoux, Frankreich. Die dreiköpfige Besatzung des Frachtflugs nach Lyon überlebte.[210]

- 6. Januar – Eine Douglas DC-4/C-54B-5-DO der US-amerikanischen Northwest Airlines (NC95412) streifte kurz vor der Landung auf dem Chicago Municipal Airport (dem heutigen Midway Airport) (Illinois, USA) einen Beton-Markierungspfeiler und schleuderte herum. Die Maschine fing Feuer und brannte aus. Alle 41 Insassen überlebten.[211]

- 7. Januar – Eine Douglas DC-3/C-47A-10-DK der belgischen Sabena (OO-CBO) wurde auf dem Flugplatz von Costermansville (heute Bukavu) (Belgisch Kongo) irreparabel beschädigt. Alle Insassen überlebten den Totalschaden.[212]

- 10. Januar – Eine Douglas DC-3/C-47A-25-DK der Air India (VT-AUF) wurde an einem unbekannten Ort in Indien zerstört. Über Personenschäden ist nichts bekannt. Nähere Einzelheiten sind derzeit nicht verfügbar.[213]

- 11. Januar – Eine Douglas DC-3/C-47A-1-DK der British Overseas Airways Corporation (BOAC) (G-AGJX) musste wegen schlechten Wetters auf den französischen Zielflughäfen Bordeaux und Paris-Le Bourget zum Flughafen Lympne (England) ausweichen. Bei schlechter Sicht wurde die Maschine bei Stowting (Kent, England), in weniger als 200 Meter hohe Hügel geflogen, 6 Kilometer nördlich des Flughafens Lympne. Durch diesen CFIT (Controlled flight into terrain) wurden von den 16 Insassen 8 getötet, vier Besatzungsmitglieder und 4 Passagiere.[214]

- 11. Januar – Eine Douglas DC-4/C-54A-DO der philippinischen Far East Air Transport (PI-C100) musste wegen eines Feuers im Triebwerk Nr. 2 (links innen) 130 Kilometer westlich von Laoag (Philippinen) notgewassert werden. Die Maschine befand sich auf dem Flug von Shanghai nach Manila. Von den 42 Insassen kamen 7 Passagiere ums Leben.[215]

- 12. Januar – Eine Douglas DC-3/C-49-DO der US-amerikanischen Eastern Air Lines (NC88872) wurde bei Galax (Virginia, USA) in 760 Metern Höhe in zerklüftetem Gelände in den Boden geflogen. Die Piloten waren entgegen den Bestimmungen eine Abkürzung geflogen statt über ein Funkfeuer und kannten auch ihre Position in Bezug auf den Zielflughafen von Winston-Salem nicht, von dem sie noch 102 Kilometer entfernt waren. Durch diesen CFIT (Controlled flight into terrain) wurden 18 der 19 Insassen getötet, alle drei Besatzungsmitglieder und 15 Passagiere.[216]

- 22. Januar – Eine Douglas DC-3/C-53B der kolumbianischen Avianca (C-108) stürzte nahe Puerto Araujo ab, 66 Kilometer südsüdwestlich des Zielflughafens Barrancabermeja-Yariguíes (Kolumbien), nachdem die Piloten die Kontrolle über das Flugzeug verloren hatten. Alle 17 Insassen, vier Besatzungsmitglieder und 13 Passagiere, kamen ums Leben.[217]

- 25. Januar – Eine Douglas DC-3 der China National Aviation Corporation (CNAC) (138) verunglückte 190 Kilometer südlich vom Zielflughafen Chongqing-Jiangbei (China) in bergigem Gelände. Alle 19 Insassen, drei Besatzungsmitglieder und 16 Passagiere, kamen ums Leben.[218]

- 25. Januar – Eine Douglas DC-3/C-47A-85-DL der rhodesischen Spencer Airways (VP-YFD) geriet beim Start vom Flughafen London-Croydon (England) außer Kontrolle und stürzte auf eine geparkte DC-3 der tschechoslowakischen CSA (OK-WDB). Beide Flugzeuge wurden zerstört. Als Ursache wurde festgestellt, dass ein auf der DC-3 unerfahrener Kapitän versuchte, mit einer schwer beladenen Maschine in schlechter Sicht mit einer Geschwindigkeit nahe am Strömungsabriss zu starten. Beitragend war seine Übermüdung. Von den 23 Insassen kamen 12 ums Leben, ein Besatzungsmitglied und 11 Passagiere. In der CSA-Maschine kam es nicht zu Personenschäden.[219]

- 25. Januar – Eine Douglas DC-3/C-47A-30-DL der tschechoslowakischen CSA (OK-WDB), die auf dem Flughafen London-Croydon (England) stand, wurde irreparabel beschädigt. Eine startende DC-3 der Spencer Airways geriet außer Kontrolle, stürzte auf die CSA-Maschine und wurde zerstört. In diesem Flugzeug kamen 12 der 23 Insassen ums Leben. In der DC-3 der CSA gab es keine Personenschäden.[220]

- 25. Januar – Eine Douglas DC-3/C-47A-25-DK der Philippine Airlines (PI-C12) in einer Höhe von 480 Metern im Anflug auf den Flughafen Kai Tak (Hongkong) in den 525 Meter hohen Mount Parker (Hongkong) geflogen. Durch diesen CFIT (Controlled flight into terrain) wurden alle 4 Besatzungsmitglieder getötet, die einzigen Insassen auf dem Frachtflug.[221]

- 26. Januar – Eine Junkers Ju 52/3m der British European Airways (G-AHOK) verunglückte in der Nähe des Flughafens Glasgow-Renfrew (Schottland). Die Maschine wurde irreparabel beschädigt. Nähere Umstände, auch über Opfer, sind derzeit nicht bekannt.[222]

- (A) 26. Januar – Eine Douglas DC-3 der KLM Royal Dutch Airlines (PH-TCR) kam als Linienmaschine aus Amsterdam auf dem Flughafen Kastrup, Dänemark, an. Kurz nach dem Start zum Weiterflug nach Stockholm bäumte sich die Maschine steil auf und stürzte ab. Alle 22 Insassen wurden getötet, darunter der schwedische Erbprinz Gustav Adolf. Ursache war das Versäumnis, vor dem Start die Verriegelung des Höhenruders zu entfernen und die Steuerung zu überprüfen (siehe: Flugzeugkatastrophe von Kastrup).[223][224]

- 28. Januar – Im linken Triebwerk einer Curtiss C-46 Commando der China National Aviation Corporation (CNAC) (145) brach ein Feuer aus. Daraufhin kam es auf Ackerland nahe Tianmen (Hubei, China) zu einer Bruchlandung. Von den 26 Insassen kamen 25 ums Leben, alle drei Besatzungsmitglieder und 22 Passagiere; nur ein Säugling überlebte.[225]

- 1. Februar – Eine Douglas DC-3C der Air France (F-BAXQ) kollidierte bei Peninha mit der Hügelkette Serra de Sintra 28 Kilometer westlich des Zielflughafens Lissabon-Portela. Die am Flughafen Bordeaux-Mérignac gestartete Maschine befand sich im Landeanflug, als sich bei schlechtem Wetter und Dunkelheit der Unfall ereignete. Von den 16 Insassen kamen 15 ums Leben, alle 5 Besatzungsmitglieder und 10 der 11 Passagiere.[226][227]

- 6. Februar – Eine Douglas DC-4/C-54B-15-DO der Aerovías Cubanas Internacionales (NC44567) kollidierte bei Pedro Bernado, etwa 120 Kilometer westsüdwestlich von Madrid mit der Bergkette Sierra de Gredos. Alle 11 Insassen, drei Besatzungsmitglieder und 8 Passagiere, kamen ums Leben.[228]

- (A) 13. Februar – Eine Douglas DC-3/C-47A-DL der tschechoslowakischen CSA (OK-XDU) stürzte unmittelbar nach dem Start vom Flughafen Prag-Ruzyne (Tschechoslowakei) ab. Die Maschine war nach der Übergabe von der USAAF dort überholt worden. Dabei waren durch das Wartungspersonal die Steuerkabel für das Höhenruder vertauscht wieder eingebaut worden. Alle 3 Besatzungsmitglieder, die einzigen Insassen auf dem Überführungsflug, wurden getötet (siehe auch Flugunfall der ČSA bei Kladno).[229]

- 14. Februar – Eine Curtiss C-46E-1-CS Commando der US-amerikanischen Slick Airways (NC59486) wurde bei einem von ihr gewünschten Übungsanflug mit dem Instrumentenlandesystem auf den Flughafen Denver-Stapleton (Colorado, USA) 3232 Fuß (985 Meter) vor der Landebahn in den Boden geflogen. Bei diesem CFIT (Controlled flight into terrain) wurden beide Besatzungsmitglieder getötet, die einzigen Insassen auf dem Frachtflug.[230]

- 15. Februar – Eine Douglas DC-4 der kolumbianischen Avianca (C-114) wurde im Anflug 30 Kilometer nordwestlich Bogotá (Kolumbien) in den 3200 Meter hohen Berg Tablazo geflogen. Bei diesem CFIT (Controlled flight into terrain) wurden alle 53 Insassen, 4 Besatzungsmitglieder und 49 Passagiere, getötet.[231]

- 17. Februar – Eine Douglas DC-3/C-47A der Det Danske Luftfartselskab (DDL) (OY-AEB) befand sich auf einem Frachtflug von Aalborg nach Kopenhagen. Aufgrund der dortigen Sichtverhältnisse wich die Crew zum 25 km entfernten Flughafen Malmö-Bulltofta aus, wo jedoch ebenfalls wegen Nebels keine Landung möglich war. Auf dem Rückweg nach Kopenhagen wurde aufgrund der Treibstoffsituation eine Notlandung auf dem Eis vor der schwedischen Küste durchgeführt, etwa fünf Kilometer querab Malmö. Alle vier Besatzungsmitglieder überlebten, die Maschine brannte aus.[232]

- 5. März – Die Piloten einer Douglas DC-3/C-47B-10-DK der sowjetischen Aeroflot (CCCP-L952) entschieden sich auf dem Flug von Tiflis nach Moskau, die Strecke abzukürzen und über den Hauptkamm des Kaukasus (Sowjetunion) zu fliegen. Die Maschine flog in Wolken ein und prallte gegen einen Berghang. Durch diesen CFIT (Controlled flight into terrain) wurden alle 23 Insassen getötet, vier Besatzungsmitglieder und 19 Passagiere. Das Wrack wurde erst ein Vierteljahr später zufällig gefunden, am 20. Juni 1947.[233]

- 5. März – Eine Amiot AAC.1 (Junkers Ju 52) der Air France (F-BAKP) wurde auf dem Flughafen Paris-Le Bourget aus unbekannten Gründen irreparabel beschädigt. Über Personenschäden ist nichts bekannt.[234]

- 8. März – Eine landende Douglas DC-3 der Panair do Brasil (PP-PCK) kollidierte auf dem Flughafen Rio de Janeiro–Santos Dumont mit der auf der Landebahn rollenden Focke-Wulf Fw 200 PP-CBI der ebenfalls brasilianischen Cruzeiro do Sul. Personen kamen nicht zu Schaden; die Fw 200 wurde zum Totalverlust.[235]

- 14. März – Eine Douglas DC-3/C-47A-90-DL der Air France (F-BAXO) wurde 3,5 Kilometer nördlich von Château-Bernard (Département Isère) in den Berg Mont Moucherolle geflogen. Der Aufprall geschah in einer Höhe von 7500 Fuß (2286 Metern) auf einem Inlandsflug von Nizza nach Lyon. Bei diesem CFIT (Controlled flight into terrain) wurden alle 23 Insassen getötet, fünf Besatzungsmitglieder und 18 Passagiere.[236]

- 17. März – Eine Lockheed C-60A-5-LO Lodestar der salvadorianischen TACA (YS-28) kollidierte zwölf Kilometer nordwestlich des Flughafens Medellin-Olaya Herrera mit einem Berg. Das Flugzeug war zuvor von eben jenem Flughafen gestartet. Alle acht Insassen starben.[237]

- 17. März – Eine Curtiss C-46 Commando der China National Aviation Corporation (CNAC) (142) verunglückte am Flugplatz Wuchan bei Wuhan (China) wegen eines mechanischen Fehlers. Alle drei Besatzungsmitglieder, die einzigen Insassen auf dem Frachtflug, überlebten den Unfall. Das Flugzeug wurde zerstört.[238]

- 19. März – Eine Lockheed C-60A-5-LO Lodestar der kolumbianischen TACA de Colombia (C-202) wurde in der Nähe des Flughafens Bucaramanga-Gomez Niño (Kolumbien) in bergiges Gelände geflogen. Bei diesem CFIT (Controlled flight into terrain) wurden alle 5 Insassen getötet, zwei Besatzungsmitglieder und 3 Passagiere.[239]

- 20. März – Eine Amiot AAC.1 (Junkers Ju 52) der Air France (F-BAKM) wurde auf dem Flughafen Freetown-Lungi (Sierra Leone) irreparabel beschädigt. Über Personenschäden ist nichts bekannt.[240]

- 8. April – Eine Douglas DC-3/C-47 der venezolanischen Linea Aeropostal Venezolana (LAV) (YV-ALO) verunglückte 40 Kilometer östlich von Caracas (Venezuela). Ziel war der Flugplatz Caracas-La Carlota. Alle 27 Insassen, drei Besatzungsmitglieder und 24 Passagiere, kamen ums Leben.[241]

- (A) 22. April – Bei einer Douglas DC-3 der sowjetischen Aeroflot (CCCP-L1204) kam es während eines Fluges über der sibirischen Tundra zu einem Ausfall beider Triebwerke und einem totalen Stromausfall. Die Maschine musste in einem menschenleeren Gebiet auf der Taimyrhalbinsel notgelandet werden. Die Notlandung überlebten alle 34 Insassen, jedoch konnte die Maschine von den Behörden zunächst nicht gefunden werden. Neun Männer, die nach vier Tagen losgezogen waren, um Hilfe zu holen, starben. Die restlichen Insassen konnten 20 Tage nach der Notlandung lebend geborgen werden (siehe auch Flugunfall der Douglas DC-3 CCCP-L1204 der Aeroflot).[242]

- (A) Am 22. April 1947 befand sich eine Douglas DC-3C der US-amerikanischen Delta Air Lines (NC49657) im Endanflug auf den Columbus Muscogee Airport und setzte nach dem Flug von eineinhalb Platzrunden zur Landung an, als eine ebenfalls landende, private Vultee BT-13 (NC55312) drei Meter über dem Boden auf ihr aufsetzte. Die beiden Maschinen verkeilten sich ineinander, stiegen auf eine Flughöhe von 45 Metern, stürzten ineinander verkeilt ab und gerieten in Brand. Alle acht Insassen der Douglas sowie der Pilot der Vultee kamen dabei ums Leben (siehe auch Flugunfall bei Columbus 1947).[243]

- (A) 28. April – Eine Lockheed 18-08A Lodestar der Trans-Canada Air Lines (CF-TDF) wurde 16 Kilometer nördlich von Vancouver in die Berge geflogen. Bei diesem CFIT (Controlled flight into terrain) wurden alle 15 Insassen getötet, drei Besatzungsmitglieder und 12 Passagiere. Die Trümmer der Maschine wurden erst am 27. September 1994 gefunden (siehe auch Trans-Canada-Air-Lines-Flug 3).[244]

- 30. April – Eine Amiot AAC.1 (Junkers Ju 52) der Air France (F-BBYG) wurde auf dem Flughafen Niamey (Niger) irreparabel beschädigt. Über Personenschäden oder weitere Einzelheiten ist nichts bekannt.[245]

- 11. Mai – Eine Lockheed L-049 Constellation der US-amerikanischen Trans World Airlines (TWA) (NC86508) stürzte etwa 11 Kilometer vom Cape May Point (New Jersey) entfernt in den Atlantik. Die Maschine befand sich auf einem Trainingsflug vom und zum Flughafen Wilmington (Delaware) (Delaware, USA), als sie aus einer Höhe von knapp 800 Metern in einen Spiralsturz überging und abstürzte, nachdem es offensichtlich zu einem Kontrollverlust gekommen war. Alle 4 Besatzungsmitglieder, die einzigen Insassen, kamen ums Leben.[246]

- 16. Mai – Eine Douglas DC-3/C-47A-1-DK der sowjetischen Aeroflot (CCCP-L1048) wurde bei Anflugbedingungen unter den vorgeschriebenen Wetterminima am Flughafen Chabarowsk (Sowjetunion) gegen den Turm einer Rundfunkstation geflogen und stürzte ab. Durch diesen CFIT (Controlled flight into terrain) wurden alle 22 Insassen getötet, fünf Besatzungsmitglieder und 17 Passagiere.[247]
- 29. Mai – Eine Douglas DC-3/C-47A-25-DK der isländischen Flugfélag Islands (der heutigen Icelandair) (TF-ISI) wurde nahe dem Héðinsfjörður (Island) beim Versuch, den Flughafen Akureyri anzufliegen, in eine Bergflanke geflogen. Das Wrack wurde erst am nächsten Tag gefunden, da es in einer falschen Anflugrichtung lag. Durch diesen CFIT (Controlled flight into terrain) wurden alle 25 Insassen getötet, vier Besatzungsmitglieder und 21 Passagiere.[248]
- (A) 29. Mai – Eine Douglas DC-4 der United Airlines (NC30046) raste auf dem Flughafen New York-La Guardia bei einem verspäteten Startabbruch aus dem Flughafengelände heraus und explodierte. Die Ruderverriegelungen waren nicht gelöst worden. Nur 5 der 48 Insassen überlebten (siehe auch United-Air-Lines-Flug 521).[249]

- 30. Mai – Eine Douglas DC-4 (C-54B) der Eastern Air Lines (NC88814) stürzte auf dem planmäßigen Flug von Newark (New Jersey) nach Miami (Florida) aus dem Reiseflug heraus in ein Waldgebiet nahe Baltimore. Alle 53 Menschen an Bord kamen ums Leben. Die Ursache konnte nie gefunden werden.[250]

- 4. Juni – Eine Amiot AAC.1 (Junkers Ju 52) der Air France (F-BANB) flog bei Gémenos (Département Bouches-du-Rhône) in bergiges Gelände. Die Maschine befand sich auf einem Frachtflug von Nizza über Lyon nach Paris. Die 3 Besatzungsmitglieder, die einzigen Insassen auf dem Frachtflug, wurden getötet.[251]

- 7. Juni – Eine Amiot AAC.1 (Junkers Ju 52) der Air France (F-BAKV) wurde auf dem Flughafen Dakar-Yoff (Senegal) aus nicht bekannten Gründen irreparabel beschädigt. Über Personenschäden ist nichts bekannt.[252]

- 10. Juni – Eine Avro Lancastrian C.4 der argentinischen Flota Aérea Mercante Argentina (FAMA) (LV-ACS) streifte bei der Landung auf dem Flughafen Natal-Parnamirim (Brasilien) einen Mast und fing Feuer. Von den 18 Insassen kamen 6 ums Leben, 4 Besatzungsmitglieder und 2 Passagiere.[253]

- 10. Juni – Mit einer Douglas DC-3/C-47A-50-DL der polnischen Polskie Linie Lotnicze LOT (SP-LCB) kam es auf dem Flughafen Stockholm/Bromma (Schweden) zu einem Landeunfall. Dabei wurde das Flugzeug irreparabel beschädigt. Personen kamen nicht zu Schaden.[254]

- 13. Juni – Eine Douglas DC-4/C-54 der Pennsylvania-Central Airlines (NC88842) wurde auf der Strecke von Pittsburgh nach Washington in einer Höhe von 430 m gegen einen Gebirgskamm in den Blue Ridge Mountains (Pennsylvania) geflogen. Die Maschine befand sich noch 85 Kilometer nordwestlich des Zielflughafens Washington-National. Bei diesem CFIT (Controlled flight into terrain) wurden alle 50 Insassen getötet.[255]

- 16. Juni – Mit einer Douglas DC-3/C-47A-70-DL der Philippine Airlines (PI-C11) wurde bei Cebu (Philippinen) eine Notlandung auf einem Strand gemacht. Nähere Einzelheiten sind derzeit nicht verfügbar. Es gab keine Todesfälle. Das Flugzeug wurde irreparabel beschädigt.[256]

- (A) 19. Juni – Bei einer Lockheed L-049 Constellation der Pan American World Airways (NC88845) fiel ein Triebwerk aus. Die Überhitzung der Motoren während des dreimotorigen Fluges führte zum Brand eines der Triebwerke und Feuer in der linken Tragfläche. Daraufhin wurde eine Notlandung bei al-Mayadin in der Wüste Syriens durchgeführt. Die Maschine befand sich auf dem planmäßigen Flug von Karatschi nach Istanbul. Von den 36 Insassen kamen 14 ums Leben (siehe auch Pan-Am-Flug 121).[257][258]

- 1. Juli – Eine Amiot AAC.1 (Junkers Ju 52) der Air France (F-BALF) verunglückte auf einem Inlandsflug von Yaounde (Kamerun) nach Douala bei Éséka. Alle 13 Insassen, drei Besatzungsmitglieder und 10 Passagiere, kamen ums Leben. Das Flugzeug wurde zerstört.[259]

- 13. Juli – Mit einer Douglas DC-3C der US-amerikanischen Burke Air Transport (NC79024) kam es zu einer Bruchlandung in einem Gebiet mit Bäumen und Baumstümpfen 6,5 Kilometer südwestlich von Melbourne (Florida) (USA). Während des Fluges in 300–500 Fuß Höhe hatte ein Motor aufgrund von Problemen mit dem Kraftstofffluss begonnen zu stottern und Fehlzündungen zu verursachen. Die Übermüdung der Besatzung war wahrscheinlich eine der Ursachen, da sie von insgesamt 37 Stunden und 45 Minuten mehr als 23 Stunden in der Luft gewesen war. Von den 36 Insassen kamen 14 ums Leben, zwei Besatzungsmitglieder und 12 Passagiere.[260]

- 16. Juli – Eine Avro York C.1 der British Overseas Airways Corporation (BOAC) (G-AGNR) wurde beim vierten Anflugversuch auf die Shaibah Air Base (Irak) in den Boden geflogen. Aufgrund zu schlechter Sicht am eigentlichen Ziel, dem Flughafen Basra, war die Besatzung zur Shaibah Air Base ausgewichen. Alle 6 Besatzungsmitglieder wurden getötet; die 12 Passagiere überlebten.[261]

- 23. Juli – Eine Douglas DC-4/C-54D-15-DC der US-amerikanischen Seaboard & Western Airlines (NC91077) brannte bei einem Hangarfeuer auf dem Flugplatz Saint Joseph-Rosecrans (Missouri, USA) aus. Über Personenschäden ist nichts bekannt.[262]

- 23. Juli – Eine Douglas DC-4/C-54D-15-DC der US-amerikanischen Seaboard & Western Airlines (NC91086) brannte bei einem Hangarfeuer auf dem Flugplatz Saint Joseph-Rosecrans (Missouri, USA) aus. Über Personenschäden ist nichts bekannt.[263]

- 24. Juli – Eine Avro York I der Flota Aérea Mercante Argentina (FAMA), der späteren Aerolíneas Argentinas, (LV-XIH) kollidierte bei der Landung auf dem Militärflugplatz Buenos Aires-Moron (Argentinien) mit einem Lastwagen und explodierte. Dabei wurden 3 Menschen getötet, 2 der 6 Besatzungsmitglieder sowie ein Lastwagenfahrer.[264]

- 25. Juli – Eine Avro York C.1 der britischen Skyways (G-AIUP) überrollte nach einem Ausfall der Bremsen bei der Landung auf dem Flughafen London Heathrow das Landebahnende und kam rund 230 Meter dahinter in einem kleinen Fluss zum Liegen. Ursache war der Bruch eines Seilzugs nach übermäßigem Verschleiß. Alle 24 Insassen, 7 Besatzungsmitglieder und 17 Passagiere, überlebten. Das Flugzeug wurde irreparabel beschädigt.[265]

- 29. Juli – Eine Curtiss C-46 Commando der chinesischen Central Air Transport (XT-546) wurde 20 Meilen (32 Kilometer) nordöstlich des Flughafens Guangzhou-Baiyun (alt) (China) aufgrund eines Motorschadens irreparabel beschädigt. Nähere Einzelheiten sind derzeit nicht verfügbar. Es gab keine Todesfälle.[266]

- (A) 2. August – Die Besatzung der Avro 691 Lancastrian G-AGWH der British South American Airways auf dem Flug von Buenos Aires nach Santiago de Chile meldete ihren Anflug auf Santiago de Chile, die Maschine kam dort aber nie an. Offenbar hatte die Besatzung die eigene Position falsch berechnet und war in einem Schneesturm in etwa 4600 m Höhe gegen den Berggipfel des Tupungato, Argentinien, geflogen. Alle 11 Insassen, sechs Passagiere und fünf Besatzungsmitglieder wurden getötet. Das Flugzeug blieb vermisst, bis man im Jahr 2000 einige Wrackteile in den Anden fand (siehe Flugunfall der Star Dust).[267]

- 9. August – Eine Douglas DC-3F der schwedischen AB Aerotransport (SE-BAY) schlug bei der Landung auf dem Flughafen Malmö-Bulltofta (Schweden) hart und mit sehr hoher Geschwindigkeit auf der Landebahn auf. Die Maschine überrollte das Landebahnende und krachte in einen Erdwall. Von den 5 Besatzungsmitgliedern, den einzigen Insassen auf dem von Amsterdam kommenden Frachtflug, kam eines ums Leben. Das Flugzeug wurde irreparabel beschädigt.[268]

- 12. August – Die Besatzung einer Douglas DC-4/C-54A-DO der argentinischen Flota Aérea Mercante Argentina (FAMA) (LV-ABL) verflog sich bei Nebel auf dem Weg nach Rio de Janeiro (Brasilien). Bei Cachoeiro de Itapemirim, sage und schreibe 330 Kilometer nordöstlich von Rio, wurde schließlich eine Notlandung durchgeführt, bei der das Flugzeug irreparabel beschädigt wurde. Alle Insassen überlebten den Unfall.[269]

- 21. August – Eine Curtiss C-46E-1-CS Commando der US-amerikanischen Slick Airways (NC59488) wurde in einer Höhe von etwa 10.000 Fuß (3.050 Metern) gegen die Flanke des Blue Bell Knoll Mountain geflogen, nahe Hanksville (Utah, USA). Als Ursache wurde festgestellt, dass die Piloten trotz Wetters für Instrumentenflugbedingungen im Sichtflug geflogen waren. Durch diesen CFIT (Controlled flight into terrain) wurden alle 3 Insassen getötet, zwei Besatzungsmitglieder und ein Passagier, die einzigen Insassen auf dem Frachtflug.[270]

- 23. August – Eine Avro Tudor 2 des Ministry of Supply (G-AGSU) stürzte nahe dem Werksflugplatz Woodford bei einem Testflug unmittelbar nach dem Start ab. Alle 6 Insassen, 4 Besatzungsmitglieder und 2 Passagiere, wurden getötet. Zu den Todesopfern gehörte Avros Chefkonstrukteur Roy Chadwick. Unfallursache war ein Fehler bei der Montage der Querruder des Prototyps.[271]

- 28. August – Eine Short Sandringham 6 der Det Norske Luftfartselskap (DNL) (LN-IAV) wurde in nur 290 Meter Höhe in die Flanke des 400 Meter hohen, im Nebel liegenden Berges Kvammetind geflogen. Die Maschine war auf dem Weg vom damaligen Seeflughafen Harstad/Narvik nach Bodø. Alle 35 Menschen an Bord (8 Besatzungsmitglieder, 27 Passagiere) wurden getötet. Dies war der schwerste Unfall einer Sandringham und zur damaligen Zeit der schwerste tödliche Luftverkehrsunfall in Norwegen.[272]

- 3. September – Eine Douglas DC-3/C-47A-65-DL der griechischen Hellenic Airlines (SX-BAB) wurde in sehr niedriger Höhe von einer Windscherung erfasst, als sie im Anflug auf den Flughafen Athen-Hassani (Griechenland) war. Die Maschine fiel an einem felsigen Uferabschnitt ins Meer, 4 Kilometer vom Flughafen entfernt. Dabei wurde das Cockpit zerstört, wobei 3 der 15 Besatzungsmitglieder des Trainingsfluges ums Leben kamen.[273]

- 13. September – Eine Douglas DC-3 der Philippine Airlines (PI-C59) wurde am Flughafen Zamboanga (Philippinen) irreparabel beschädigt. Nähere Einzelheiten sind derzeit nicht verfügbar. Über Personenschäden liegen keine Informationen vor.[274]

- 17. September – Eine Vickers Viking 1B der argentinischen Líneas Aéreas del Estado (LADE) (T-4) wurde bei einem Unfall auf dem Flughafen Buenos Aires–Jorge Newbery (Argentinien) irreparabel beschädigt. Über Personenschäden ist nichts bekannt.[275]

- 17. September – In einer Curtiss C-46E-1-CS Commando der US-amerikanischen Slick Airways (NC59495) ging im Anflug auf den Flughafen Burbank (Kalifornien, USA) der Treibstoff aus, weil vor dem Abflug in Denver (Colorado, USA) zu wenig Reserven getankt worden waren. Der Versuch, noch auf dem nord-südlichen Rollweg zu landen, ging auch schief. Das Flugzeug überrollte eine Landebahn, rutschte über eine Landstraße und dann Eisenbahngleise, bis sie irreparabel beschädigt zum Stillstand kam. Beide Piloten, die einzigen Insassen auf dem Frachtflug, überlebten den Unfall.[276]

- 20. September – Zwei Triebwerke einer Douglas DC-4 der US-amerikanischen Pan American World Airways (NC88911) fielen im Anflug auf den New Yorker LaGuardia Airport aus. Zudem entzündete ein Störlichtbogen die Fahrwerksreifen. Bei der Notlandung auf dem nahegelegenen Floyd Bennett Field setzte die Maschine kurz vor der Landebahnschwelle auf. Alle 41 Personen an Bord, fünf Besatzungsmitglieder und 36 Passagiere, überlebten den Unfall. Auslöser für das Feuer war unzureichende Isolation zwischen einer Stromschiene und der Halterung der Motorsteuerungsscheibe.[277]

- 4. Oktober 1947 – Eine Amiot AAC.1 (Junkers Ju 52) der Air France (F-BAJB) wurde auf dem Flughafen Pau-Pont Long-Uzein (Département Pyrénées-Atlantiques) irreparabel beschädigt. Über Personenschäden ist nichts bekannt.[278]

- 7. Oktober – Eine Sud-Est SE.161 Languedoc der Air France (F-BATY) wurde durch einen Unfall bei Bone (Frankreich) irreparabel beschädigt. Nähere Einzelheiten sowie Personenschäden sind nicht bekannt.[279]

- 16. Oktober – Die Flugbesatzung einer Bristol 170 Freighter Mk. I der Transports Aériens Intercontinentaux (TAI) (Kennzeichen F-BCJN) meldete auf dem Flug von Marseille nach Oran, dass sie ein Triebwerk hatte abstellen müssen. Die Maschine verunglückte im Mittelmeer querab von Cartagena, Spanien. Von den 43 Insassen konnten nur der Navigator und ein Passagier gerettet werden, die anderen 41 kamen ums Leben.[280][281]

- 23. Oktober – Eine Avro 691 Lancastrian B.3 der British South American Airways (G-AGUL) machte bei der Landung auf dem Flughafen London Heathrow (England) einen Ringelpiez und wurde dabei irreparabel beschädigt. Alle Insassen überlebten den Unfall.[282]

- (A) 24. Oktober – Eine Douglas DC-6 der United Airlines (NC37510) befand sich auf dem Flug von Los Angeles nach Chicago, als ein Feuer ausbrach. Das Flugzeug schlug 2,4 km vor der Landebahn des Bryce Canyon Airport (Utah) auf. Alle 52 Insassen kamen ums Leben (siehe United-Air-Lines-Flug 608).[283]

- 26. Oktober – Eine Douglas DC-4 der schwedischen AB Aerotransport (SE-BBG) flog in die westliche Flanke des Berges Hymettos nahe Athen. Die Maschine befand sich auf einem Flug von Istanbul über Athen, Rom, Genf und Kopenhagen nach Stockholm und war im Anflug auf den damals noch Athen-Hassani genannten Flughafen. Alle 44 Menschen an Bord wurden getötet, 8 Besatzungsmitglieder und 36 Passagiere.[284][285]

- 26. Oktober – Eine Douglas DC-4 der Pan American World Airways (NC88920) flog nach einer abgebrochenen Zwischenlandung auf dem Flughafen Annette Island (Alaska) bei schlechten Witterungsbedingungen gegen den Tamgas Mountain. Bei diesem CFIT (Controlled flight into terrain) wurden alle 18 Insassen getötet, 5 Besatzungsmitglieder und 13 Passagiere.[286]

- 18. November – Mit einer Lockheed L-049-46-26 Constellation der US-amerikanischen Trans World Airlines (TWA) (NC86507) kam es zu einer Bruchlandung am Flughafen Wilmington (Delaware) (Delaware, USA). Die auf einem Trainingsflug befindliche Maschine setzte 40 Meter vor der Landebahn auf und kollidierte mit einem Damm. Sie wurde wieder hochgeschleudert, schlug auf der Landebahn auf und rutschte 390 Meter weiter. Dabei drehte sie sich auf den Rücken, wobei die rechte Tragfläche abriss. Das freigewordenen Flugbenzin führte zu einer Explosion, die das Flugzeug zerstörte. Alle 5 Besatzungsmitglieder kamen ums Leben.[287]

- 18. November – Eine Bristol 170 Mk XI der schwedischen Charterfluggesellschaft Trafik-Turist-Transportflyg (SE-BNG) wurde in den Berg Santa Maria del Monte geflogen (CFIT, Controlled flight into terrain). Auf dem Weg von Äthiopien nach Schweden flog die Maschine auf der Teilstrecke von Catania zum Flughafen Rom-Ciampino in die Berge. Von den 25 Insassen wurden 21 getötet.[288][289][290]

- 23. November – Eine Bristol 170 Freighter Mk. IA der britischen Herstellerfirma Bristol Aeroplane Company (G-AIMC) verunglückte bei der Landung auf dem Flugplatz Wau (Niederländisch-Indien, heute Papua-Neuguinea). Die Maschine landete bergauf auf der schrägen Landebahn von Wau. Am Ende der Landebahn versagte das Bremsseil, wodurch das Flugzeug rückwärts lief und in einem Graben landete. Es wurde irreparabel beschädigt. Alle 5 Besatzungsmitglieder, die einzigen Insassen auf dem Vorführflug, überlebten den Unfall.[291][292]

- 27. November – Eine Douglas DC-3/C-47-DL der US-amerikanischen Columbia Air Cargo (NC95486) wurde viel zu tief angeflogen und kollidierte etwa 1600 Meter nordöstlich des Zielflughafens Yakutat (Alaska, USA) mit einer Fichte, stürzte ab und fing Feuer. Durch diesen CFIT (Controlled flight into terrain) wurden alle 13 Insassen getötet, beide Besatzungsmitglieder und 11 Passagiere.[293]

- 30. November – Eine Douglas DC-4/C-54A-1-DO der US-amerikanischen Alaska Airlines (NC91009) setzte bei der Landung auf dem Flughafen Seattle-Tacoma (US-Bundesstaat Washington) sehr spät und mit überhöhter Geschwindigkeit auf. Die Maschine überrollte das Landebahnende, geriet nach 70 Metern eine 7 Meter hohe Böschung hinunter, kreuzte unter Verlust der linken Tragfläche und des linken Hauptfahrwerks einen Graben und dann eine Straßenkreuzung, wobei sich das ausgetretene Flugbenzin entzündete und das Wrack in Flammen hüllte. Von den 28 Insassen wurden 8 getötet, ein Besatzungsmitglied und 7 Passagiere, sowie eine Person in einem Wagen auf der Kreuzung.[294]

- 12. Dezember – Eine Douglas DC-3/C-47A-30-DK der Air Algérie (F-BCYF) wurde am Flughafen Paris-Orly (Frankreich) irreparabel beschädigt. Über Personenschäden ist nichts bekannt.[295]

- 22. Dezember – Eine Douglas DC-3/C-47A-80-DL der spanischen Iberia (EC-ACG) wurde am Flughafen Madrid-Barajas (Spanien) irreparabel beschädigt. Über Personenschäden ist nichts bekannt.[296]

- 26. Dezember – Eine Douglas DC-3/C-47A-DL der Philippine Airlines (PI-C36) wurde auf dem Flughafen Manila (Philippinen) durch einen Taifun irreparabel beschädigt. Über Personenschäden ist nichts bekannt.[297]

- 26. Dezember – Eine Douglas DC-3 der Philippine Airlines (PI-C10) wurde auf dem Flughafen Manila (Philippinen) durch einen Taifun irreparabel beschädigt. Über Personenschäden ist nichts bekannt.[298]

- 26. Dezember – Eine Douglas DC-3 der Philippine Airlines (PI-C3) wurde auf dem Flughafen Manila (Philippinen) durch einen Taifun irreparabel beschädigt. Über Personenschäden ist nichts bekannt.[299]

- 26. Dezember – Eine Douglas DC-3 der Philippine Airlines (PI-C53) wurde auf dem Flughafen Manila (Philippinen) durch einen Taifun irreparabel beschädigt. Über Personenschäden ist nichts bekannt.[300]

- (A) 27. Dezember – Eine Douglas DC-3 der Air India (VT-AUG) stürzte auf dem Flug vom Flughafen Karachi zum Flughafen Bombay-Santacruz bei Korangi (heute Pakistan) ab. Ursache war Kontrollverlust, nachdem die Besatzung trotz defekter Instrumentenbeleuchtung zu dem Nachtflug gestartet war. Alle 23 Personen an Bord kamen ums Leben (siehe auch Flugunfall der Air India bei Karatschi).[301]

- 27. Dezember – Mit einer Douglas DC-3/C-47A-5-DK der niederländischen KLM Royal Dutch Airlines (PH-TCV) wurde im Anflug auf den Flughafen Leeuwarden (Niederlande) durchgestartet, da die Piloten in starkem Regen und niedriger Wolkendecke den Flugplatz nicht sehen konnten. Dabei kollidierte die linke Tragfläche mit dem 70 Meter hohen Turm der Kirche St. Bonifatius, wobei die äußeren drei Meter der linken Tragfläche abrissen. Es gelang den Piloten dennoch, in einem Feld nahe Boxum (rund 6 Kilometer südwestlich der Kirche) eine Bauchlandung durchzuführen. Da das Flugzeug auch noch über drei Gräben schleuderte, wurde es irreparabel beschädigt. Alle 15 Insassen, fünf Besatzungsmitglieder und 10 Passagiere, überlebten den Unfall.[302]

- 29. Dezember – Es kam zur Bruchlandung einer Vickers Viking 1B der Det Danske Luftfartselskab (DDL) (OY-DLI). Die Maschine kam aus Paris und flog während des Landeanflugs auf den Flughafen Kopenhagen in den Öresund. Alle 24 Menschen an Bord überlebten.[303]

### 1948
- Im Jahr 1948 (genaues Datum unbekannt) wurde eine Douglas DC-4/C-54A-15-DC der US-amerikanischen Trans Caribbean Airways (Luftfahrzeugkennzeichen NC54083) an einem unbekannten Ort irreparabel beschädigt. Über Personenschäden ist nichts bekannt.[304]

- Im Jahr 1948 (genaues Datum unbekannt) wurde eine Curtiss C-46A-40-CU Commando der kolumbianischen Linea Aérea Transatlantica Colombia (LATCO) (HK C-66) an einem unbekannten Ort irreparabel beschädigt. Über Personenschäden liegen keine Informationen vor.[305]

- 6. Januar – Eine Vickers Viking 1B der British European Airways (BEA) (G-AHPK) verunglückte beim Durchstarten auf dem Flughafen Northolt (Vereinigtes Königreich). Trotz mehrfachen Durchstartens bei schlechter Sicht wurde nicht zu einem anderen Flugplatz ausgewichen. Stattdessen streifte das Flugzeug im Tiefflug Bäume und schlug in einem gepflügten Acker auf. Bei diesem CFIT (Controlled flight into terrain) wurde ein Besatzungsmitglied getötet, die anderen 17 Insassen überlebten.[306]

- 6. Januar – Eine Douglas DC-3D der Air France (F-BAXC) kollidierte nahe Gonesse (Département Val-d’Oise) im Anflug auf den Flughafen Paris-Le Bourget mit Bäumen und stürzte etwa 1,5 Kilometer vor dem Ziel ab. Beitragende Faktoren waren Pilotenfehler und schlechtes Wetter. Alle 16 Insassen, fünf Besatzungsmitglieder und 11 Passagiere, wurden getötet.[307]

- 11. Januar – Eine Douglas DC-3/C-47-DL der Dominicana de Aviacion (HI-6) wurde nahe Yamasá (Dominikanische Republik) in eine Bergflanke geflogen. Bei diesem CFIT (Controlled flight into terrain) wurden alle 32 Insassen getötet, zwei Besatzungsmitglieder und 30 Passagiere.[308]

- 13. Januar – Mit einer Douglas DC-4/C-54A-5-DO der argentinischen Flota Aérea Mercante Argentina (FAMA) (LV-AFG) kam es bei Ponte Galeria, 23 Kilometer östlich des Startflughafens Rom-Ciampino (Italien), zu einer Bruchlandung, ausgelöst durch einen Triebwerksbrand. Alle 7 Insassen, 6 Besatzungsmitglieder und ein Passagier, überlebten den Unfall auf dem Testflug.[309]

- 13. Januar – Eine Douglas DC-3A-228F der Mexicana de Aviación (XA-GOC) verunglückte am Flughafen Guaymas (Mexiko) und wurde irreparabel beschädigt. Nähere Einzelheiten sind derzeit nicht verfügbar, auch über Personenschäden ist nichts bekannt.[310]

- 20. Januar – Eine Curtiss C-46 Commando der China National Aviation Corporation (CNAC) (Luftfahrzeugkennzeichen unbekannt) stürzte während des Starts vom Flughafen Mukden (Liaoning, China) in einem Schneesturm ab. Die Maschine stieg auf etwa 20 Meter Höhe, kippte nach vorne und stürzte ab. Von den 54 Insassen auf dem Evakuierungsflug kamen 11 ums Leben.[311]

- 21. Januar – Eine Lockheed L-649 Constellation der US-amerikanischen Eastern Air Lines (NC111A) wurde bei der Landung auf dem Flughafen Boston-Logan (Massachusetts, USA) irreparabel beschädigt. Die Landebahn war mit 13 mm Neuschnee bedeckt, vor allem aber auch mit Schneeverwehungen. Nach der Kollision des linken Hauptfahrwerks mit einer solchen drehte sich die Maschine nach links und krachte dort in einen größeren Schneehaufen, woraufhin ein Feuer in der Tragfläche ausbrach. Alle 25 Insassen, fünf Besatzungsmitglieder und 20 Passagiere, überlebten. Die Unfallermittler sahen die Schuld für den Totalschaden beim Flughafenbetreiber, bei dem örtlichen Betriebsinspektor der Luftfahrtbehörde CAA und beim Stationsleiter der Fluggesellschaft, die alle nicht für einen ordnungsgemäßen Zustand der Landebahnoberfläche gesorgt hatten.[312]

- 21. Januar – An einer Douglas DC-3 der Philippine Airlines (PI-C145) wurde vor der Landung auf dem Flughafen Iloilo-Mandurriao (Philippinen) das Fahrwerk nicht ausgefahren. Es kam zu einer Bauchlandung, das Flugzeug wurde irreparabel beschädigt. Alle Insassen überlebten den Unfall.[313]

- 25. Januar – Eine Bristol 170 Mk.21E der französischen Société Indochinoise de Transport Aériens (SITA) (F-BCJA) verunglückte im Mittelmeer nahe Zypern auf einem Überführungsflug nach Indochina. Alle 5 Besatzungsmitglieder kamen ums Leben.[314]

- 26. Januar – Eine SNCASE Languedoc der Air France (F-BCUC) stürzte auf einem Trainingsflug etwa 8 km südlich des Flughafens Paris-Le Bourget in eine Möbelfabrik im Pariser Vorort Romainville. Alle 9 Besatzungsmitglieder wurden getötet.[315]

- 27. Januar – Eine Douglas DC-3/C-47 der Transportes Aéreos Portugueses (CS-TDB) verunglückte auf einem Trainingsflug bei schlechtem Wetter südlich von Lissabon. Alle drei Menschen an Bord kamen ums Leben.[316]

- (A) 28. Januar – Eine Douglas DC-3/C-47B-40-DK der US-amerikanischen Airline Transport Carriers (NC36480) stürzte nahe Coalinga (Kalifornien, USA) ab, nachdem zunächst das Triebwerk Nr. 1 (links) Feuer gefangen hatte. Danach kam es zu einer Explosion, woraufhin die linke Tragfläche abriss und die Maschine abstürzte. Das Feuer war entstanden, weil die linke Treibstoffpumpe ein größeres Leck entwickelt hatte und das Flugbenzin auf die heißen Auspuffohre sprühte. Unabhängig davon waren in dem für 26 Passagiere zugelassenen Flugzeug drei mehr an Bord, die ohne Anschnallgurte auf dem Gepäck sitzen mussten. Alle 32 Insassen, drei Besatzungsmitglieder und 29 Passagiere, kamen ums Leben (siehe auch Flugunfall der Airline Transport Carriers bei Coalinga 1948).[317]

- (A) 30. Januar – Eine Avro Tudor 4B der British South American Airways (G-AHNP) mit 31 Menschen an Bord verschwand auf dem Flug von Santa Maria auf den Azoren nach Bermuda. Die Unfallursache konnte nicht aufgeklärt werden. Es wurde gemutmaßt, dass ein Kerosinverlust zu dem Verschwinden beigetragen haben könnte (siehe auch Verschwinden der Star Tiger).[318][319]

- 4. Februar – Eine Sud-Est SE.161/P7 Languedoc der Air France (F-BATK) wurde am Flughafen Marseille-Marignane (Frankreich) als Totalschaden abgeschrieben. Nähere Einzelheiten sowie Informationen über Personenschäden sind nicht bekannt.[320]

- 6. Februar – Eine Vickers Viking 1B der Air India (VT-CLY) verunglückte auf dem Flug vom Flughafen Kalkutta-Dum Dum zum Flughafen Bombay-Santacruz. Nach einem Triebwerkausfall missglückte dort die Landung, aber alle 19 Insassen überlebten.[321]

- 10. Februar – Eine Douglas DC-3/C-47B-30-DK der niederländischen Interinsulair Bedrijf, Tochtergesellschaft der KLM (später Garuda Indonesia), (PK-REA) verunglückte auf dem Flug von Bandung nach Batavia (Niederländisch-Indien) (heute Jakarta) in der Nähe von Padalarang (heute in Indonesien). Alle 19 Insassen, vier Besatzungsmitglieder und 15 Passagiere, kamen ums Leben. Nähere Einzelheiten sind derzeit nicht verfügbar. Das Flugzeug wurde irreparabel beschädigt.[322]

- 10. Februar – Eine Sud-Est SE.161/P7 Languedoc der Air France (F-BATH) wurde in Paris irreparabel beschädigt.[323]
- (A) 12. Februar – Gegen 13:25 Uhr kollidierte ein Verkehrsflugzeug des Typs Douglas DC-3 (C-53) der dänischen Fluggesellschaft Det Danske Luftfartselskab (DDL) (OY-DCI) auf dem Flug von Kopenhagen über Frankfurt nach Zürich bei Ulrichstein, Hessen, mit dem Vogelsberg. Während des Sinkfluges zum Flughafen Frankfurt in schlechtem Wetter meldeten die Piloten einen Triebwerksausfall und das Unvermögen, die Flughöhe zu halten. Sie planten eine Notlandung in einem Feld bei Ulrichstein. Dabei riss jedoch eine Tragfläche ab. Von den 21 Insassen kamen 12 ums Leben (siehe auch Flugunfall bei Ulrichstein 1948).[324][325]

- 22. Februar – Eine Douglas DC-3 der philippinischen Commercial Airways (PI-C262) stürzte kurz nach dem Start vom Flughafen Mati (Philippinen) ab. Alle 12 Insassen, drei Besatzungsmitglieder und 9 Passagiere, kamen ums Leben.[326]

- 2. März – Eine Douglas DC-3C der belgischen Sabena (OO-AWH) verunglückte nach einem Ground Controlled Approach am Flughafen London Heathrow. Während des Unfalls herrschte eine Sichtweite von nur ungefähr 180 Metern. Von den 22 Insassen kamen 20 ums Leben, alle drei Crewmitglieder und 17 Passagiere.[327]

- (A) 10. März – Eine Douglas DC-4 der US-amerikanischen Delta Air Lines (NC37478) ging nach einem zunächst normalen Startvorgang vom Chicago Municipal Airport (dem heutigen Midway Airport) (Illinois, USA) in etwa 60 Meter Höhe in einen fast senkrechten Steigflug über. Es kam zum Strömungsabriss und Absturz, der noch leicht abgefangen werden konnte. Von den 13 Insassen überlebte nur ein einziger Passagier (siehe auch Delta-Air-Lines-Flug 705).[328]

- 10. März – Eine Douglas DC-4/C-54B-1-DC der US-amerikanischen American Airlines (NC90426) kollidierte beim Start vom Flughafen Tulsa (Oklahoma, USA) mit einer nicht geräumten Schneewehe. Dadurch wurde das Bugfahrwerk dermaßen beschädigt, dass es sich nicht einfahren ließ. Bei der Notlandung auf dem Flughafen Dallas-Love Field wurde das Flugzeug deshalb irreparabel beschädigt. Alle 36 Insassen, drei Besatzungsmitglieder und 33 Passagiere, überlebten den Unfall.[329]

- (A) 12. März – Eine Douglas DC-4/C-54G-1-DO der US-amerikanischen Northwest Airlines (NC95422) wurde in einer Höhe von 11.000 Fuß (3.350 Metern) in den 16.237 Fuß (4.949 Meter) hohen Berg Mount Sanford (Alaska, USA) geflogen. Die Maschine befand sich auf dem Weg von Anchorage-Merrill Field zum Flughafen New York-LaGuardia, als sie im Reiseflug von der sicheren Luftstraße abwich und in den Berg flog. Bei diesem CFIT (Controlled flight into terrain) wurden alle 30 Insassen, sechs Besatzungsmitglieder und 24 Passagiere, getötet. Das Wrack wurde erst gut 50 Jahre später, im Jahr 1999 gefunden (siehe auch Northwest-Airlines-Flug 4422).[330]

- 13. März – Eine Douglas DC-3A der brasilianischen Cruzeiro do Sul (PP-CBX) kollidierte im Anflug auf den Flughafen São Paulo–Congonhas (São Paulo, Brasilien) mit dem Bergrücken Sierra Cristais, 32 Kilometer vom Zielflughafen entfernt. Alle 6 Insassen, 4 Besatzungsmitglieder und 2 Passagiere, wurden getötet.[331][332]

- 15. März – Eine Douglas DC-3/C-47-DL der kolumbianischen Agencia Interamericana de Aviación – AIDA (C-1002) wurde gegen die Flanke des Berges Alto El Arrastradero geflogen, 51 Kilometer ostnordöstlich des Ziels, dem Flughafen Bogotá-Techo (Kolumbien). Durch diesen CFIT (Controlled flight into terrain) wurden 14 der 15 Insassen getötet, alle vier Besatzungsmitglieder und 10 Passagiere; lediglich ein 14-jähriges Mädchen überlebte.[333]

- 27. März – Eine Vickers Viking 1B der Indian National Airways (VT-CEL) wurde auf dem Weg von Rom nach London bei schlechter Sicht in einer Höhe von etwa 2400 m gegen die Ostseite des Monte Cardo in Frankreich geflogen. Es handelte sich um einen Controlled flight into terrain. Alle 15 Passagiere und die 4 Besatzungsmitglieder kamen dabei ums Leben.[334]

- (A) 5. April – Eine Vickers Viking 1B der British European Airways (BEA) (G-AIVP) kollidierte während des Landeanflugs mit einem sowjetischen Jagdflugzeug des Typs Jakowlew Jak-3 und stürzte außer Kontrolle rund drei Kilometer vom Flugplatz Berlin-Gatow, Deutschland, entfernt ab. Der sowjetische Pilot hatte dort verbotswidrig Kunstflug betrieben. Alle 15 Menschen in den beiden Maschinen wurden getötet (siehe auch Flugzeugkollision bei Berlin-Gatow 1948).[335]

- (A) 10. April – Eine Douglas DC-4-1009 der Air France (F-BBDC) verunglückte beim Start zu einem Positionierungsflug auf dem Flughafen Kano (Nigeria). Aufgrund eines blockierten Bugfahrwerks geriet das Flugzeug schon nach 480 Metern von der Startbahn ab, kreuzte eine andere Bahn und einen Graben, beschleunigte weiter immer noch mit Vollgas, und schlug schließlich in ein Gebäude ein. Dabei wurde von den 6 Besatzungsmitgliedern, den einzigen Insassen, eines getötet (siehe auch Flugunfall der Air France in Kano 1948).[336]

- 11. April – Eine Bristol 170 Mk.21 der französischen Compagnie Air Transport (F-BENG) flog nach dem Start vom Flughafen Gibraltar zu einem Frachtflug nach Casablanca bei Algeciras in die Berge. Die Piloten hatten die vorgeschriebene Linkskurve unmittelbar nach dem Start nicht ausgeführt, sondern waren immer weiter geradeaus geflogen, bis sie in rund 800 Metern Höhe mit dem Gelände kollidierten. Alle drei Besatzungsmitglieder wurden getötet.[337][338]

- (A) 15. April – Eine Lockheed L-049 Constellation der US-amerikanischen Pan American World Airways (Pan Am) (NC88858) schlug bei Nacht vor der Landebahnschwelle des Flughafens Shannon auf und kollidierte mit einem Steinwall. Ein wichtiger Teil der Instrumentenbeleuchtung war defekt und bei der vorhergehenden Zwischenlandung in London nicht repariert worden. Das Fahrwerk und alle vier Triebwerke wurden abgerissen, der Rumpf zerbrach in drei Stücke und rutschte noch knapp 200 Meter weiter. Bei dem Unfall kamen 30 der 31 Insassen ums Leben; es überlebte nur ein Fluggast (siehe auch Pan-Am-Flug 1-10).[339]

- 20. April – Eine Douglas DC-3/C-47A-25-DK der Philippine Airlines (PI-C14) stürzte kurz vor der Landung auf dem Flugplatz Jolo (Philippinen) in eine Bananenplantage und wurde irreparabel beschädigt. Alle 13 Insassen, drei Besatzungsmitglieder und 10 Passagiere, überlebten den Unfall. Je ein Pilot und Passagier wurden verletzt.[340]

- 21. April – Eine Vickers Viking 1B der British European Airways (BEA) (G-AIVE) wurde im Anflug auf den Flughafen Glasgow-Renfrew (Schottland) in den nur 484 Meter hohen Berg Irish Law geflogen. Diesen CFIT (Controlled flight into terrain) überlebten erstaunlicherweise alle 20 Insassen.[341]

- 1. Mai – Eine Douglas DC-6 der niederländischen KLM Royal Dutch Airlines (PH-TKW) verunglückte bei einem Trainingsflug auf dem Flughafen Amsterdam Schiphol (Niederlande). Der Trainingskapitän wollte einen Triebwerksausfall beim Start demonstrieren. Nach dem Abheben des Bugrads bei einer Geschwindigkeit von 169 km/h zog er den Gashebel des Triebwerks Nr. 1 (links außen) zurück. Das Flugzeug driftete nach links von der Startbahn herunter, die rechte Seite hob ab, aber die linke Tragfläche kollidierte mit einem Erdwall, anschließend endete das Ganze in einem Graben. Das gerade erst 8 Tage zuvor an KLM gelieferte Flugzeug wurde zum Totalschaden. Alle 5 Besatzungsmitglieder, die einzigen Insassen, überlebten den Unfall.[342]

- (A) 12. Mai (in manchen Quellen 13. Mai) – Die Douglas DC-4 OO-CBE der belgischen Sabena geriet auf einem Inlandsflug von Léopoldville (Kongo) nach Libenge in einen Tornado und stürzte in ein Waldgebiet. Von den 32 Insassen kamen 31 ums Leben (siehe auch Flugunfall der Sabena bei Magazini).[343][344]

- 13. Mai – Eine Handley Page Halifax C.VIII der französischen Transports Aériens Intercontinentaux (TAI) (F-BCJX) überrollte das Landebahnende am Flugplatz Bovingdon und blieb schließlich im Flughafenzaun hängen. Die dreiköpfige Besatzung blieb unverletzt. Das auf die Gesellschaft Société Aero Cargo registrierte Flugzeug wurde irreparabel beschädigt.[345][346]

- 14. Mai – Bei einer Vickers Viking 1B der argentinischen Flota Aérea Mercante Argentina (FAMA) (LV-AFL) kam es auf einem Testflug zu Triebwerksproblemen. Die Piloten entschieden sich für eine Notlandung auf dem Flughafen Junin (Argentinien), 210 Kilometer westlich des Zielflughafens Buenos Aires-Jorge Newbery gelegen. Bei schlechter Sicht kam es jedoch zu einer Bruchlandung auf Ackerland, was zum Zusammenbrechen des Fahrwerks und Ausbruch von Feuer führte. Alle 5 Besatzungsmitglieder überlebten die Bruchlandung unverletzt.[347]

- 15. Mai – Eine Douglas DC-3/C-49K der südafrikanischen Mercury Aviation Services (ZS-BWY) wurde bei Vrede (Südafrika) gegen den Berg Spitzkop geflogen. Die Maschine war in widrigem Wetter 13 Kilometer vom Kurs abgewichen. Durch diesen CFIT (Controlled flight into terrain) wurden alle 13 Insassen getötet, fünf Besatzungsmitglieder und 8 Passagiere.[348]

- 16. Mai – In einer Curtiss C-46E-1-CS Commando der US-amerikanischen Slick Airways (NC59489) brach bei extremer Turbulenz die innere Rumpfstruktur unter der Seitenflosse, so dass das Seitenruder blockiert wurde. Die Maschine trudelte 4 Kilometer vom Flughafen Port Columbus (Ohio, USA) entfernt in den Boden. Beide Piloten, die einzigen Insassen auf dem Frachtflug, kamen ums Leben.[349]

- 17. Mai – Eine Douglas DC-3 der Philippine Airlines (PI-C143) verunglückte beim Start vom Flugplatz Cebu-Lahug (Philippinen). Das Flugzeug wurde irreparabel beschädigt. Alle 17 Insassen, drei Besatzungsmitglieder und 14 Passagiere, überlebten den Unfall.[350]

- 20. Mai – Eine Douglas DC-3/C-47A-30-DK der britischen Air Transport Charter (G-AJBG) wurde auf einem Frachtflug mit Früchten vom französischen Valence zum Flugplatz Bovingdon (England) in den Boden geflogen. Im Anflug unter einer niedrigen Wolkendecke streifte das Flugzeug Bäume und stürzte ab. Bei diesem CFIT (Controlled flight into terrain) wurden drei der vier Besatzungsmitglieder getötet.[351]

- 20. Mai – Mit einer Handley Page Halifax C.VIII der französischen Transports Aériens Intercontinentaux (TAI) (F-BCJT) kam es zu einer Bruchlandung auf dem Flughafen Le Bourget, Frankreich. Die dreiköpfige Besatzung überlebte ohne Verletzungen. Das auf die Gesellschaft Société Auxiliaire de Navigation Aérienne (SANA) registrierte Flugzeug wurde jedoch irreparabel beschädigt.[352][353]

- 31. Mai – Auf dem Linienflug nach Paris mit Zwischenlandung in Straßburg fielen drei der vier Motoren einer Sud-Est SE.161 Languedoc der polnischen Polskie Linie Lotnicze LOT (SP-LDA) aus. Dem Piloten Wiktor Pełka gelang eine Außenlandung bei Reims. Die Insassen blieben unverletzt. Der Schaden an der Maschine wurde als reparabel eingestuft und in Frankreich behoben. Wegen fehlender Devisen wurde das Flugzeug von der LOT jedoch nicht abgeholt.[354]

- 8. Juni – Eine Douglas C-47 (DC-3) der Transportes Aéreos Portugueses (CS-TDF) verunglückte auf einem Trainingsflug am Flughafen Lissabon-Portela, nachdem beim Start ein Triebwerk abgestellt worden war. Alle fünf Insassen überlebten den Unfall; das Flugzeug wurde zum Totalschaden.[355]

- 14. Juni – Eine Sud-Est SE.161/P7 Languedoc der Air France (F-BATG) fing auf dem Flugplatz Coulommiers (Département Seine-et-Marne) beim Betanken Feuer. Ein Pilot und die acht anderen Insassen konnten sich retten, bevor das Flugzeug komplett ausbrannte.[356]

- 16. Juni – Eine Douglas DC-4-1009 der niederländischen KLM Royal Dutch Airlines (PH-TCF) wurde im Anflug auf den Flughafen Amsterdam Schiphol (Niederlande) trotz mehrfacher Warnungen des Flugingenieurs durch den Kapitän derart langsam und tief angeflogen, dass sie weit vor der Landebahn Bäume berührte und 175 Meter vor der Bahn auf die Kante eines Grabens prallte, wieder hochsprang und auf der Landebahn aufschlug. Dies war so heftig, dass das Flugzeug irreparabel beschädigt war. Bei diesem CFIT (Controlled flight into terrain) überlebten alle 27 Insassen, sieben Besatzungsmitglieder und 20 Passagiere.[357]

- (A) 17. Juni – Die Besatzung einer Douglas DC-6 der US-amerikanischen United Airlines (NC37506) hatte wegen eines Feueralarms den Laderaum mit Kohlenstoffdioxid (CO2) gefüllt. Beim anschließenden Sinkflug mit Neigung der Nase nach unten begann durch ein Ventil vom Laderaum das CO2 in das Cockpit zu kriechen, wodurch die Besatzung handlungsunfähig wurde. Die Maschine geriet in einen unkontrollierten Flugzustand und stürzte bei Mount Carmel (Pennsylvania) in eine Schneise mit Hochspannungsleitungen. Unter den 43 Insassen gab es keine Überlebenden (siehe auch United-Air-Lines-Flug 624).[358][359]

- 1. Juli – Eine Fiat G.212CP der Avio Linee Italiane (I-ELSA) stürzte nahe der belgischen Ortschaft Keerbergen im Anflug auf den falschen Flugplatz ab. Vier Crewmitglieder und vier der sieben Passagiere starben.[360]

- 2. Juli – Eine privat betriebene US-amerikanische Douglas DC-3A (NC75984) flog gegen den 5636 Meter hohen Vulkan Citlaltépetl (Mexiko). Die Maschine war auf dem Weg vom Flughafen Minatitlán (Veracruz) zum Flughafen Mexiko-Stadt. Alle 16 Insassen, drei Besatzungsmitglieder und 13 Passagiere, kamen ums Leben.[361]

- 4. Juli – Eine erst zwei Monate alte Douglas DC-6 der SAS Scandinavian Airlines (SE-BDA) stieß im Flug über Großbritannien mit einer Avro York C.1 der Royal Air Force (MW248) zusammen. Beide Maschinen waren im Anflug auf den Flughafen Northolt, kollidierten gut 6 Kilometer nördlich des Flugplatzes und stürzten ab. Alle 32 Menschen an Bord der DC-6 sowie die sieben Insassen der York kamen ums Leben.[362][363][364]

- 7. Juli – Eine Douglas DC-3/C-47-DL der französischen Aigle Azur (F-BCYP) wurde im Distrikt Djiring (heute Di Linh) auf dem Weg vom Flughafen Saigon/Tan-Son-Nhat zum Flughafen Da Lat/Lien Khuong in einen Berg geflogen (CFIT, Controlled flight into terrain). Alle 16 Insassen, 3 Besatzungsmitglieder und 13 Passagiere wurden getötet.[365]

- 10. Juli – Die Besatzung einer Curtiss C-46D-15-CU Commando der kubanischen Expreso Aéreo Interamericano (CU-P198) hatte beim Abflug in Havanna zu wenig getankt. Deshalb ging der Maschine kurz vor dem Ziel, dem Flughafen Caracas (Venezuela), das Benzin aus. Beide Triebwerke blieben stehen, das Flugzeug schlug kurz vor dem Flughafen im Wasser auf und sank. Alle drei Besatzungsmitglieder, die einzigen Insassen auf dem Frachtflug, überlebten den Unfall.[366]

- 12. Juli – Mit einer eine Douglas DC-4-1009 der französischen Air France (F-BBDL) kam es auf dem Flughafen Paris-Orly (Frankreich) zu einer Bruchlandung. Die Maschine fing Feuer und brannte aus. Alle 12 Insassen, vier Besatzungsmitglieder und 8 Passagiere, überlebten den Unfall.[367]

- 14. Juli – Eine Douglas DC-3/C-47B-10-DK der British Overseas Airways Corporation (BOAC) (G-AGKN) wurde auf einem Frachtflug von Malta zum Flughafen Toulon-Hyères (Département Var) südwestlich von Toulon in wolkenverhangene Klippen geflogen. Bei diesem CFIT (Controlled flight into terrain) wurden alle 6 Insassen getötet, vier Besatzungsmitglieder und 2 Passagiere.[368]

- 14. Juli – Die Piloten einer Douglas DC-3/C-47A-70-L der Aerovías Brasil (PP-AVO) verloren während des Starts vom Flughafen Belem-Val de Can (Brasilien) in einer Linkskurve die Kontrolle, was zum Absturz führte. Die auf einem Frachtflug befindliche Maschine hätte frühestens in 100 Metern Höhe eingekurvt werden dürfen. Von den sechs Insassen kamen 5 ums Leben, drei Besatzungsmitglieder und beide Passagiere.[369]

- (A) 16. Juli – Eine Consolidated PBY-5A Catalina der Cathay Pacific (VR-HDT) wurde auf einem Flug von Macau nach Hongkong von vier Männern entführt. Kurz nach dem Start kam der Kapitän beim Handgemenge ums Leben und das Flugzeug stürzte in den Perlfluss bei Zhuhai. Bis auf einen der Entführer überlebte den Absturz niemand, insgesamt starben 25 Personen (siehe auch Entführung der Miss Macao).[370]

- 20. Juli – Der Prototyp des schweren französischen Transportflugzeugs SNCAC NC.211 Cormoran verunglückte auf seinem Jungfernflug etwa 20 Minuten nach dem Start. Er sollte vom Flugplatz Toussus-le-Noble, wo er gebaut worden war, für die Flugerprobung zum Militärflugplatz Villacoublay überführt werden. Im Anflug stürzte er aus einer Höhe von 250 Metern etwa einen Kilometer östlich des Zielflugplatzes Villacoublay in einen Wald, als die Landeklappen auf die Stellung 40° ausgefahren wurden. Die Maschine fing Feuer und brannte aus. Alle fünf Besatzungsmitglieder kamen ums Leben.[371][372]

- 29. Juli – Eine Curtiss C-46D-20-CU Commando der chinesischen Civil Air Transport (XT-822) geriet nach dem Start vom Flughafen Qingdao-Liuting (China) in 100 Metern Höhe ins Trudeln und stürzte ab. Alle 19 Insassen, drei Besatzungsmitglieder und 16 Passagiere, kamen ums Leben.[373]

- 30. Juli – Auf einer Douglas DC-3/C-47A-1-DK der British European Airways (BEA) (G-AGIX) musste während des Fluges von Edinburgh zum Flughafen Northolt das Treibwerk Nr. 2 (rechts) abgestellt werden. Durch die erforderliche Höchstleistung wurde dann das Triebwerk Nr. 1 (links) überlastet. Beim Versuch, in der Dämmerung auf dem Flugplatz Sywell notzulanden, streifte das Flugzeug eine Hochspannungsleitung; es kam zu einer Bauchlandung in einem Weizenfeld. Alle 19 Insassen überlebten den Unfall, fünf Besatzungsmitglieder und 14 Passagiere. Das Flugzeug wurde irreparabel beschädigt.[374]

- (A) 1. August – Ein sechsmotoriges Flugboot des Typs Latécoère 631 der Air France (F-BDRC) befand sich auf dem Flug von Fort-de-France, Martinique, nach Port Etienne (heute Nouadhibou, Mauretanien). Das Flugboot verschwand über dem Atlantischen Ozean vor Afrika, etwa 1900 km westlich Dakar, Senegal. Einige verbrannte Wrackteile wurden später gefunden, keine Spur jedoch von den 52 Menschen an Bord (siehe auch Air-France-Flug 072).[375][376]

- 1. August – Mit einer Avro Lancastrian XPP der pakistanischen Onzeair (AP-ACM) kam es im Anflug auf den Militärflugplatz Karatschi-Mauripur (Pakistan) zu einem Strömungsabriss. In einer Höhe von etwa 300 Fuß schien das Flugzeug zu schweben, bevor es in einen fast senkrechten Steigflug überging. Es kippte nach links weg und stürzte ab. Alle 4 Besatzungsmitglieder, die einzigen Insassen auf dem Frachtflug, kamen ums Leben. Gründe waren eine Fehleinschätzung des Kapitäns, der es zuließ, dass das Flugzeug im Landeanflug zum Strömungsabriss kam. Die Ursachen dafür waren wahrscheinlich: a) Überladung; b) schlechte Beladung mit zu weit hinten liegendem Schwerpunkt; c) Bewegung der Ladung aufgrund mangelnder Sicherung.[377]

- 10. August – Eine Curtiss C-46F-1-CU Commando der US-amerikanischen Skyways International Trading and Transport (NC1650M) wurde auf der Pyote Air Force Base (Texas, USA) durch einen Tornado irreparabel beschädigt. Personen kamen nicht zu Schaden.[378]

- 12. August – Eine Canadair North Star der Trans-Canada Air Lines (CF-TEL) kollidierte bei der Landung auf dem Flughafen von Sydney (Nova Scotia), Kanada, mit einem unbeleuchteten Erdhaufen am Landebahnanfang. Alle 17 Insassen überlebten; das Flugzeug wurde zum Totalschaden.[379]

- 27. August – An einer Avro Lancastrian C.1 der British Overseas Airways Corporation (BOAC) (G-AGMB) kam es eine Stunde nach dem Start in Richtung Colombo zu niedrigem Öldruck in einem der Triebwerke. Dies zwang den Kapitän zur Rückkehr nach Singapur. Bei der Landung auf dem Militärflugplatz Tengah (Singapur) geriet das Flugzeug über die Landebahn hinaus auf unwegsames Gelände. Dabei wurde es irreparabel beschädigt. Alle 18 Insassen, Besatzungsmitglieder und Passagiere, überlebten den Unfall.[380]

- (A) 29. August – Eine Martin 202 der US-amerikanischen Northwest Airlines (NC93044) zerbrach sieben km nordwestlich Winona (Minnesota), USA, beim Durchflug eines Gewitters. Keiner der 37 Insassen überlebte (siehe auch Northwest-Airlines-Flug 421).[381]

- 29. August – Eine Sud-Est SE.161/P7 Languedoc der Air France (F-BATO) wurde auf dem Flughafen Paris-Orly (Frankreich) bei einem Hangarbrand zerstört. Personen kamen nicht zu Schaden.[382]

- 31. August – Eine Douglas DC-3/C-47A-10-DK der belgischen Sabena (OO-CBL) stürzte nahe Kimbwe (Belgisch-Kongo) ab und zerbrach. Das Flugzeug war auf dem Weg von Manono nach Elizabethville (beides Belgisch-Kongo). Alle 13 Insassen starben.[383]

- 2. September – Eine Douglas DC-3/C-47A-50-DL der Australian National Airways (VH-ANK) wurde in der Nähe von Quirindi (New South Wales, Australien) gegen den 1400 Meter hohen Square Peak geflogen. Die Maschine war über 160 Kilometer weit vom Kurs abgekommen. Durch diesen CFIT (Controlled flight into terrain) wurden alle 13 Insassen getötet, drei Besatzungsmitglieder und 10 Passagiere.[384]

- 3. September – Eine Douglas DC-4 der Transportes Aéreos Portugueses (CS-TSB) verunglückte auf einem Trainingsflug am Flughafen Lissabon-Portela. Es kam zu einer derart harten Landung, dass das Flugzeug zum Totalschaden wurde. Alle fünf Besatzungsmitglieder überlebten den Unfall.[385]

- 22. September – Mit einer Douglas DC-4/C-54A-15-DC der mexikanischen Aerovias Guest (XA-GUU) kam es beim Start vom Flughafen Santa Maria (Azoren, Portugal) zu einem Triebwerks-Leistungsverlust. Die daraus resultierende Bruchlandung überlebten alle 44 Insassen, neun Besatzungsmitglieder und 35 Passagiere.[386]

- 28. September – Eine Douglas DC-4 der US-amerikanischen Trans World Airlines (TWA) (NC45345) brannte auf dem Flughafen LaGuardia (New York, USA) aus. Ein Mechaniker hatte offenbar unsachgemäß die Sauerstofftanks aufgefüllt, wobei ein Feuer im mittleren Bereich der Maschine ausbrach. Über Personenschäden ist nichts bekannt.[387]

- (A) 2. Oktober – Eine Short Sandringham 5 der SAS Scandinavian Airlines (LN-IAW) verunglückte bei der Landung auf dem damaligen Seeflughafen Trondheim-Hommelvik. Beim Landen in schwerer See und Seitenwind war es zum Kontrollverlust gekommen. Von den 45 Insassen kamen 19 ums Leben (siehe auch Flugunfall des Flugboots Bukken Bruse).[388]

- 8. Oktober – Beim Start einer Vickers Viking 1B der Indian National Airways (VT-CEJ) vom Flughafen Delhi-Palam nach Kalkutta platzte der linke Reifen. Die Maschine brach aus und verließ die Startbahn, woraufhin das Fahrwerk zusammenbrach. Es kam zum Totalschaden. Alle 19 Passagiere und die 4 Besatzungsmitglieder überlebten.[389]

- 13. Oktober – Eine Consolidated B-24 Liberator II der Scottish Airlines (G-AHZP) wurde beim Anflug auf den Flughafen Liverpool-Speke (Großbritannien) zu tief angeflogen und streifte Straßenlampen außerhalb des Flughafens. Bei der folgenden Bruchlandung wurde das Flugzeug irreparabel beschädigt. Alle 4 Besatzungsmitglieder des Frachtfluges überlebten.[390]

- 20. Oktober – Eine Lockheed L-049 Constellation der niederländischen KLM Royal Dutch Airlines (PH-TEN) wurde unter dem Kommando von deren Chefpilot Koene Dirk Parmentier während des Landeanflugs auf den Flughafen Prestwick (Schottland) fünf Kilometer östlich des Flughafens in Hochspannungsleitungen geflogen. Durch diesem CFIT (Controlled flight into terrain) wurden alle 40 Personen an Bord getötet.[391][392]

- 24. Oktober – Eine Curtiss C-46 Commando der Transandina Ecuador (HC-SIA) stürzte beim Anflug auf einen Landeplatz nahe Cozumel (Mexiko) in eine Lagune. Die Fracht bestand aus einer Gruppe von Rindern, die von New Orleans nach Quito transportiert werden sollte. Alle 8 Insassen, fünf Besatzungsmitglieder und 3 Passagiere, kamen ums Leben.[393]

- (A) 27. Oktober – Eine Douglas DC-4/C-54A-15-DC der US-amerikanischen Northwest Airlines (NC88785) flog 55 Kilometer nördlich des Startflughafens Edmonton Municipal Airport (Alberta, Kanada) entfernt in einen Berg. Kurz nach dem Abheben hatte der Kapitän unvermittelt das Triebwerk Nr. 1 (links außen) abgestellt, um einen Triebwerksausfall zur Übung des fliegenden Ersten Offiziers zu simulieren. Die Maschine stieg nur sehr langsam und überflog das Stadtzentrum in nur rund 120 Metern Höhe. Dann ließ der Kapitän dieses Triebwerk erneut an und meldete eine Flughöhe von 7000 Fuß. Tatsächlich aber flog die Maschine in nur 3000 Fuß Höhe, 210 Meter über dem Boden. Der Kapitän stellte nun beide linke Triebwerke ab und wollte dem Ersten Offizier Notverfahren beibringen. Als er die gefährlich niedrige Höhe bemerkte, war es zu spät für eine Anlassen der absichtlich abgestellten Motoren. Das Flugzeug streifte Baumkronen, stürzte nach ein paar Hundert Metern ab und fing Feuer. Als Unfallursache wurde das unverantwortliche Handeln des Kapitäns festgestellt, der in gefährlich niedriger Höhe simulierte Notverfahren üben lassen wollte. Von den fünf Besatzungsmitgliedern, den einzigen Insassen, wurden 2 getötet (siehe auch Northwest-Airlines-Flug 6427).[394]

- 4. November – Eine Douglas DC-3/C-47A-DK der US-amerikanischen Pacific Alaska Air Express (NC66637) verschwand auf einem Flug vom Flughafen Yakutat zum Flughafen Annette Island (beide Alaska, USA). Alle 17 Insassen, zwei Besatzungsmitglieder und 15 Passagiere, blieben bis heute vermisst.[395]

- 15. November – Eine Douglas DC-6 der Philippine Airlines (PI-C291) überrollte bei der Landung auf dem Flugplatz Wake Island (Außengebiet der Vereinigten Staaten) das Landebahnende. Das Flugzeug wurde irreparabel beschädigt. Alle Insassen (Anzahl unbekannt) überlebten den Unfall.[396]

- 22. November – Eine Avro Lancastrian C.3 der britischen Flight Refuelling (G-AHJW) befand sich auf dem Flug vom Fliegerhorst Wunstorf (Niedersachsen) zum Militärflugplatz RAF Tarrant Rushton (England), um einer regelmäßigen Wartungsinspektion unterzogen zu werden. Das Flugzeug kam etwa 24 Meilen vom Kurs ab, als die Besatzung ein falsches Funkfeuer ansteuerte. Es prallte gegen Bäume auf einem Hügel, stürzte ab und fing Feuer. Durch diesen CFIT (Controlled flight into terrain) wurden 7 der 8 Insassen getötet. Das Flugzeug wurde zerstört.[397]

- (A) 23. November – Eine Sud-Est SE.161/P7 Languedoc der Air France (F-BATM) stürzte beim Start vom Flugplatz Toulouse-Montaudran (Frankreich) ab. Bei der Wartung waren die Seile für die Steuerung der Querruder durch die Mechaniker über Kreuz, also verkehrt herum, installiert worden. Der Testpilot wurde getötet, die anderen vier Besatzungsmitglieder überlebten (siehe auch Flugunfall der Air France bei Toulouse 1948).[398]

- 25. November – Eine Lockheed L-049 Constellation der US-amerikanischen Trans World Airlines (TWA) (NC90824) geriet bei der Landung auf dem Flughafen Los Angeles (Kalifornien, USA) plötzlich in eine aufliegende Nebelbank, die vorher nicht erkannt wurde. Das Aufsetzen fiel derart hart aus, dass die Tragflächenstruktur deformiert und das Triebwerk Nr. 4 (rechts außen) so weit nach unten gedrückt wurde, dass dessen Propeller den Boden berührte. Daraufhin brach in diesem Bereich Feuer aus. Nach einer (sinnvollen) Gewaltbremsung kam das Flugzeug 460 Meter nach dem Aufsetzpunkt und 60 Meter links von der Landebahn zum Stehen. Obwohl sofort ein größeres Feuer ausbrach, konnten alle 23 Insassen noch rechtzeitig evakuiert werden. Es war der 7. Totalverlust einer Constellation bei TWA in gut 2 Jahren; weitere 5 folgten noch.[399]

- 26. November – Eine Douglas DC-3/C-47A-15-DK der Pakistan Airways, auch Pak Airways genannt (AP-ACE), stürzte in der Nähe von Vehari (Pakistan) ab. Auslöser davon war das Fehlen einer Dichtungsscheibe am Vergaser-Kraftstofffilter des Triebwerks Nr. 1 (links), was dazu führte, dass Kraftstoff in die Zündsysteme gelangte. Dies wiederum ließ einen schweren Ölbrand entstehen, der schließlich die Haupttanks des linken Motors erfasste und zu einem Tragflächenbrand führte. Ursachen des Ganzen waren ein allgemein niedriger Wartungsstandard aufgrund des Mangels an Werkzeugen, Ersatzteilen, angemessener Beleuchtung, überstürzter Arbeitsweise und Unerfahrenheit der unteren Dienstgrade. Alle 21 Insassen, fünf Besatzungsmitglieder und 16 Passagiere, wurden getötet.[400]

- 1. Dezember – Eine Handley Page Halifax C.VIII der französischen Transports Aériens Intercontinentaux (TAI) (F-BCJS) stürzte beim Start vom Flughafen Lyon-Bron, Frankreich, in dichtem Nebel etwa 1200 Meter hinter dem Startbahnende bei Beauregard im Stadtteil Décines ab. Die Maschine befand sich auf einem kommerziellen Flug zum Flughafen Casablanca-Anfa. Von den acht Insassen wurden drei Passagiere getötet, die anderen beiden sowie die dreiköpfige Besatzung verletzt. Das auf die Gesellschaft Société Aero Cargo registrierte Flugzeug wurde zerstört.[401][402]

- 4. Dezember – Die linke Tragfläche einer Douglas DC-3/C-47A-1-DK der tschechoslowakischen CSA (OK-WDC) schlug bei der Landung auf dem Flughafen Prag-Ruzyne (Tschechoslowakei) auf der Landebahn auf. Dabei wurde das Flugzeug irreparabel beschädigt. Alle Insassen überlebten den Unfall.[403]

- 5. Dezember – Eine Curtiss C-46 Commando der chinesischen Central Air Transport (XT-538) verunglückte bei der Landung auf dem Flughafen Shanghai-Jiangwan (auch: Kiangwan) (China) in dichtem Nebel. Von den 40 Insassen kamen 9 ums Leben, zwei Besatzungsmitglieder und 7 Passagiere. Nach einer anderen Quelle wurden 11 Insassen getötet.[404]

- 6. Dezember – Eine Douglas DC-3 der Avio Linee Italiane (I-ETNA) verunglückte beim Start im Nebel auf dem Flughafen Mailand-Linate. Die Maschine sollte nach Brüssel fliegen. Alle 7 Insassen kamen ums Leben.[405]

- 7. Dezember – Eine Douglas DC-3/C-47A-20-DK der kolumbianischen Limitada Nacional de Servicio Aéreo (LANSA) (HK-306) wurde auf dem Flughafen Bogota-Eldorado (Kolumbien) irreparabel beschädigt. Nähere Einzelheiten sind nicht bekannt. Personen kamen nicht zu Schaden.[406][407]

- 12. Dezember – Eine Douglas DC-4/C-54A-5-DC der Peruvian International Airways (OB-SAF-175) verunglückte bei der Landung auf dem Flughafen Antofagasta (Chile) und brannte aus. Alle 6 (oder 8?) Insassen, zwei Besatzungsmitglieder und 4 Passagiere, überlebten den Unfall.[408]

- 15. Dezember – Eine Douglas DC-3/C-47A-DL der kolumbianischen Limitada Nacional de Servicio Aéreo (LANSA) (C-310) wurde fünf Minuten nach dem Start vom Flughafen Bogotá-Techo (Kolumbien) in einen wolkenverhangenen Hügel geflogen. Bei diesem CFIT (Controlled flight into terrain) wurden alle 30 Insassen getötet, drei Besatzungsmitglieder und 27 Passagiere.[409]

- 21. Dezember – Eine aus Shanghai kommende Douglas DC-4/C-54B-5-DO der chinesischen China National Aviation Corporation (CNAC) (XT-104) wurde 16 Kilometer östlich des Zielflughafens Hongkong-Kai Tak in einer Höhe von nur 100 Metern in einen Hügel auf Basalt Island geflogen. Die Piloten hatten den Flug fortgesetzt, obwohl die Wolkendecke tiefer als 100 Meter lag. Bei diesem CFIT (Controlled flight into terrain) wurden alle 35 Insassen getötet, sieben Besatzungsmitglieder und 28 Passagiere.[410]

- (A) 21. Dezember – Die aus Rom kommenden Piloten einer Douglas DC-3/C-47A-20-DK der tschechoslowakischen CSA (OK-WDN) verloren vollständig die Orientierung. Sie kreisten über dem südwestlichen Peloponnes und flogen schließlich bei Pylos (Griechenland), volle 210 Kilometer südwestlich des Zielflughafens Athen-Ellinikon, ins Gelände. Bei diesem CFIT (Controlled flight into terrain) wurden alle 24 Insassen getötet, fünf Besatzungsmitglieder und 19 Passagiere (siehe auch ČSA-Flug 584).[411]

- (A) 28. Dezember – Eine Douglas DC-3/DST-144 der US-amerikanischen Airborne Transport (NC16002) verschwand auf dem Flug vom Flughafen Isla Grande (Puerto Rico, USA) zum Flughafen Miami (Florida, USA). Die Piloten waren mit bereits bekannten elektrischen Problemen und fast leeren Batterien gestartet. Der Funkkontakt ging aufgrund leerer Batterien verloren, die Maschine verschwand über dem Golf von Mexiko, nachdem auch der Treibstoff vollständig verbraucht war. Alle 32 Insassen, drei Besatzungsmitglieder und 29 Passagiere, wurden getötet (siehe auch Verschwinden der Douglas DC-3 NC16002).[412]

- 31. Dezember – Eine Douglas DC-3/C-47A-15-DK der südafrikanischen Pan African Air Charter (ZS-BYX) wurde bei schlechter Sicht nahe Monte Argentario (Italien) in die Lagune von Orbetello geflogen. Bei diesem CFIT (Controlled flight into terrain) wurden alle 13 Insassen getötet, fünf Besatzungsmitglieder und 8 Passagiere.[413]

### 1949
- (A) 2. Januar – Eine Douglas DC-3/C-47A-50-DL der US-amerikanischen Seattle Air Charter (Luftfahrzeugkennzeichen N79025) wurde auf dem Flughafen Seattle-Boeing Field (USA) bei gefrierendem Nebel nur teilweise enteist. Obwohl die Sicht unterhalb der vorgeschriebenen Mindestsicht lag, wurde durch die Flugsicherung die Startfreigabe erteilt. Nach einer Rollstrecke von rund 600 Metern hob die Maschine ab, jedoch berührte die linke Tragfläche den Boden und schleifte über eine Länge von 36 Metern darauf entlang. Das Flugzeug schlug außerhalb der Startbahn wieder auf und raste weiter, bis es einen Hangar traf und in Flammen aufging. Die Unfallursache war der Versuch, mit einem Flugzeug zu starten, das Eis- und Reifbildungen auf der Oberfläche der Tragflächen aufwies. Von den 30 Insassen kamen 14 ums Leben, alle drei Besatzungsmitglieder und 11 Passagiere (siehe auch Flugunfall einer Douglas DC-3 der Seattle Air Charter 1949).[414]

- 5. Januar – Eine privat durch den Mexikaner L.A. Piedra betriebene Curtiss C-46A-45-CU Commando (Luftfahrzeugkennzeichen unbekannt) verunglückte nach dem Start vom Flughafen Zacatecas (Mexiko). Das Flugzeug wurde irreparabel beschädigt. Beide Piloten, die einzigen Insassen, überlebten den Unfall.[415]

- 8. Januar – An einer Douglas DC-3/C-47A-1-DK der Air Algérie (F-BCYO) brach bei der Landung auf dem Flughafen Lyon-Bron (Frankreich) das rechte Hauptfahrwerk zusammen. Die rechte Tragfläche schlug auf dem Boden auf und der vordere Rumpfteil brach ab. Das Flugzeug wurde zerstört. Alle drei Besatzungsmitglieder, die einzigen Insassen auf dem Frachtflug, überlebten den Unfall.[416]

- 16. Januar – Eine Douglas DC-3/C-47B-5-DK der indischen Dalmia Jain Airways (VT-CDZ) verschwand nahe dem Banihal Pass (Indien). Die Maschine war auf dem Flug vom 90 Kilometer entfernten Flughafen Jammu zum 68 Kilometer vom vermutlichen Unfallort entfernten Flughafen Srinagar. Alle 13 Insassen, die vier Besatzungsmitglieder und 9 Passagiere, werden vermisst.[417]

- (A) 17. Januar – Eine Avro Tudor 4B der British South American Airways (G-AGRE) mit 20 Menschen an Bord verschwand auf dem Flug von Bermuda nach Kingston (Jamaika). Die Unfallursache konnte nicht aufgeklärt werden. Da man Probleme mit der Druckkabine vermutete, wurden alle Tudors vorübergehend aus dem Passagierdienst zurückgezogen. Später wurde gemutmaßt, dass ein zu weit ausschlagendes Höhenruder die Maschine in einen unkontrollierten Sturzflug bringen konnte (siehe auch Verschwinden der Star Ariel).[418][419]

- 17. Januar – Eine Curtiss C-46A-55-CK Commando der peruanischen ANDES – Aerolineas Nacionales del Sur (OB-OAD-233) musste im Rio Javari (Peru) notgewassert werden, da der Treibstoff ausgegangen war. Die Piloten hatten sich vermutlich auf dem Weg von Lima nach Iquitos verirrt. Das Flugzeug sank in einer Wassertiefe von 60 Fuß (etwa 18 Meter). Alle 15 Insassen, Besatzungsmitglieder und Passagiere, überlebten den Unfall.[420]

- 22. Januar – Eine Douglas DC-3/C-47A-20-DK der multinationalen SAS Scandinavian Airlines (SE-BBN) wurde auf dem Flughafen Luleå/Kallax (Schweden) durch einen Brand zerstört. Über Personenschäden ist nichts bekannt.[421]

- 26. Januar – An einer Curtiss C-46F-1-CU Commando der US-amerikanischen Pan Am (NC1241N), gemietet von der United States Air Force (USAF), fiel kurz nach dem Abheben vom Flughafen Asmara (Äthiopien) das rechte Triebwerk teilweise aus. Beim Versuch zurückzukehren kam es zum Strömungsabriss. Die Maschine stürzte in einen Graben und wurde irreparabel beschädigt. Alle vier Besatzungsmitglieder, die einzigen Insassen auf dem Frachtflug, überlebten den Unfall.[422]

- 1. Februar – Eine Avro York I der British Overseas Airways Corporation (BOAC) (G-AGJD) drehte beim Seitenwind-Start auf dem Militärflugplatz Tripolis-Castel Benito (Libyen) nach rechts weg; es wurde überkorrigiert und die Maschine stürzte ab. Alle 15 Insassen, 6 Besatzungsmitglieder und 9 Passagiere, überlebten.[423]

- (A) 4. Februar – Eine Douglas DC-4/C-54A-1-DO der britischen Skyways (1946) (G-AJPL) stürzte im Anflug auf den Militärflugplatz Tripolis-Castel Benito (Libyen) ab. Bei starkem Regen fiel in etwa 700 Fuß (210 Metern) Höhe das Triebwerk Nr. 4 (rechts außen) aus, gleich danach auch Triebwerk Nr. 3 (rechts innen). Die Maschine verlor an Höhe und stürzte ins Gelände. Von den 53 Insassen überlebten 52 den Unfall; eines der neun Besatzungsmitglieder kam ums Leben. Grund für den doppelten Triebwerksausfall waren fehlerhafte Bedienungen der Treibstoffzufuhr aus den Tanks (siehe auch Flugunfall der Skyways bei Tripolis 1949).[424]

- (A) 8. Februar – Eine Vickers Viking 1B der dänischen Det Danske Luftfartselskab (DDL) (OY-DLU) stürzte während des Landeanflugs auf den Flughafen Kopenhagen bei Barsebäck, Schweden, in den Öresund. Alle 28 Menschen an Bord kamen ums Leben (siehe auch Flugunfall bei Barsebäck).[425]

- 10. Februar – Eine Douglas DC-3/C-47B-15-DK der peruanischen Faucett Perú (OB-PAV-223) wurde im Anflug auf den Flughafen Huánuco (Peru) gegen einen Berggipfel geflogen. Bei diesem CFIT (Controlled flight into terrain) wurden alle 16 Insassen getötet, drei Besatzungsmitglieder und 13 Passagiere.[426]

- 19. Februar – Eine Douglas DC-3/C-47 der British European Airways (BEA) (G-AHCW) kollidierte nahe Exhall (Warwickshire, England) mit einer Avro Anson der Royal Air Force (RAF) (VV243). Beide Maschinen flogen bei klarem Wetter in einer Höhe von 4500 Fuß (1370 Meter) und stürzten ab. Alle 10 Insassen, vier Besatzungsmitglieder und 6 Passagiere, kamen ums Leben, ebenso alle 4 Insassen der Avro Anson.[427]

- 22. Februar – Eine Curtiss C-46A Commando der US-amerikanischen Golden North Airways (Luftfahrzeugkennzeichen unbekannt) geriet auf der vereisten Landebahn auf dem Flughafen Annette Island (Alaska, USA) bei Seitenwind von der Bahn herunter. Die Maschine kam in unwegsamem Gelände zum Stehen, überschlug sich und fiel zurück. Alle sechs Insassen, vier Besatzungsmitglieder und zwei Passagiere, überlebten den Unfall.[428]

- 24. Februar – Eine Douglas DC-3/C-47A-90-DL der Cathay Pacific (VR-HDG) wurde nach einem abgebrochenen Landeanflug auf den Flughafen Hongkong-Kai Tak in schlechtem Wetter in einen Hügel am Braemar Reservoir geflogen. Alle 23 Menschen starben, vier Besatzungsmitglieder und 19 Passagiere.[429]

- (A) 24. Februar – Eine Douglas DC-3 der TAM Peru (Transporte Aéreo Militar) (Kennzeichen unbekannt) verunglückte beim Start auf dem Flughafen Cusco (Peru). Die Maschine sollte nach Lima fliegen. Beim Startlauf brach das linke Hauptfahrwerk zusammen, woraufhin die Tragfläche Bodenberührung bekam und ein Feuer ausbrach. Von den 26 Insassen kamen 22 ums Leben (2 der 4 Besatzungsmitglieder und 20 der 22 Passagiere) (siehe auch Flugunfall der TAM Perú in Cuzco 1949).[430][431]

- 15. März – Bei einer Avro York I der britischen Skyways (G-AHFI) kam es im Anflug auf den Flugplatz Berlin-Gatow (Deutschland) zum Kontrollverlust. Die Maschine kippte über die linke Tragfläche ab und stürzte zu Boden. Alle 3 Besatzungsmitglieder kamen ums Leben.[432]

- 22. März – Eine Curtiss C-46A-55-CK Commando der kolumbianischen Linea Aérea Transatlantica Colombia (LATCO) (HK-63) geriet auf dem Flughafen Barranquilla (Kolumbien) in Brand und wurde zerstört. Zwei Bodenmitarbeiter wurden verletzt.[433]

- 26. März – Die Piloten einer Curtiss C-46F-1-CU Commando der US-amerikanischen Freight Air (N1664M) verloren völlig die Orientierung, nachdem sie zunächst den Flughafen von Guatemala City nicht gefunden hatten. Auf ihrem Rückweg nach Belize verflogen sie sich so lange, bis der Treibstoff verbraucht war und sie zu einer Notwasserung querab von Campeche (Mexiko) gezwungen waren. Beide Piloten, die einzigen Insassen, überlebten den Unfall.[434]

- 1. April (vermutlich in der Nacht vom 31. März zum 1. April) – Mit einer im Rahmen der Berliner Luftbrücke vom Flugplatz Berlin-Gatow kommenden Handley Page Halifax C.8 der britischen Westminster Airways (G-AHDL) kam es auf dem Militärflugplatz Schleswigland zu einer Bruchlandung. Alle drei Besatzungsmitglieder überlebten unverletzt. Das Flugzeug wurde zum Totalschaden.[435]

- 7. April – Eine Vickers Viking 1B der Air India (VT-CIZ) wurde auf dem Flug vom Flughafen Bombay-Santacruz nach Karachi bei einer Bauchlandung auf dem Strand 16 km nordnordwestlich des Startflughafens irreparabel beschädigt. Alle 25 Personen an Bord überlebten.[436]

- 7. April – Eine Avro Lancastrian C.1 der australischen Qantas Airways (VH-EAS) wurde während des Flugtrainings bei einem Landeunfall auf dem Flughafen Dubbo (Australien) zerstört. Zum Zeitpunkt des Unfalls führte ein Pilot eine Landung ohne Landeklappen durch. Da das Flugzeug nicht auf der Landebahn zum Stehen kam, versuchte er, einen Ringelpiez in der südöstlichen Ecke des Flugplatzes durchzuführen. Das linke Rad gab nach, wodurch die linke Tragfläche den Boden berührte. Die Tragfläche brach, wodurch sich ausgelaufener Treibstoff entzündete. Das Feuer zerstörte das Flugzeug. Alle acht Besatzungsmitglieder überlebten den Unfall.[437]

- 9. April – Eine Sud-Est SE.161/P7 Languedoc der Air France (F-BATU) überrollte bei der Landung auf dem Flughafen Nizza das Landebahnende und kollidierte mit einer Begrenzungsmauer. Das Flugzeug wurde irreparabel beschädigt. Alle 35 Insassen, fünf Besatzungsmitglieder und 30 Passagiere, überlebten den Unfall.[438]

- 23. April – Eine Douglas DC-3/C-47A-5-DK der griechischen T.A.E. (SX-BAF) wurde bei einem Landeunfall auf dem Flughafen Athen-Hassani (Griechenland) irreparabel beschädigt. Alle Insassen überlebten den Unfall.[439]

- (A) 4. Mai – Eine Fiat G.212CP der Avio Linee Italiane (I-ELCE) flog im Anflug auf den Flughafen Turin, Italien, gegen den Berg der Wallfahrtskirche Superga. Alle 31 Insassen wurden dabei getötet, darunter nahezu die komplette Mannschaft des AC Turin (siehe Flugunfall von Superga).[440]

- 4. Mai – Mit einer Curtiss C-46F Commando der US-amerikanischen Continental Charters (Luftfahrzeugkennzeichen unbekannt) wurde auf dem Flughafen Saint Thomas (Amerikanische Jungferninseln, USA) ein Start versucht, bei dem der Rückenwind von mehr als 18 Knoten weit über dem zulässigen Limit lag. Das Flugzeug schwenkte während des Startlaufs nach links von der Startbahn herunter, die linke Tragfläche schlug in einen Hangar ein, die rechte in eine Kinoleinwand. Das Flugzeug wurde irreparabel beschädigt. Alle drei Besatzungsmitglieder, die einzigen Insassen auf dem Frachtflug, überlebten den Unfall.[441]

- 5. Mai – Eine mit Fleisch beladene Curtiss C-46A-5-CK Commando, die in Brasilien privat auf O. Steiner zugelassen war (PP-DKF), stürzte in der Nähe von Abaetetuba auf das rechte Ufer des Rio Moju, 60 km südwestlich vom Flughafen Belém (Brasilien). Von den sechs Insassen des sogenannten „Frachtflugs“ kamen der Kapitän und ein Passagier ums Leben.[442]

- 6. Mai – An einer Bristol 170 Mk.31 des Herstellers Bristol Aeroplane Company (G-AIFF) brach während eines Testflugs offensichtlich ein Teil einer Tragfläche ab. Die Maschine stürzte 26 Kilometer von der Isle of Portland entfernt in den Ärmelkanal. Alle 7 Besatzungsmitglieder kamen ums Leben.[443]

- 7. Mai – Eine Douglas DC-3/C-47B-35-DK der Philippine Airlines (PI-C98) stürzte nach der Explosion einer Zeitbombe an Bord vor der Insel Alabat in die Bucht von Lamon (Philippinen). Die Zeitbombe war von zwei Ex-Sträflingen in das Flugzeug gebracht worden, die von einer Frau und einem Mann angeheuert worden waren, die versuchten, den Ehemann der Frau zu töten, einen Passagier des Flugzeugs. Alle 13 Insassen, drei Besatzungsmitglieder und 10 Passagiere, kamen ums Leben.[444]

- 10. Mai – Mit einer Avro Lancastrian XPP der britischen Flight Refuelling (G-AKDP) wurde nach schwerwiegenden Steuerungsproblemen 24 Kilometer südlich von Schwerin (Sowjetische Besatzungszone) eine Notlandung auf einem Feld durchgeführt. Das Flugzeug wurde irreparabel beschädigt. Alle vier Besatzungsmitglieder überlebten den Unfall.[445]

- 13. Mai – Eine Curtiss C-46D-15-CU Commando der Transandina Ecuador (HC-SIB) verunglückte beim Start vom Aeropuerto Internacional Mariscal Sucre (1960) (Ecuador). Das Flugzeug wurde irreparabel beschädigt. Alle drei Besatzungsmitglieder, die einzigen Insassen, überlebten den Unfall.[446]

- (A) 27. Mai – An einer Curtiss C-46F-1-CU Commando der US-amerikanischen Trans-Air Hawaii (N5615V) entstand ein Brand im Triebwerk Nr. 2 (rechts). Da die Feuerlöschanlage zu spät aktiviert wurde, konnte das Feuer sich über das Brandschott hinaus ausdehnen und den Hauptholm angreifen. Als das Fahrwerk im Anflug auf den Flughafen Kahului (Hawaii, USA) ausgefahren wurde, riss das Triebwerk ab und die Tragfläche brach, woraufhin die Maschine abstürzte. Der Brand des Motors Nr. 2 war durch einen Ausfall des Zylinders Nr. 8 verursacht worden, gefolgt von einem Ölfeuer. Beide Piloten, die einzigen Insassen auf dem Flug, kamen ums Leben (siehe auch Flugunfall der Trans-Air Hawaii bei Maui 1949).[447]

- 2. Juni – Eine Curtiss C-466 Commando der chinesischen Central Air Transport (XT-520) verunglückte 320 Kilometer nördlich von Chongqing (China). Alle drei Besatzungsmitglieder, die einzigen Insassen, kamen ums Leben. Das Flugzeug wurde irreparabel beschädigt. Nähere Einzelheiten sind derzeit nicht verfügbar.[448]

- 3. Juni – Eine Curtiss C-46D-15-CU Commando der venezolanischen RANSA - Rutas Aéreas Nacionales SA (YV-C-ARE) stürzte kurz nach dem Start vom Flughafen Miami (Florida, USA) in ein Mangroven-Dickicht und wurde irreparabel beschädigt. Alle drei Besatzungsmitglieder, die einzigen Insassen, überlebten den Unfall.[449]

- 6. Juni – Eine Douglas DC-3/C-47A-1-DK der griechischen T.A.E. (SX-BAI) flog im Anflug auf den Flughafen Athen-Hassani (Griechenland) in den Kern einer Cumulonimbus-Gewitterwolke ein. Die extremen Beschleunigungskräfte führten zum Abbrechen der rechten Tragfläche. Das Flugzeug stürzte 30 Kilometer nordöstlich von Athen ab. Alle 22 Insassen wurden getötet, vier Besatzungsmitglieder und 18 Passagiere.[450]

- (A) 7. Juni – An einer Curtiss C-46D-5-CU Commando der US-amerikanischen Strato-Freight (N92857) verlor auf dem Flug vom Flughafen Isla Grande (Puerto Rico, USA) zum Flughafen Miami (Florida, USA) eine Minute nach dem Abheben das rechte Triebwerk in einer Höhe von 70 Metern an Leistung. Der Propeller wurde nicht in die Segelstellung gebracht. Deshalb verlor das überladene Flugzeug an Höhe, bis es etwa 200 Meter von der Küste entfernt zu einer Bruchlandung im Meer kam. Während der 6 Minuten bis zum Untergang konnten sich fünf Besatzungsmitglieder und 23 Passagiere retten. Die Passagiere hatten keinerlei Information über Lage und Handhabung der Notausrüstung erhalten. Von den 81 Insassen wurden 53 getötet, ein Besatzungsmitglied und 52 der 75 Passagiere (siehe auch Flugunfall der Strato-Freight bei San Juan 1949).[451]

- 13. Juni – Eine Douglas DC-3 der israelischen El Al (4X-unbekannt) wurde bei der Landung in Kolunda (Israel) irreparabel beschädigt. Alle 10 Insassen, zwei Besatzungsmitglieder und 8 Passagiere, überlebten den Unfall.[452]

- 19. Juni – Die Besatzung einer Avro York C.1 der britischen Skyways (G-ALBX) machte bei Neustadt (Deutschland) eine Bruchlandung im Gelände. Kurz nach dem Start war Triebwerk Nr. 4 ausgefallen, gefolgt von Nr. 3 in etwa 160 Meter Höhe. Da die Höhe nicht gehalten werden konnte, kam es zur Notlandung. Alle 3 Besatzungsmitglieder überlebten.[453]

- 22. Juni – Bei einer Convair CV-240-0 der American Airlines (N94266) fiel beim Start vom Flughafen Memphis-Municipal (Tennessee, USA) das Triebwerk Nummer 2 (rechts) aus. Um Stromleitungen auszuweichen zogen die Piloten die Nase des Flugzeugs zu hoch, worauf es gut 5 Kilometer ostnordöstlich des Flughafens zu einer Bauchlandung im Gelände kam. Alle 44 Insassen überlebten. Dies war der erste Totalschaden einer Convair CV-240.[454]

- (A) 23. Juni – Eine Lockheed L-749 Constellation der niederländischen KLM Royal Dutch Airlines (PH-TER) auf dem Flug von Kairo nach Amsterdam stürzte nahe Bari, Italien, ins Mittelmeer. Es gab keine Überlebenden unter den 33 Insassen der Maschine mit dem Namen Roermond. Die Unfallursache konnte nicht festgestellt werden (siehe Flugunfall der „Roermond“).[455][456]

- 1. Juli (GMT) – Eine Douglas DC-3/C-47A-20-DL der australischen MacRobertson Miller Airlines (VH-MME) stürzte unmittelbar nach dem Start vom damaligen Flugplatz in Guildford (Western Australia) ab und geriet in Brand. Die Maschine befand sich auf einem Linienflug nach Darwin. Alle 18 Insassen (14 Passagiere und 4 Besatzungsmitglieder) kamen ums Leben.[457]

- 12. Juli – Eine Lockheed L-749 Constellation der niederländischen KLM Royal Dutch Airlines (PH-TDF) wurde im Anflug auf den Flughafen Bombay-Santacruz in einen Hügel fünf Kilometer östlich des Flughafens geflogen. Bei diesem CFIT (Controlled flight into terrain) wurden alle 45 Personen an Bord getötet, elf Besatzungsmitglieder und 34 Passagiere.[458]

- 12. Juli – Eine Curtiss C-46E der US-amerikanischen Standard Airlines (N79978) wurde im Anflug auf den Flughafen Burbank am Santa Susana Pass, 15 km nordnordwestlich Van Nuys, in einen Berg geflogen. Die Piloten flogen unterhalb der Sicherheitsflughöhe. Von den 48 Menschen an Bord wurden 35 getötet.[459][460]

- (A) 19. Juli – An einer Curtiss C-46F-1-CU Commando der US-amerikanischen Air Transport Associates (N5075N) begann während des Startlaufs auf dem Boeing Field (Washington, USA) ein Triebwerk zu stottern und Fehlzündungen von sich zu geben. Nach dem Abheben zog der Kapitän in einer Höhe von 20 Fuß (6 Metern) die Gashebel auf Leerlauf, weil die Motoren nicht die volle Leistung zu erbringen schienen. Nach dem Aufsetzen glaubte er, nicht mehr genügend Strecke für einen sicheren Startabbruch zu haben und schob beide Gashebel bis zum Limit nach vorne, wobei das linke Triebwerk weiterhin Zündaussetzer hatte. Nach dem Abheben stieg das Flugzeug nur auf etwa 15 Meter Höhe, rammte nacheinander drei Masten und riss das Obergeschoss eines dreistöckigen Fachwerkhauses ab. Danach stürzte es in ein einstöckiges Backsteinhaus und zerstörte es. Das Flugzeug kam auf dem Fundament des Backsteinhauses in aufrechter Position zum Stehen. Als Unfallursachen wurde die fehlerhafte Verwendung von Benzin mit nur 91 Oktan festgestellt sowie die Unentschlossenheit des Kapitäns bei der Fortsetzung des Starts nach dem Leistungsabfall. Von den 32 Insassen wurden zwei Passagiere getötet, ebenso eine Person am Boden. Die vier Besatzungsmitglieder und die anderen 26 Passagiere überlebten (siehe auch Flugunfall einer Curtiss C-46 am Seattle Boeing Field 1949).[461]

- 30. Juli – Eine Douglas DC-3-201D der US-amerikanischen Eastern Air Lines (N19963) wurde bei Chesterfield (New Jersey, USA) von einem Jagdflugzeug des Typs Grumman F6F-5 Hellcat der US Navy gerammt. Die F6F-5 wurde schon vorher dabei beobachtet, wie sie Kunstflug-Manöver durchführte und ein kleines Zivilflugzeug „anschwirrte“. Diese Manöver endeten in einer Kollision zwischen der Hellcat und der DC-3. Bei der Kollision verlor das Kampfflugzeug seine linke Tragfläche und die DC-3 den äußeren Teil ihrer linken. Beide Flugzeuge stürzten dann ab und verloren dabei verschiedene Teile. Die DC-3 verbrannte, nachdem sie auf dem Boden aufschlug. Als Unfallursache wurde das rücksichtslose Verhalten des Navy-Piloten bei der Durchführung von Kunstflug-Manövern auf einer zivilen Flugroute festgestellt. Alle 15 Insassen, drei Besatzungsmitglieder und 12 Passagiere, kamen ums Leben, außerdem der Militärpilot.[462]

- (A) 2. August – In einer Curtiss C-46D-10-CU Commando der brasilianischen VARIG (PP-VBI) brach während des Fluges in einem Frachtraum ein Feuer aus. Der Rauch im Cockpit wurde so dicht, dass die Piloten durch die geöffneten Fenster hinausschauen mussten, als sie eine Notlandung in hügeligem Gelände nahe Jaquirana (Brasilien) durchführten. Die Maschine war noch 20 Flugminuten vom Ziel, dem Flughafen Porto Alegre, entfernt. Von den 36 Insassen kamen 5 ums Leben, ein Besatzungsmitglied und 4 Passagiere. Das Flugzeug wurde zerstört (siehe auch Flugunfall der VARIG bei Jaquirana).[463]

- 6. August – Eine Bristol 170 Freighter Mk. 21 der Shell Company of Ecuador (HC-SBU) verunglückte in der Nähe des Salasaca Hill (Ecuador). Nähere Einzelheiten sind derzeit nicht verfügbar. Alle 34 Insassen, drei Besatzungsmitglieder und 31 Passagiere, kamen ums Leben.[464][465]

- 7. August – Eine Douglas DC-3A der US-amerikanischen Capital Airlines (N45379) kollidierte mit einer Cessna 140 (N3198N). Im Anflug auf den Milwaukee Mitchell International Airport (USA) übersahen die DC-3-Piloten die Cessna, die nach der Kollision abstürzte. Die DC-3 konnte auf dem Zielflughafen gelandet werden. Alle 23 Insassen der DC-3 überlebten, der Pilot der Cessna wurde getötet.[466]

- 10. August – Eine Curtiss C-46A-60-CK Commando der bolivianischen Lloyd Aéreo Boliviano (CB-37) wurde am Flughafen Rurrenabaque (Bolivien) irreparabel beschädigt. Über Personenschäden ist nichts bekannt.[467]

- 11. August – Eine Convair CV-240 der US-amerikanischen Northeast Airlines (N91241) verunglückte bei der Landung auf dem Flughafen Portland. Alle 28 Insassen überlebten. Das Flugzeug wurde als Totalverlust abgeschrieben. Ursache war die unbeabsichtigte Aktivierung des Umkehrschubs noch vor dem Aufsetzen aufgrund einer defekten Verriegelung.[468][469]

- 13. August – Eine Douglas DC-3/C-47 der kolumbianischen SAETA (Sociedad Aeronautica del Tolima) (HK-1200) verunglückte in den Anden nahe Bojacá (Kolumbien). Die Maschine war auf dem Flug vom Flughafen Bogotá-Techo nach Ibagué. Alle 32 Insassen, drei Besatzungsmitglieder und 29 Passagiere, wurden getötet.[470]

- (A) 15. August – Die Piloten einer Douglas DC-4/C-54A der US-amerikanischen Transocean Air Lines (N79998) mussten etwa 13 Kilometer vor der irischen Westküste eine nächtliche Notwasserung durchführen. Das aus Rom kommende Flugzeug flog zunächst weit auf den Atlantik hinaus, anstatt in Shannon zwischenzulanden. Nachdem die Besatzung ihren Irrtum bemerkt hatte und umgekehrt war, ging der Treibstoff aus. Sieben Fluggäste und ein Besatzungsmitglied kamen ums Leben. Weitere 50 Personen wurden von der Besatzung eines Fischtrawlers gerettet (siehe auch Flugunfall bei Lurga Point).[471]

- 19. August – Eine Douglas DC-3/C-47A der British European Airways (BEA) (G-AHCY) wurde während des Anflugs auf den Flughafen Manchester in die Hügel 24 km nordöstlich des Flughafens geflogen. Bei diesem CFIT, Controlled flight into terrain, wurden 24 der 32 Insassen getötet (alle 3 Besatzungsmitglieder und 21 Passagiere).[472]

- 22. August – Eine Douglas DC-3/C-47A-75-DL der französischen STAAP (Société de Transports Aériens Alpes Provence) (F-BEFK) stürzte nach einem Triebwerksausfall in der Nähe von Laghouat (Algerien) ab. Die Maschine befand sich auf einem Flug von Algier nach Gao (Mali). Von den vier Besatzungsmitgliedern, den einzigen Insassen, kam eines ums Leben.[473]

- (A) 27. August – Eine Douglas DC-3/C-47B-5-DK der belgischen Sabena (OO-CBK) stürzte kurz nach dem Start vom Flughafen Léopoldville-Ndjili (Belgisch-Kongo) ab. Das Flugzeug erreichte nach dem Start nicht die erforderliche Steigleistung. Von den 20 Insassen kamen fünf ums Leben, alle drei Crewmitglieder und zwei Passagiere. Als Ursachen wurden entweder Wasser in den Treibstofftanks oder ungewöhnlich starke Bleiablagerungen an den Zündkerzen angenommen (siehe auch Flugunfall der Sabena bei Léopoldville).[474][475][476]

- 27. August – Sechs (oder sechzehn) geparkte Curtiss C-46 Commando der US-amerikanischen Wartungsfirma United Service for Air Co (N.... diverse) wurden auf dem Flughafen West Palm Beach (Florida, USA) bei einem Hurrikan beschädigt oder zerstört, als sie in verdrehte Massen von Schrottmetall und Drähten geschleudert wurden. Eines wurde angehoben und 400 Meter weit in einen Kanal geweht. Einem anderen wurde der Rumpfrücken aufgerissen. Alle wurden von „United Service for Air Co“ von militärischer auf zivile Nutzung umgerüstet. Alle waren wahrscheinlich ohne Motoren gelagert. Über Personenschäden liegen keine Informationen vor.[477]

- 28. August – Eine Douglas DC-3/C-47 der bolivianischen Lloyd Aéreo Boliviano (CB-33), die auf dem Flughafen Cochabamba (Bolivien) geparkt war, wurde während innerer Unruhen bombardiert und irreparabel beschädigt. Personen kamen nicht zu Schaden.[478]

- (A) 9. September – Eine Douglas DC-3 der Canadian Pacific Air Lines (CF-CUA) befand sich auf dem Flug von Québec nach Baie Comeau. Bei Sault-aux-Cochon, Québec, Kanada, stürzte die Maschine ab. Alle 23 Insassen wurden getötet. Als Absturzursache stellte sich ein Sprengstoffanschlag eines Mannes heraus, der eine Versicherungssumme für seine an Bord befindliche Frau kassieren wollte (siehe auch Canadian-Pacific-Air-Lines-Flug 108).[479]

- 26. September – Eine Douglas DC-3A der Mexicana de Aviación (XA-DUH) wurde in den Vulkan Popocatépetl (Mexiko) geflogen, 63 Kilometer südöstlich des Ziels Flughafen Mexiko-Stadt. Bei diesem CFIT (Controlled flight into terrain) wurden alle 24 Insassen getötet, drei Besatzungsmitglieder und 21 Passagiere.[480]

- 27. September – In einer Douglas DC-4/C-54A der argentinischen Flota Aérea Mercante Argentina (FAMA) kam es (LV-ABI) während des Fluges zu einem Brand. Bei der Notlandung nahe Castilla (Provinz Buenos Aires, Argentinien) kamen von den 27 Insassen 5 ums Leben, 3 Besatzungsmitglieder und 2 Passagiere. Das Flugzeug wurde zerstört[481]

- 9. Oktober – Eine Curtiss C-46E-1-CS Commando der US-amerikanischen Slick Airways (N59485) stürzte im Anflug auf den Flughafen Cheyenne (Wyoming, USA) ab. Das Wetter war durch schwere Turbulenz und starke Vereisung gekennzeichnet. Nachdem die Piloten die Kontrolle über das Flugzeug verloren hatten, stürzte es 4 Kilometer nordwestlich des Zielflughafens ab. Beide Besatzungsmitglieder und der einzige Passagiere, die einzigen Insassen auf dem Frachtflug, kamen ums Leben.[482]

- 11. Oktober – Eine Curtiss C-46 Commando eines unbekannten venezolanischen Betreibers (YV-....) wurde in der Nähe von San Vicente Pacaya (Departamento Escuintla, Guatemala) abgestürzt und „völlig zerstört“ aufgefunden. Die Behörden meldeten keine Überlebenden. Die Identität des Flugzeugs ist fraglich.[483]

- 16. Oktober – Eine Fiat G.212CP der ägyptischen SAIDE (SU-AFX) verunglückte beim Start vom Flughafen Alexandria (Ägypten). Die Maschine sollte nach Bengasi fliegen und wurde irreparabel beschädigt. Alle drei Besatzungsmitglieder, die einzigen Insassen, überlebten den Unfall.[484]

- 22. Oktober – Eine Douglas DC-3/C-47A-80-DL der französischen Société Transafricaine d’Aviation (STA) (F-BFGH) wurde auf dem Flughafen Malakal (Sudan) irreparabel beschädigt. Über Personenschäden ist nichts bekannt.[485]

- (A) 28. Oktober – Eine Lockheed L-749A Constellation der Air France (F-BAZN) wurde auf der Insel São Miguel, Azoren, im Landeanflug auf den Flughafen Santa Maria in einen Berg geflogen. Alle 48 Menschen an Bord wurden getötet (siehe Air-France-Flug 009).[486][487]

- (A) 1. November – Ein Kampfflugzeug des Typs Lockheed P-38 Lightning der Bolivianischen Luftfahrtbehörde (NX26927) stieß kurz vor dem Flughafen Washington/National mit einer Douglas DC-4 der Eastern Air Lines (N88727) zusammen, die sich gerade in der Endanflugkurve befand. Alle 55 Insassen der DC-4 wurden getötet. Der bolivianische Pilot war zu diesem Zeitpunkt ohne Freigabe in den Anflug gegangen (siehe Eastern-Air-Lines-Flug 537).[488][489]

- 7. November – Eine Avro Lancastrian C.1 der British Overseas Airways Corporation (BOAC) (G-AGMM) verunglückte auf dem Militärflugplatz Tripolis-Castel Benito (Libyen). Nähere Einzelheiten sind derzeit nicht verfügbar. Über Personenschäden ist nichts bekannt, es gab jedoch keine Todesfälle.[490]

- 4. Dezember – In einer Curtiss C-46D Commando der chinesischen Civil Air Transport (XT-812) ging während des Fluges von Hongkong nach Kunming das Benzin aus. Die mit einer Ladung Kraftstoff beladene Maschine wurde auf einer Sandbank in einem Fluss in der Provinz Guangxi (China) notgelandet. Alle fünf Besatzungsmitglieder, die einzigen Insassen, überlebten den Unfall. Sie wurden von chinesischen Guerilla-Kämpfern gefangen genommen und 1950 freigelassen.[491]

- 11. November – Eine Curtiss C-46 Commando der venezolanischen Transporte Aéreo Transandino (YV-C-AQG) wurde in Las Piedros (Venezuela) am Fahrwerk irreparabel beschädigt. Über Personenschäden liegen keine Informationen vor.[492]

- 20. November – Eine Douglas DC-3/C-47A-25-DK der niederländischen Aero Holland (PH-TFA) wurde 31,5 Kilometer südlich des Flughafens Oslo-Fornebu (Norwegen) gegen einen Berg geflogen. Bei diesem CFIT (Controlled flight into terrain) wurden 34 der 35 Insassen getötet, vier Besatzungsmitglieder und 30 Passagiere. Das Flugzeug wurde erst zwei Tage später gefunden. Ein Junge hatte den Unfall überlebt.[493]

- 24. November – Eine Bristol 170 Freighter Mk.21E der spanischen Fluggesellschaft Aviaco (EC-ADK) überrollte das Landebahnende auf dem Flughafen Mahon-Menorca (San Luis) und wurde irreparabel beschädigt. Alle 26 Insassen, 22 Passagiere und 4 Besatzungsmitglieder überlebten.[494]

- 26. November – Eine Douglas DC-3/C-47 der kolumbianischen Limitada Nacional de Servicio Aéreo (LANSA) (HK-305) wurde nach dem Start vom Flughafen Bucaramanga-Gómez Niño (Kolumbien) in einer Höhe von 2000 Fuß (610 Metern) gegen den 50 Kilometer nordnordöstlich gelegenen Hügel Páramo Bogueche geflogen. Die Maschine befand sich auf einem Flug von Bucaramanga nach Cúcuta. Bei diesem CFIT (Controlled flight into terrain) wurden alle 12 Insassen getötet, drei Besatzungsmitglieder und 9 Passagiere.[495]

- 27. November – Eine Douglas DC-3/C-47B-5-DL der französischen Aigle Azur (F-OABJ) wurde bei einem Unfall nahe Dong Khe zerstört, einem größeren französischen Militärstützpunkt im Indochinakrieg. Dabei kamen 10 Insassen ums Leben.[496]

- 28. November – Eine Douglas DC-4/C-54A-15-DC der Air France (F-BELO) wurde im Anflug auf den nebelverhangenen Flughafen Lyon-Bron bei Saint-Just-Chaleyssin (Département Isère, Frankreich) gegen einen Baum auf einer kleinen Anhöhe geflogen. Der Punkt befand sich noch volle 16 Kilometer südsüdöstlich des Zielflughafens. Die Maschine stürzte zu Boden und fing Feuer. Bei diesem CFIT (Controlled flight into terrain) wurden von den 38 Insassen 5 getötet, vier Besatzungsmitglieder und ein Passagier.[497]

- (A) 29. November – An einer Douglas DC-6 der US-amerikanischen American Airlines (N90728) musste im Anflug auf den Flughafen Dallas Love Field (Texas, USA) das Triebwerk Nr. 1 (links außen) abgestellt werden. Im Endanflug fiel auch das Triebwerk Nr. 4 (rechts außen) aus, woraufhin der Kapitän das Kommando zum Einfahren von Ladeklappen und Fahrwerk gab. Der Erste Offizier fuhr zwar das Fahrwerk ein, nicht aber die Landeklappen. Es kam daher zum Strömungsabriss und die Maschine kollidierte mit einem Hangar auf der einen und Hindernissen auf der anderen Seite. Beim Überqueren einer Straße hinter dem Flughafen brach zunächst das gesamte Cockpit ab, danach auch das Heck beim Zusammenstoß mit einem weiteren Gebäude. Von den 46 Insassen kamen 28 ums Leben, zwei Besatzungsmitglieder und 26 Passagiere (siehe auch American-Airlines-Flug 157).[498]

- 1. Dezember – Eine Douglas DC-3/C-47-DL der brasilianischen REAL Transportes Aéreos (PP-YPM) wurde bei Ribeirão Claro (PR, Brasilien) in einen Berg geflogen. Der Flug war trotz schlechter Wetterbedingungen in bergigem Gelände fortgesetzt worden. Bei diesem CFIT (Controlled flight into terrain) wurden 20 der 22 Insassen getötet, alle vier Besatzungsmitglieder und 18 Passagiere.[499]

- 9. Dezember – Eine Curtiss C-46D-20-CU Commando der chinesischen Civil Air Transport (XT-820) wurde in der Nähe von Lanzhou (China) gegen einen Berg geflogen. Durch diesen CFIT (Controlled flight into terrain) wurden alle 38 Insassen getötet.[500]

- 10. Dezember – Eine Curtiss C-46D-20-CU Commando der chinesischen Civil Air Transport (XT-814) verunglückte während eines nächtlichen Evakuierungsfluges vom Flughafen Chengdu-Shuangliu (China). Von den 40 Insassen kamen 17 ums Leben, alle fünf Besatzungsmitglieder und 12 Passagiere. Chengdu war die letzte Stadt auf dem Festland, welche die Nationalrevolutionäre Armee der Kuomintang im Bürgerkrieg bis zu ihrer Flucht nach Taiwan verteidigte. Am 10. Dezember 1949 eroberten kommunistische Einheiten die Stadt.[501]

- 12. Dezember – Eine Douglas DC-3/C-53 der pakistanischen Pakair (AP-ADI) in einer Höhe von 1185 Fuß (360 Metern) in den Hügel Karo Jabal (Pakistan) geflogen. Vom Ziel, dem Flughafen Karachi/Jinnah, war der Unfallort noch 63 Kilometer östlich entfernt. Durch diesen CFIT (Controlled flight into terrain) wurden alle 26 Insassen getötet, vier Besatzungsmitglieder und 22 Passagiere.[502]

- 12. Dezember – Eine Douglas DC-3-313A der US-amerikanischen Capital Airlines (N25691) stürzte im Anflug auf den Washington National Airport infolge eines Strömungsabrisses 600 Meter vor der Landebahn in den Potomac River. Bei dem Unfall kamen 6 der 23 Insassen ums Leben, zwei Besatzungsmitglieder und vier Passagiere.[503]

- 16. Dezember – Eine Douglas DC-3A der Mexicana de Aviación (XA-DUK) wurde in der Nähe von Orizaba gegen den Berg Cerro del Borrego (Mexiko) geflogen, nachdem die Piloten sich zuletzt in einer Höhe von 10.000 Fuß (3.048 Metern) gemeldet hatten. Die Maschine war rund 32 Kilometer westlich vom Kurs abgewichen. Durch diesen CFIT (Controlled flight into terrain) wurden alle 17 Insassen getötet, vier Besatzungsmitglieder und 13 Passagiere.[504]

- 18. Dezember – Eine Douglas DC-3/C-47A-60-DL der belgischen Sabena (OO-AUQ) stürzte kurz nach dem Start vom Flughafen Paris-Le Bourget vier Kilometer südöstlich davon nahe Aulnay-sous-Bois ab, nachdem die rechte Tragfläche abgebrochen war. Alle acht Insassen starben.[505][506]

- 19. Dezember – Eine Douglas DC-3/C-47A-30-DK der Aerovías Brasil (PP-AXG) verschwand auf einem Trainingsflug vom und zum Flughafen Vitoria-Goiabeiras (Brasilien). Möglicherweise stürzte die Maschine ins Meer. Alle 6 Insassen auf dem Trainingsflug, 3 Besatzungsmitglieder und 3 Passagiere, kamen ums Leben.[507]

- 23. Dezember – Eine Avro Lancastrian C.3 der italienischen Alitalia (I-AHBX) kehrte nach dem Start vom Flughafen Dakar-Yoff (Senegal) in Richtung Rom zum Ausgangsflughafen zurück. Nach der Landung kam es zu einem Motorbrand. Das Flugzeug brannte aus, nachdem alle Insassen evakuiert worden waren. Alle 13 Insassen, Besatzungsmitglieder und Passagiere, überlebten den Unfall.[508]

- (A) 30. Dezember – Mit einer Douglas DC-4/C-54A-DO der indischen Bharat Airways (VT-CYK) musste bei Comilla (Ostpakistan) eine Notlandung durchgeführt werden. Die drei Besatzungsmitglieder, einzige Insassen auf dem Frachtflug, überlebten den Unfall. Allerdings wurden 7 Dorfbewohner getötet, die sich um das Wrack versammelt hatten, als die Benzintanks explodierten (siehe auch Flugunfall der Bharat Airways 1949).[509]